# Église Saint-Gervais-et-Saint-Prothais de Bresles
L'église Saint-Gervais-et-Saint-Prothais est une église catholique paroissiale située à Bresles, dans l'Oise, en France.
Sa nef du XIe siècle compte parmi les plus anciennes du Beauvaisis, et est bâtie avec de petits moellons cubiques récupérés d'édifices gallo-romains détruits. Sur le pignon de la façade, se profile un crucifix en bas-relief. Toutes les baies et portes d'origine ont été bouchées, et des fenêtres néo-gothiques ont été percées vers 1840. L'intérieur se caractérise aujourd'hui par un décor néo-gothique vétuste. Les parties orientales du milieu du XVIe siècle contrastent avantageusement avec cette nef. Elles sont d'un style gothique flamboyant tardif, qui intègre déjà des motifs de la Renaissance sur les culs-de-lampe et les clés de voûte. Mais le bel effet de l'ensemble vient surtout des arcs-doubleaux soigneusement moulurés et des voûtes d'ogives complexes à liernes et tiercerons. Particulièrement remarquable est le plan, qui comporte un vaisseau central de trois travées droites terminé par une abside à pans coupés, et deux collatéraux. Doubles de part et d'autre de la première travée, ils deviennent ensuite simples par la dilatation du vaisseau central. Ce plan est en partie imputable au positionnement de l'ancien clocher roman au-dessus de la première travée du vaisseau central. Son effondrement sur la nef, le jour de Pâques de l'année 1581, fait trente-sept morts, dont le curé. Le clocher est reconstruit au même emplacement, mais remplacé en 1853 par un clocher-porche néo-roman au nord.
L'église Saint-Gervais-et-Saint-Prothais est également intéressante pour son mobilier très complet. Elle a été classée aux monuments historiques par arrêté du 13 octobre 1988 et est aujourd'hui au centre de la paroisse Saint-Louis, qui regroupe quatorze communes et quinze lieux de culte. Les messes dominicales y sont célébrées en l'église Saint-Gervais-et-Saint-Prothais tous les dimanches et fêtes à 10 h 30.

## Localisation

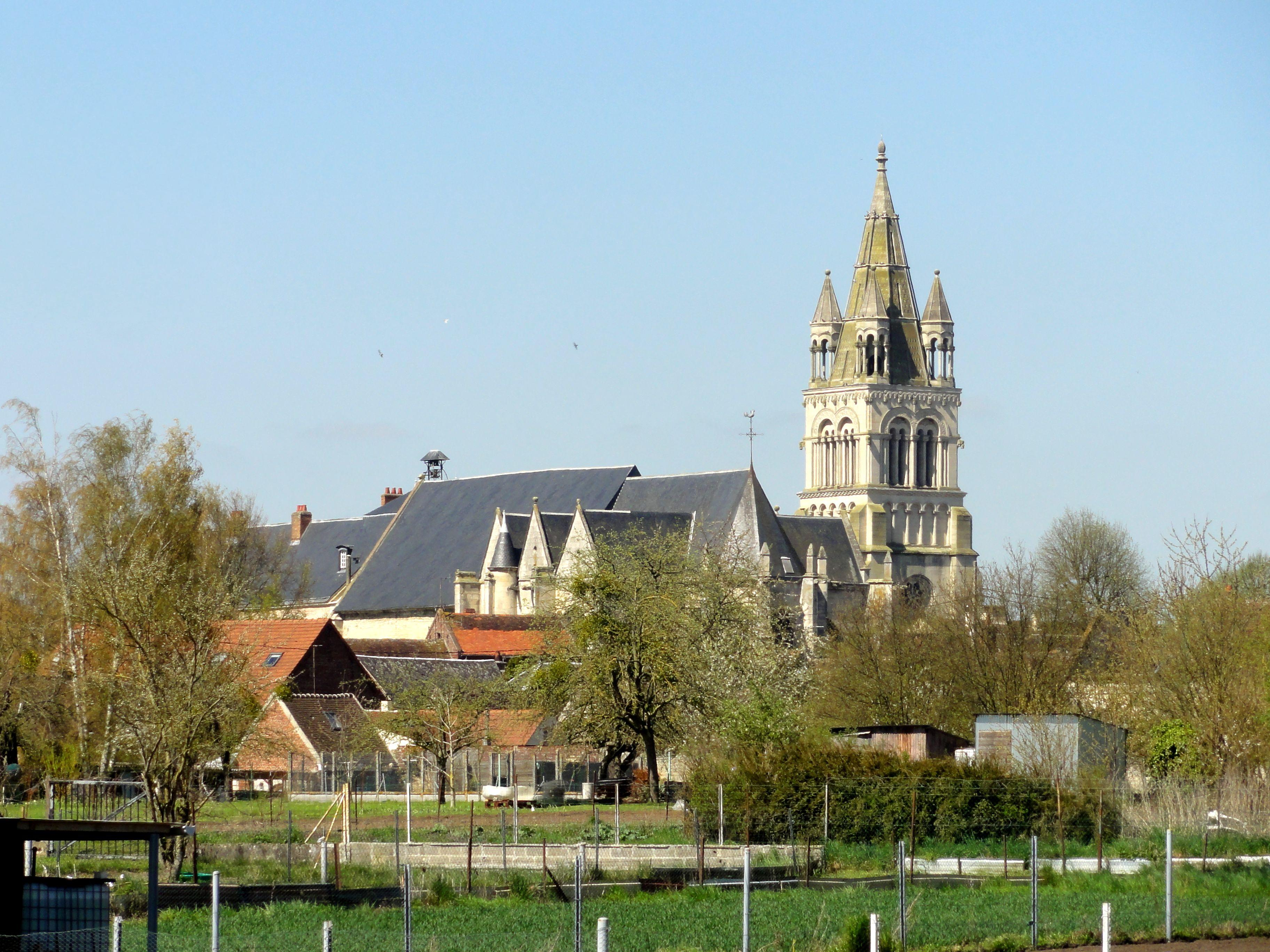
Vue depuis le sud-est.

L'église Saint-Gervais-et-Saint-Prothais est située en France, en région Hauts-de-France et dans le département de l'Oise, au nord du mont César et au nord-ouest de la forêt de Hez-Froidmont, sur le plateau picard, dans la ville de Bresles, place de l'Église. Elle est contigüe du château, ancienne résidence d'été des évêques de Beauvais, qui abrite, entre autres, la mairie. Le château se situe au nord-ouest de l'église, et la façade occidentale, qui ne comporte aucun portail, donne sur le jardin du château. La place de l'Église se situe au nord du chœur de l'église, devant lequel s'élève le puissant clocher-porche néo-roman de 1855. Il constitue le principal accès à l'église. Le chevet donne sur une ruelle, qui quitte la place vers le sud. Le passage de l'Église relie cette ruelle à la rue de la Chaussée, en se faufilant entre l'élévation méridionale de l'édifice et un mur. Ce passage dessert le portail sud de la nef.

## Historique

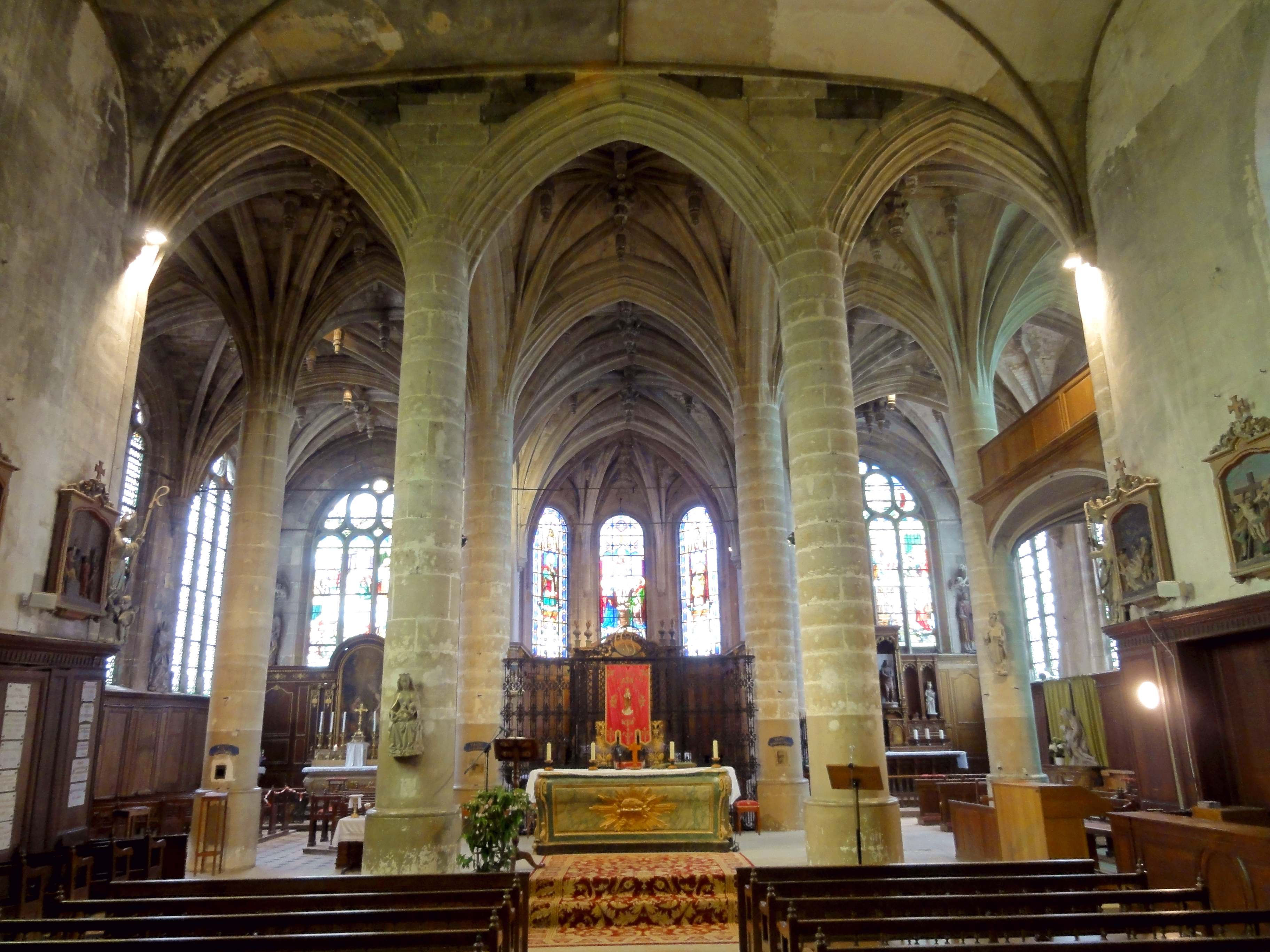
Nef, vue vers l'est sur le transept.

En 1015, Eudes II de Blois donne à son frère, Roger Ier de Blois, évêque de Beauvais, la moitié du comté de Beauvais en échange du château de Sancerre, dans le Berry. L'autre moitié du comté de Beauvais appartient, dès le IXe siècle, au chapitre de la cathédrale de Beauvais. Dans la charte relative à cet échange, Bresles est qualifié de villa episcopi, ville épiscopale, ce qui donne à penser que les évêques de Beauvais y disposent d'ores et déjà d'une maison de plaisance. Vers 1210, Philippe de Dreux, évêque de Beauvais, la transforme en château-fort, le château de Bresles. Il reste, sous tout l'Ancien Régime, la résidence d'été des évêques de Beauvais. La paroisse est d'origine plus ancienne. Au troisième quart du XIe siècle, Guy, évêque de Beauvais, donne la cure à l'abbaye Saint-Quentin près Beauvais, fondée par lui-même vers 1067. Pour assurer le service paroissial, l'abbé envoie l'un de ses chanoine, et Bresles devient ainsi un prieuré. Le chanoine  réunit les fonctions de curé et de prieur. Dans la bulle donnée par le pape Clément III en 1189 pour confirmer les privilèges de l'abbaye, saint Gervais est indiqué comme le seul patron de l'église. Sous tout l'Ancien Régime, la paroisse relève du doyenné de Mouchy-le-Châtel, de l'archidiaconé de Clermont, et du diocèse de Beauvais,.

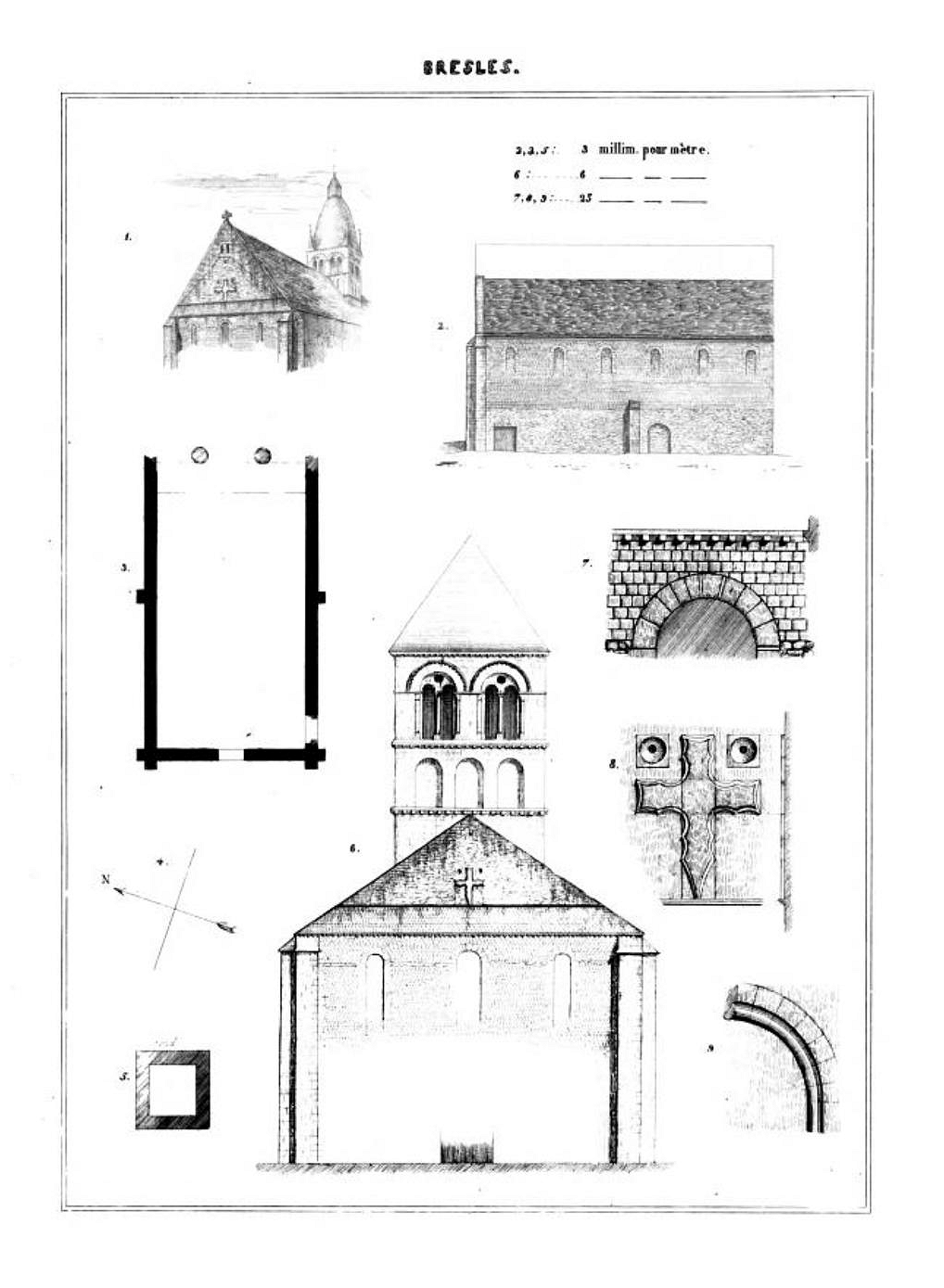
Relevés effectués par le Dr Woillez au cours des années 1840, avec la nef non encore remaniée et le clocher de la fin du XVIe siècle.

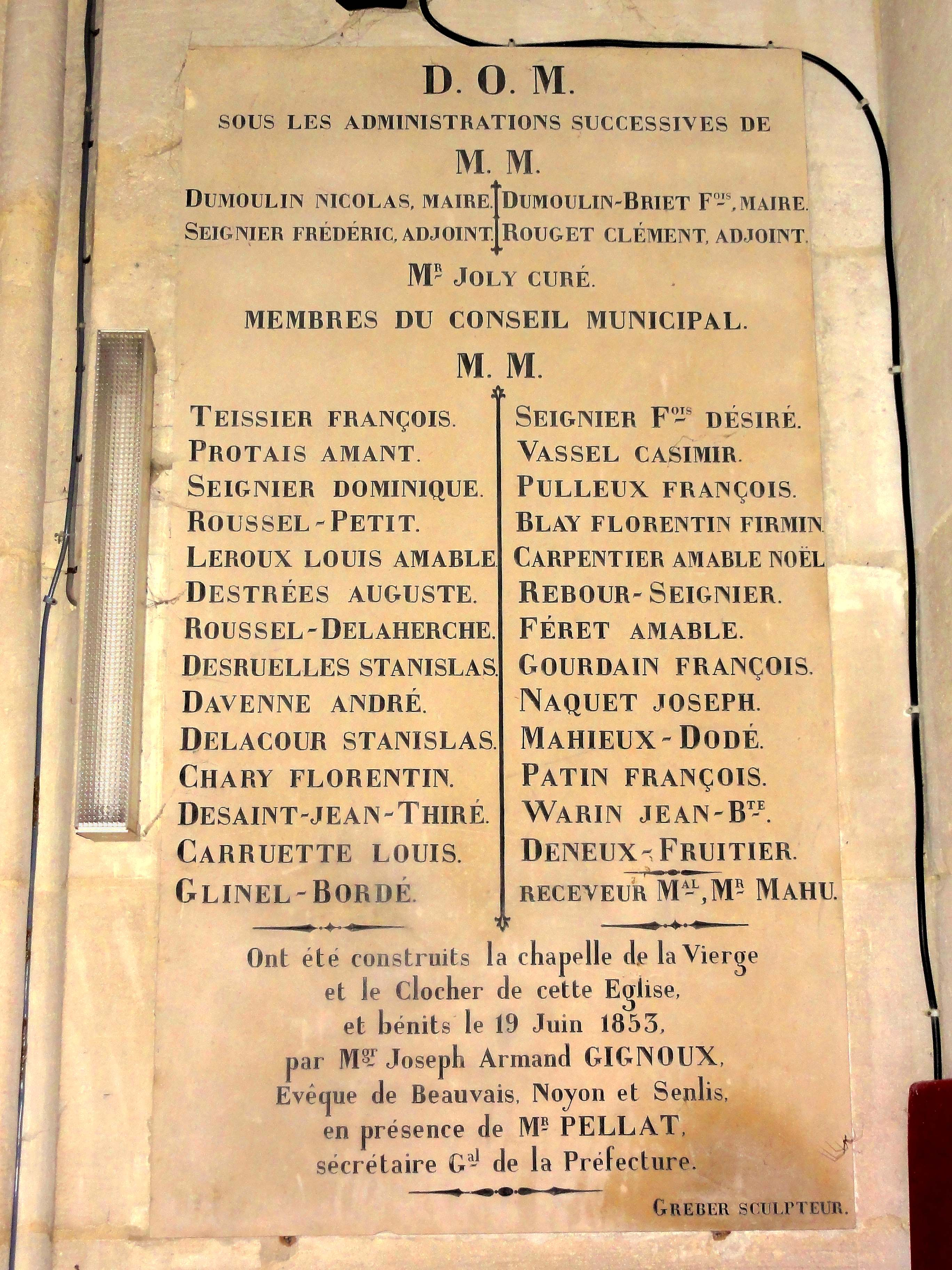
Plaque commémorative de la construction du clocher en 1853.

L'on dispose de très peu d'éléments sur l'histoire de la paroisse et de l'église de Bresles. Il ne fait cependant pas de doute que la nef figure parmi les plus anciennes nefs uniques de la région, avec Notre-Dame-du-Thil (à Beauvais), Essuiles, Guignecourt, Hermes, Montmille (commune de Fouquenies), Saint-Martin-le-Nœud, Therdonne, Velennes, etc. On peut les dater de la seconde moitié du XIe siècle, mais selon Dominique Vermand, certaines parmi elles pourraient même remonter à la fin du siècle précédent. Cette haute ancienneté est notamment reconnaissable grâce à l'appareil de petits moellons cubiques récupérés d'édifices gallo-romains détruits, dits pastoureaux, englobant souvent des assises de tuiles plates. En l'occurrence, cet appareil règne à partir de 3,35 m de hauteur. Un autre signe distinctif est le crucifix en bas-relief sur le pignon, qui évoque la Basse-Œuvre de Beauvais et Montmille. — Le chœur roman est remplacé par un vaste complexe du style gothique flamboyant finissant vers le milieu du XVIe siècle. Cependant, le clocher central roman est conservé dans un premier temps, mais subit peut-être une reprise en sous-œuvre totale qui le déstabilise. Le 26 mars 1581, jour de Pâques, le vieux clocher est renversé par un ouragan. Il s'écrase sur la nef, et fait trente-sept morts, dont le curé. Par la suite, le clocher est reconstruit selon l'ancien modèle, mais la flèche de pierre est remplacée par un dôme, comme à Saint-Pierre de Senlis,.
Des transformations importants interviennent encore au XIXe siècle. Après le passage de Louis Graves peu avant 1830, mais avant la visite d'Eugène Woillez au cours des années 1840, la nef est dénaturée par un remaniement assez radical. Les six petites baies en plein cintre de chaque côté sont bouchées, et de nouvelles baies en tiers-point sont percées. Le mur septentrional est recouvert d'un crépi, et l'intérieur est muni d'un plafond plat décoré de nervures, suggérant des croisées d'ogives et des liernes. Quelques années plus tard, au début des années 1850, le clocher central de la fin du XVIe siècle est déconstruit, et un nouveau clocher néo-roman, mais avec une flèche d'inspiration gothique, est édifié au nord du transept. Il sert en même temps de porche, et est séparé du transept par une travée intermédiaire. Une plaque commémorative énumère les noms des deux maires successifs, du curé, l'abbé Joly, et des conseillers municipaux, qui ont décidé et accompagné le projet. L'inscription se termine par les mots « ont été construits la chapelle de la Vierge et le Clocher de cette Église, et bénits le 19 juin 1853, par MGR Joseph-Armand GIGNOUX, évêque de Beauvais, Noyon et Senlis, en présence de MR PELLAT, secrétaire GAL de la Préfecture ». Ce clocher reprend toujours quelques-uns des caractéristiques de son ancêtre du premier quart du XIIe siècle, dont l'agencement de l'étage de beffroi, et son caractère néo-roman ne se révèle qu'en regardant la construction de près. Ainsi, Eugène Lefèvre-Pontalis écrit en 1905 : « …mais il ne se faut pas se fier à la même disposition qui se rencontre à Bresles, car le Dr Woillez a eu soin de faire observer que cette tour fut rebâtie au XVIe siècle, dans le style roman ». Or, il échappe à l'auteur que le clocher qu'il a vu lui-même (il est né en 1862) n'est plus le même que signale Eugène Woillez. — L'église est classée aux monuments historiques par arrêté du 13 octobre 1988. Depuis la création de quarante-cinq  nouvelles paroisses à l'échelle du diocèse en 1996, elle est au centre de la paroisse Saint-Louis, qui s'étend sur quatorze commune réunissant quinze lieux de culte.

## Description

### Aperçu général

Plan de l'église.

Régulièrement orientée, avec une légère déviation de l'axe vers le sud-est du côté du chevet, l'église se compose de trois parties bien distinctes, à savoir la nef romane remaniée au cours des années 1840, mesurant à l'intérieur 11,55 m de largeur pour 19,50 m de longueur ; le clocher-porche de 1855 au nord du transept ; et le complexe de style gothique flamboyant formé par le transept, le chœur et ses collatéraux. Ces parties orientales se distinguent par leur plan à la fois complexe et original. À l'ouest, l'on dénombre cinq travées carrées dans le sens nord-sud, que l'on peut considérer comme transept avec des croisillons à deux travées successives. La travée médiane ou croisée du transept correspond à l'ancienne base du clocher jusqu'au début des années 1850, et constitue à la fois la première travée du vaisseau central du chœur. Cette travée et les deux travées adjacentes au nord et au sud sont ouvertes sur la nef ; les deux autres débordent par rapport à celle-ci. En comptant l'ancienne base du clocher, le vaisseau central du chœur comporte trois travées flanquées de collatéraux, et une abside à cinq pans. La deuxième travée du vaisseau central est de plan trapézoïdal, afin de permettre l'élargissement du sanctuaire par rapport à la base du clocher. Par conséquent, les travées des collatéraux de cette travée sont d'un plan dissymétrique, ce qui se manifeste notamment à travers le dessin des voûtes, et chacun des deux collatéraux ne compte plus qu'un seul travée à ce niveau. Cette transition de double collatéraux vers des collatéraux simples n'impacte pas l'alignement des murs extérieurs, qui sont parfaitement droits de la première à la troisième travée. À partir de la troisième travée du vaisseau central et des collatéraux, l'on revient vers un plan rectangulaire normal. Les collatéraux se terminent ensuite par des chevets plats. Le vaisseau central se continue par une abside à cinq pans, avec une partie droite relativement profonde, et deux pans obliques de la même largeur que le pan d'axe. L'ensemble des travées orientales est voûté d'ogives avec des dessins complexes à liernes et tiercerons. Concernant la couverture, chacun des collatéraux dispose d'un toit en bâtière indépendant, perpendiculaire à l'axe du vaisseau central, avec des pignons au nord et au sud. S'y superpose la toiture à deux rampants du vaisseau central, qui se termine par trois croupes à l'est.

### Extérieur

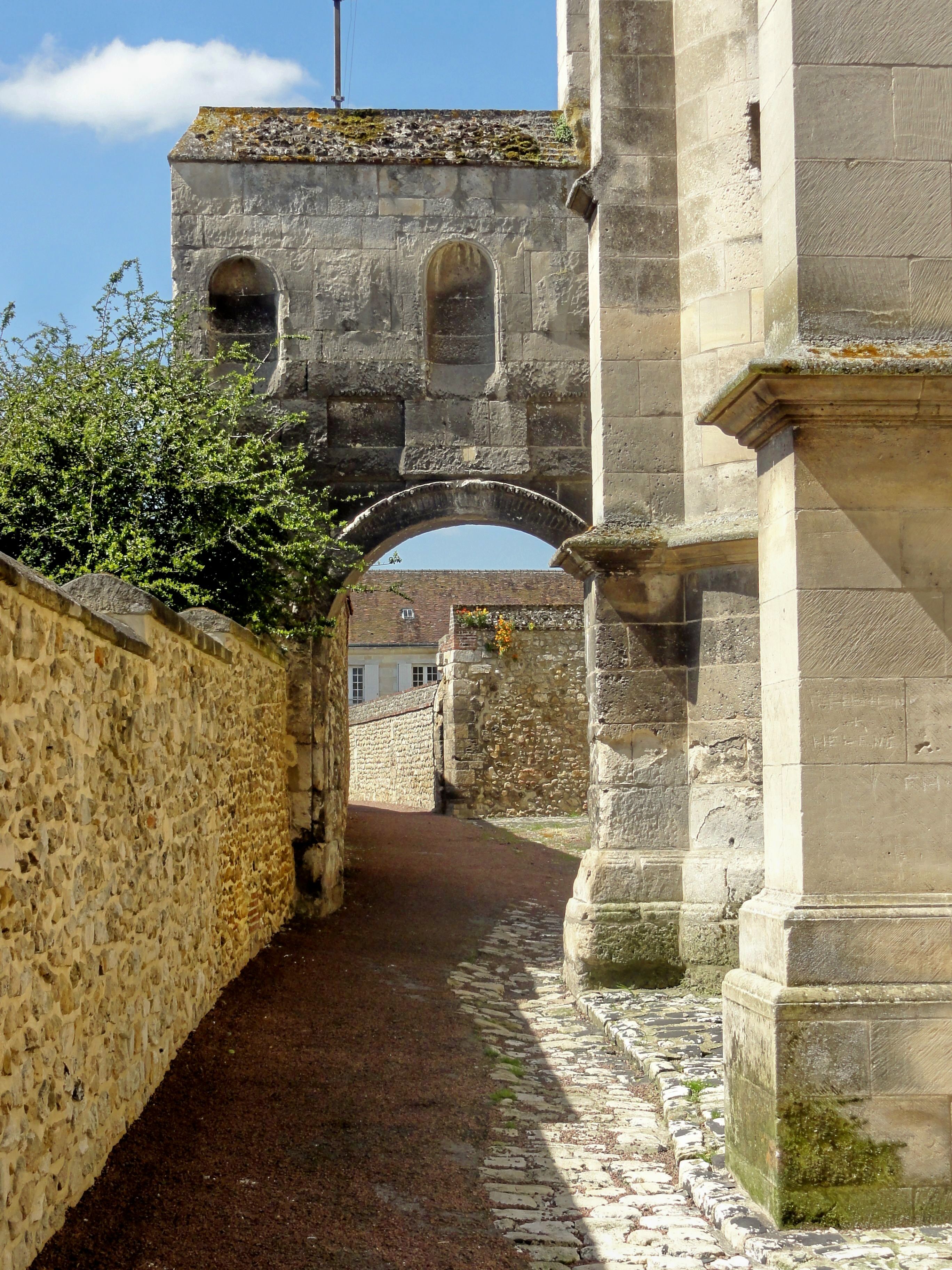
Passage de l'Église.

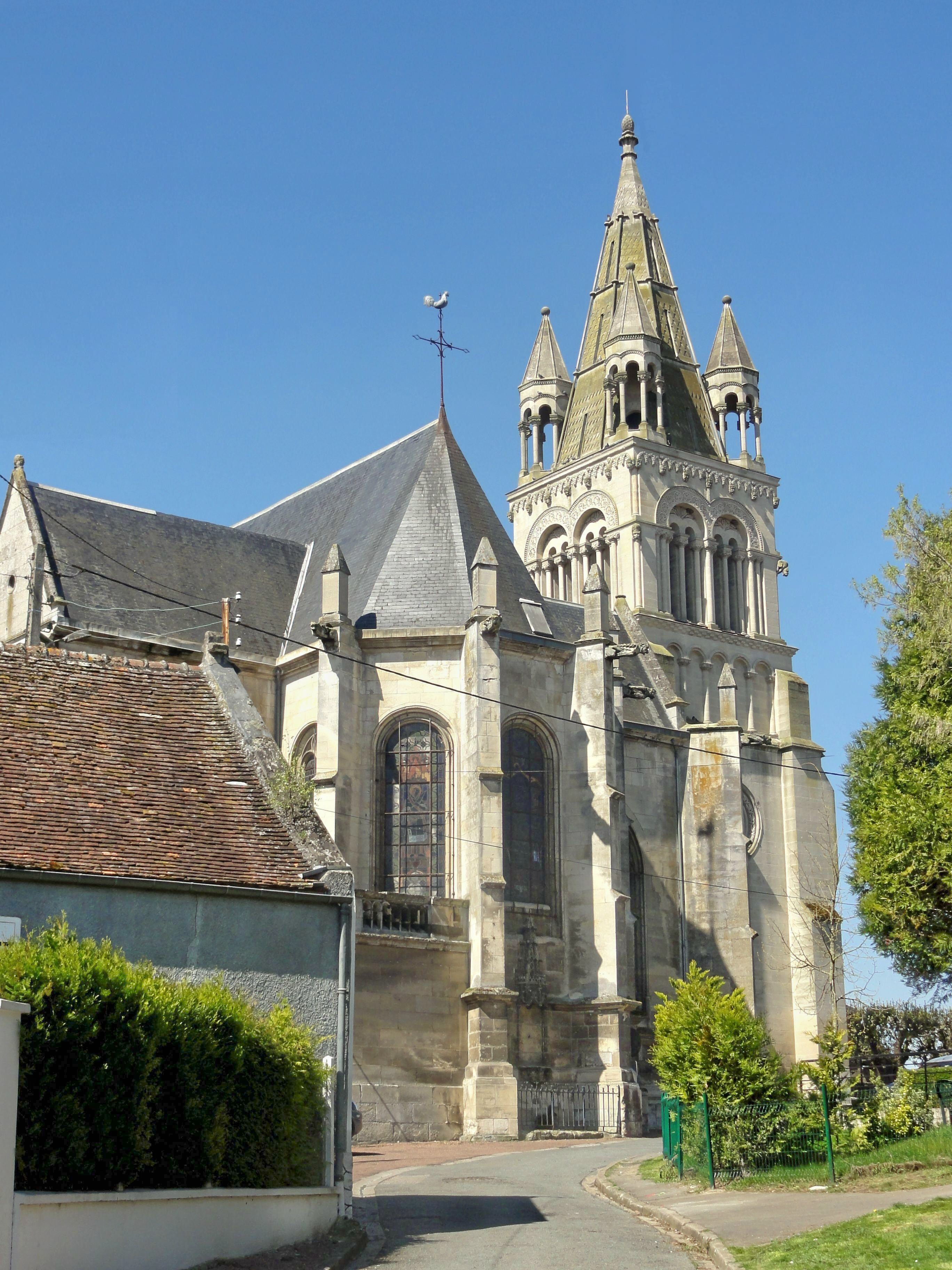
Abside et clocher.

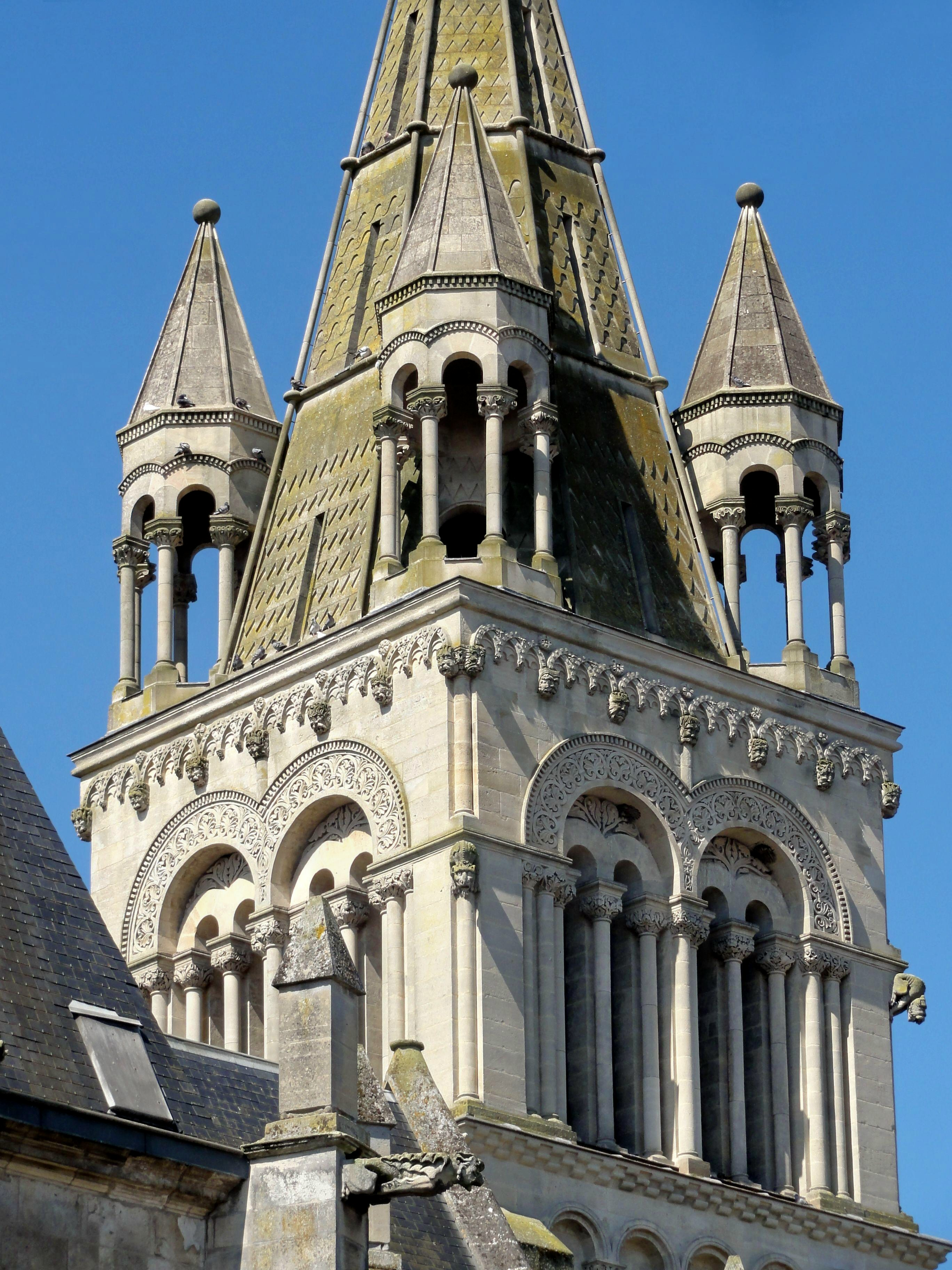
Clocher, étage de beffroi.

La façade occidentale, qui ne remplit plus cette fonction depuis longtemps car ne donnant pas sur la voie publique, est flanquée de deux contreforts plats orthogonaux à ses angles. Son appareil est constitué de pastoureaux jusqu'en bas du pignon. La porte, déjà bouchée en 1849, mesurait 2 m de largeur. En haut, la façade était percée de trois fenêtres en plein cintre, dont celle du milieu était un peu plus grande que les deux autres. Son imposte de droite est souligné par une assise de briques non saillantes, et le clé d'arc est flanqué de deux briques. Cette particularité n'existe pas sur les deux autres baies bouchées, à moins que le crépi ne cache les briques. Les claveaux, de largeur inégale, sont au nombre de dix à quatorze par baie. Un peu au-dessus des fenêtres, une corniche de billettes marque la naissance du pignon. Il est en outre structuré par un bandeau horizontal, et arbore, au-dessus, une croix grecque sculptée en bas-relief. Comme le précise Eugène Woillez, « cette croix est échancrée sur ses branches, et sa branche supérieure est accompagnée, à droite et à gauche, d'une ouverture percée en entonnoir dans une pierre de taille encastrée dans le mur. Une pierre trouée de la même manière existe au sommet de l'ancien pignon, dont l'appareil est composé de moellons noyés dans du mortier ». Le pignon a été surhaussé et rendu plus aigu, sans doute au XVIe siècle.
Le mur gouttereau sud de la nef mesure 8,20 m de hauteur en 1849. Elle ne dispose pas d'un soubassement. Jusqu'à une hauteur de 3,35 m, son appareil est constitué de moellons noyés dans un mortier. Plus haut, il est constitué de pastoureaux. Eugène Woillez a compté quarante-six assises régulières, soit environ dix par mètre de hauteur. Tout à gauche, à l'angle avec la façade, le contrefort plat s'amortit par un glacis formant larmier, ce qui traduit un remaniement à la période gothique ou plus tard. Un second contrefort, qui est tronqué, apparaît au milieu du mur. À droite de ce contrefort, se situe un ancien portail en plein cintre de 1,50 m de largeur, dont les piédroits mesurent seulement 1,35 m de hauteur. Le pourtour est mouluré d'un tore et d'un cavet, et la porte ne saura donc pas être antérieure à la période romane tardive, soit le second quart du XIIe siècle. La porte actuelle, tout au début du mur, est rectangulaire, et sans style. Tout en haut du mur, six petites fenêtres en plein cintre, régulièrement espacées, éclairaient la nef jusqu'aux années 1830. Elles sont entourées de pierres de taille, et comptent chacune environ dix claveaux un peu irréguliers. Dix centimètres au-dessus, le mur se termine par une corniche profilée en talon droit, qui est susceptible de dater du XVIe siècle, époque de la réfection de la toiture. L'on est tenté de voir cette réfection dans le contexte de l'effondrement du clocher sur la nef, en 1581.
Les parties orientales impressionnent par leur envergure, et la couverture des collatéraux par des toits en bâtière indépendants, avec une enfilade de trois pignons au sud, est d'un bel effet. L'appareil en pierres de taille est d'une rare régularité, et les murs paraissent parfaitement lisses. Ces qualités ne peuvent pas cacher que l'architecture reste assez fade : les contreforts rectangulaires sont strictement verticaux, et au chevet, ils sont sommés de clochetons restés sans sculpture. Les fenêtres, entourées de moulures prismatiques, sont en plein cintre, sauf au chevet des collatéraux. Dans la première travée du collatéral sud et sur les trois pans de l'abside, elles sont dépourvues de remplage. Dans les deux autres travées des collatéraux, le dessin de trois ou quatre formes en plein cintre surmontées d'oculi est d'un effet mou. Au nord et au sud de l'abside, les deux formes en plein cintre surmontées d'un oculus unique représente le remplage Renaissance standard. Le décor sculpté fait pratiquement défaut. Il n'y a qu'une niche à statue surmontée un grand dais flamboyant finement ciselé devant le pan d'axe du chevet ; les gargouilles qui jaillissent en haut des contreforts ; les petits frontons des chaperons des contreforts du sud ; et les boules qui couronnent la plupart des pignons. Sinon, les parties orientales n'appellent que peu de remarques. Comme à l'accoutumée dès le second quart du XIIIe siècle, un larmier court à la limite des allèges, et passe autour des contreforts. Ils sont en outre scandés de deux larmiers, présents uniquement sur la face frontale. Aux angles nord-est et sud-est, l'on ne trouve qu'un unique contrefort placé de biais, selon un usage qui se répand à la fin de la période flamboyante. La partie inférieure du premier contrefort au sud est nettement plus saillante, et comporte un passage, comme au Bellay-en-Vexin et à Genainville. La partie haute du même contrefort se superpose curieusement au bas du pignon, et le contrefort adjacent, à l'ouest, est nettement moins élevé. Enfin, le second contrefort du sud est englobé dans une tourelle d'escalier ronde, coiffée d'une poivrière. Un bandeau mouluré marque la naissance des pignons, et au chevet, les murs se terminent par une corniche formée par plusieurs fines moulures prismatiques. Les pignons sont percés d'un orifice circulaire pour l'aération des combles.
Le clocher se compose de sa base, avec un portail à triple archivolte du côté nord ; d'un premier étage éclairé par des rosaces ; d'un second étage décoré d'arcatures plaquées en plein cintre ; d'un étage de beffroi muni de deux grandes baies en plein cintre par face, réséquées chacune dans deux baies plus petites par des colonnettes à chapiteaux ; et d'une flèche de pierre sur plan octogonal, cantonnée de quatre lanternons également octogonaux. La sculpture est très raffinée, surjouée, et déploie une iconographie largement fantaisiste, qui réinterprète néanmoins certains motifs authentiques, tels que les palmettes de feuilles d'acanthe et les fruits d'arum, ou la corniche beauvaisine, en haut de l'étage de beffroi. Les clochers romans du Beauvaisis ne connaissent pas de rosaces, ni de frises de dents d'engrenage ou d'arcatures plaquées ; on peut seulement citer des arcatures enchevêtrées sur le clocher de Frouville, dans le Vexin français. En revanche, la corniche de billettes en forme de damier, que l'on trouve à la limite du second et du troisième étage, se trouve même sur certains clochers romans de la région, et la disposition des fenêtres de l'étage de beffroi évoque Auger-Saint-Vincent, Béthisy-Saint-Martin, Bonneuil-en-Valois, Catenoy, Cauffry, Chamant, Frocourt, Jaux, Glaignes, Heilles, Labruyère, Marissel (tour centrale), Marolles, Ménévillers, Morienval (tour occidentale), Néry, Orrouy, Saintines et Saint-Vaast-de-Longmont. La flèche s'inspire vraisemblablement de Mogneville et de la cathédrale de Senlis, mais il lui manque l'élancement, et les proportions sont trapues.

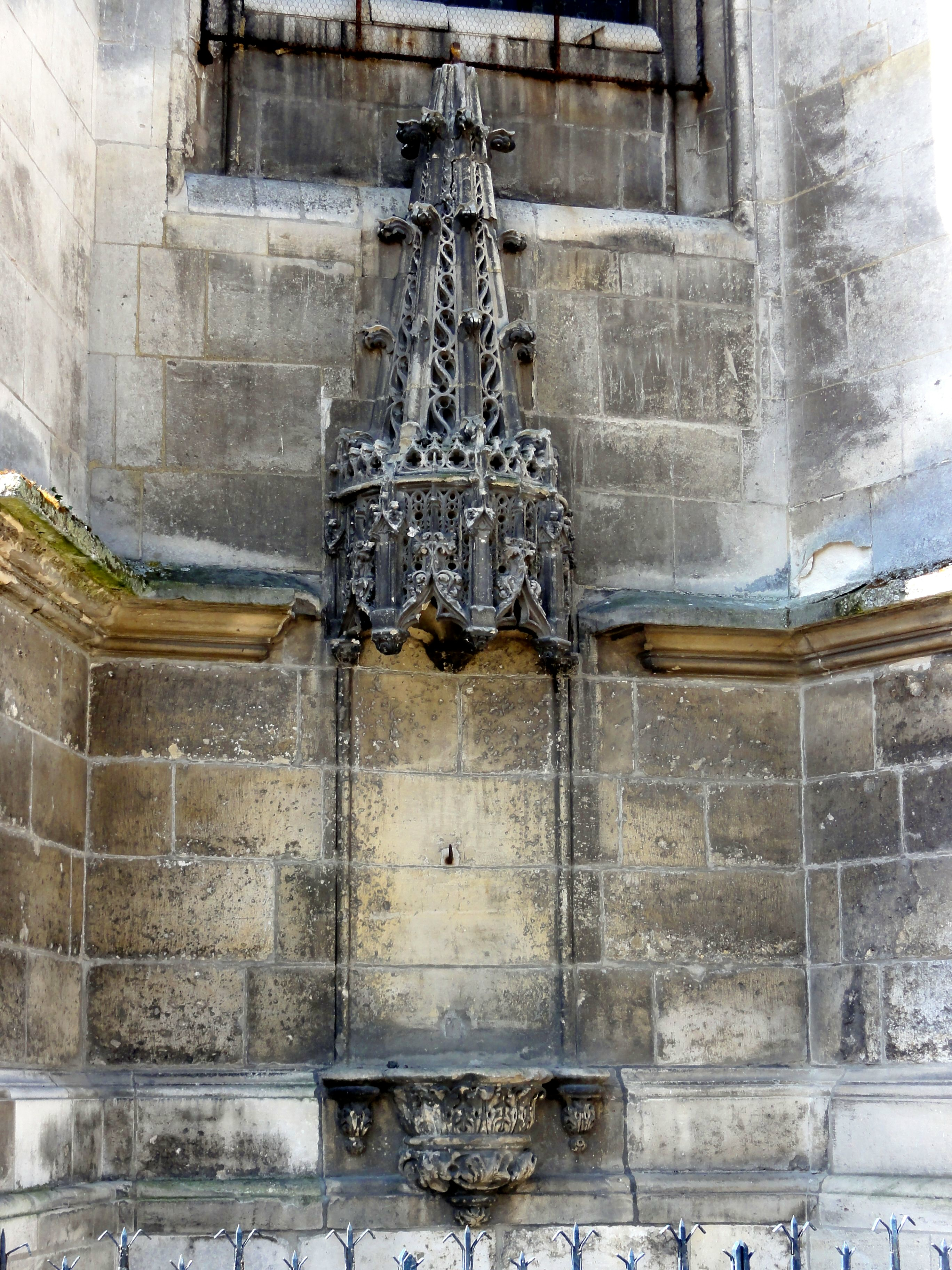
Niche à statue du chevet.
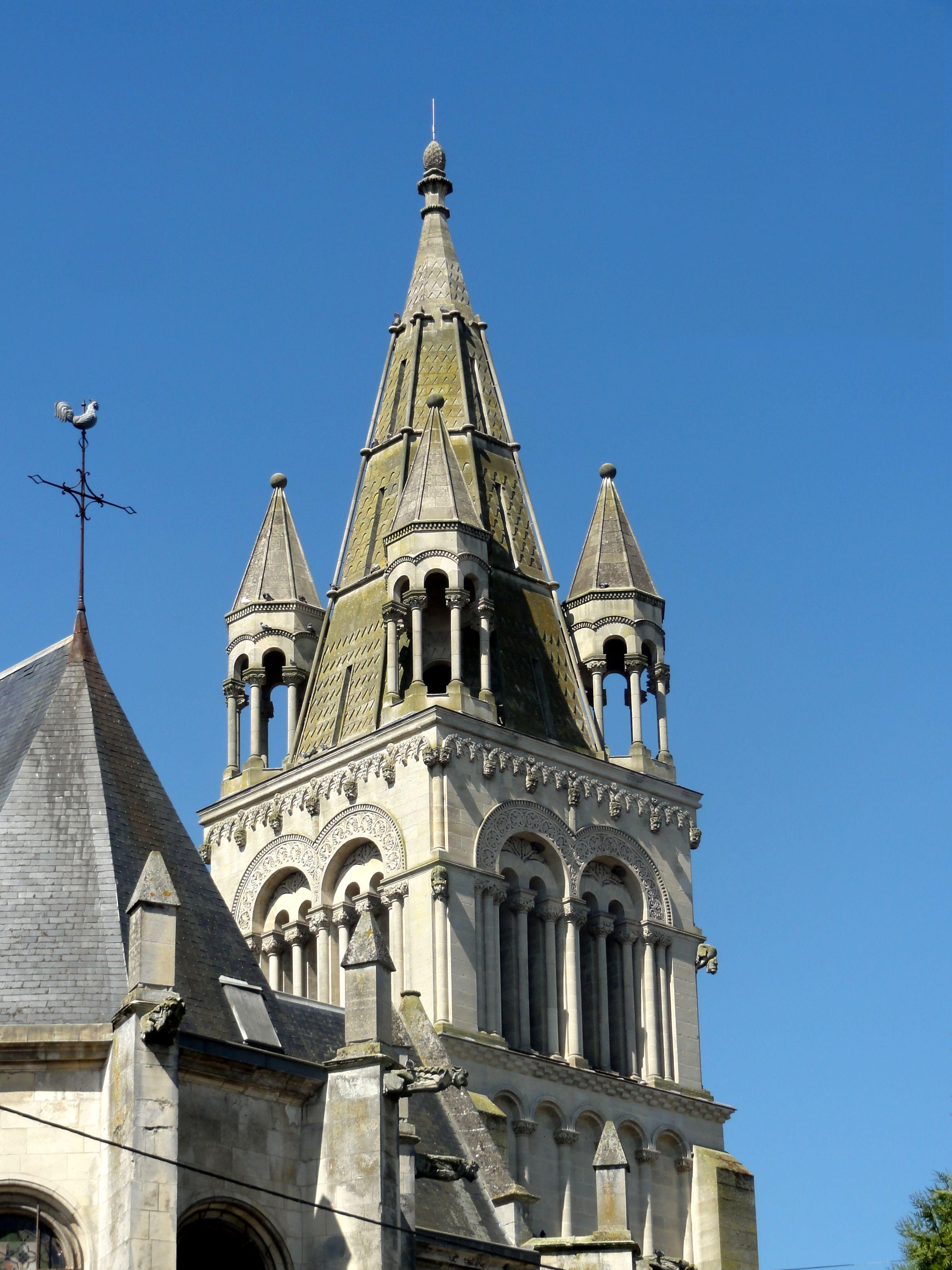
Clocher, côté sud-est.
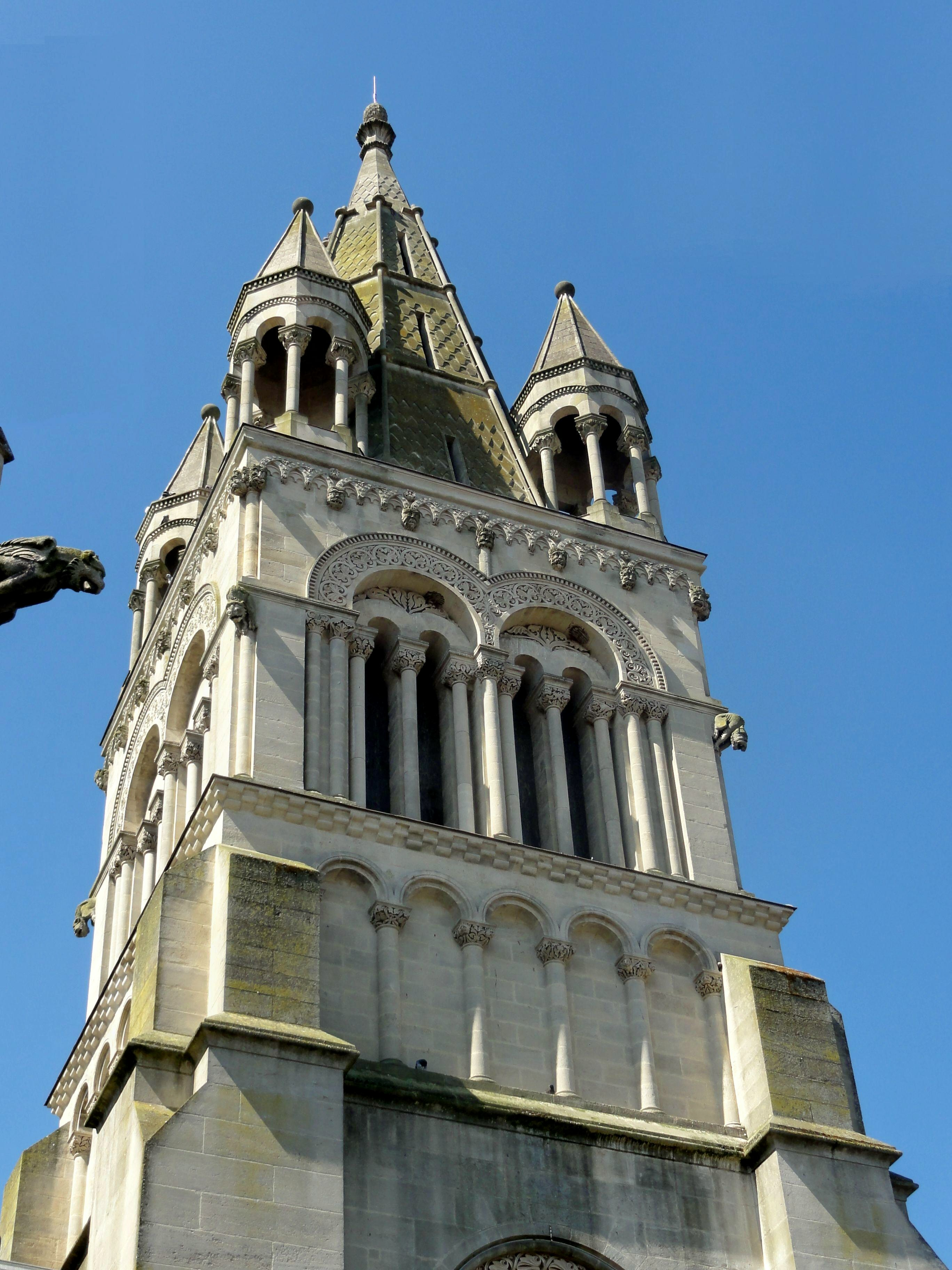
Clocher, côté est.
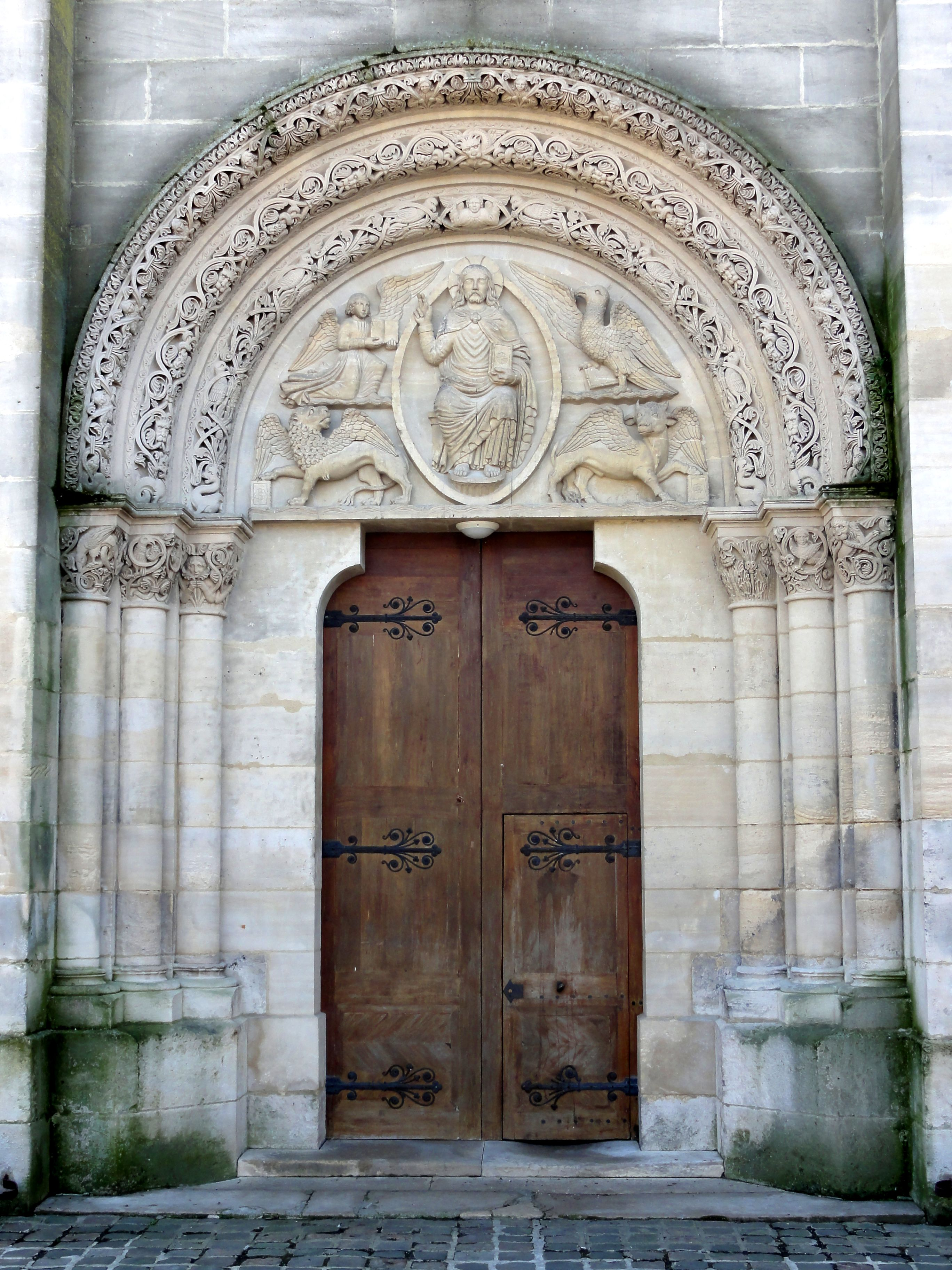
Portail du clocher.

### Intérieur

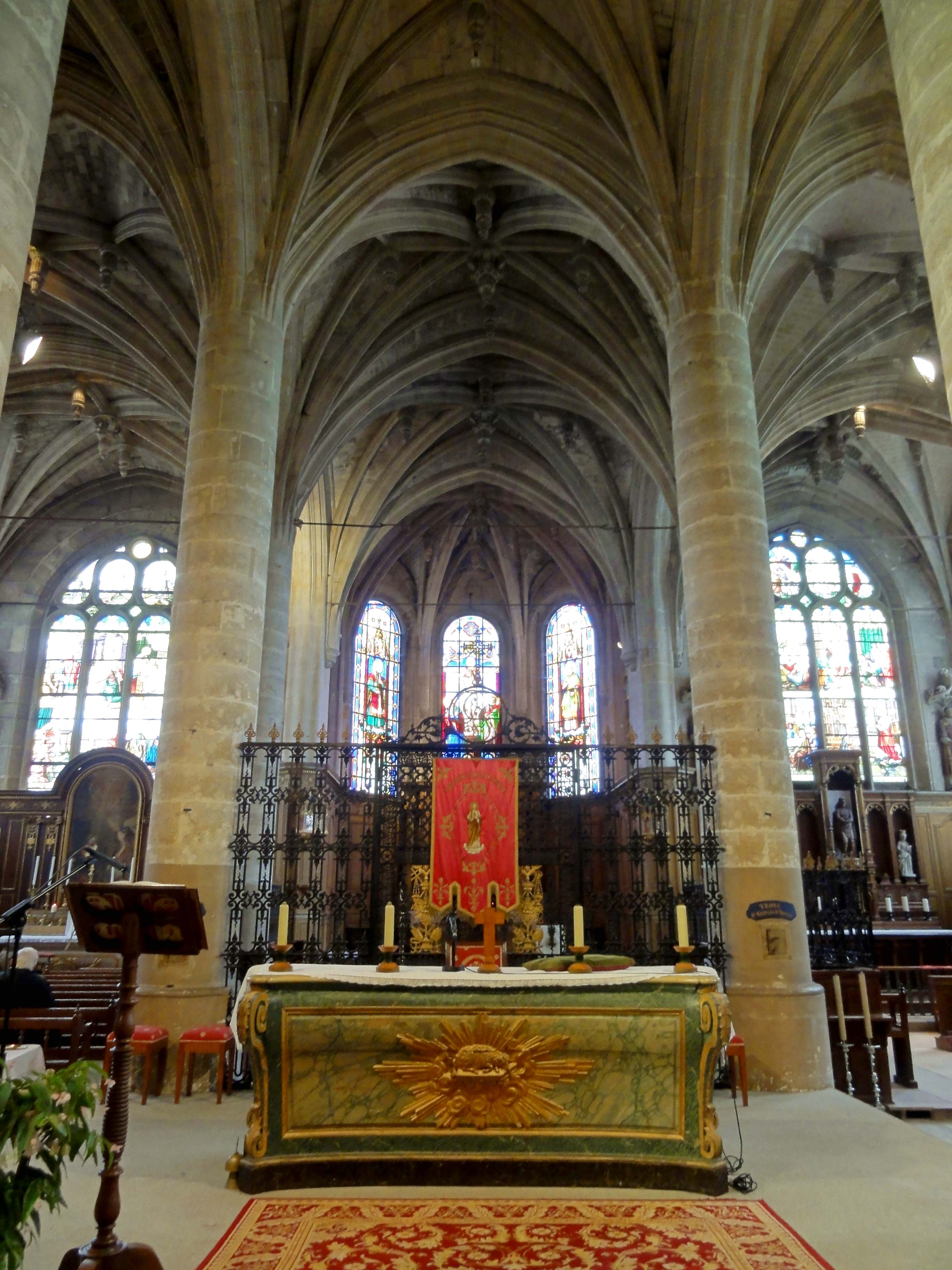
Vaisseau central, vue vers l'est.

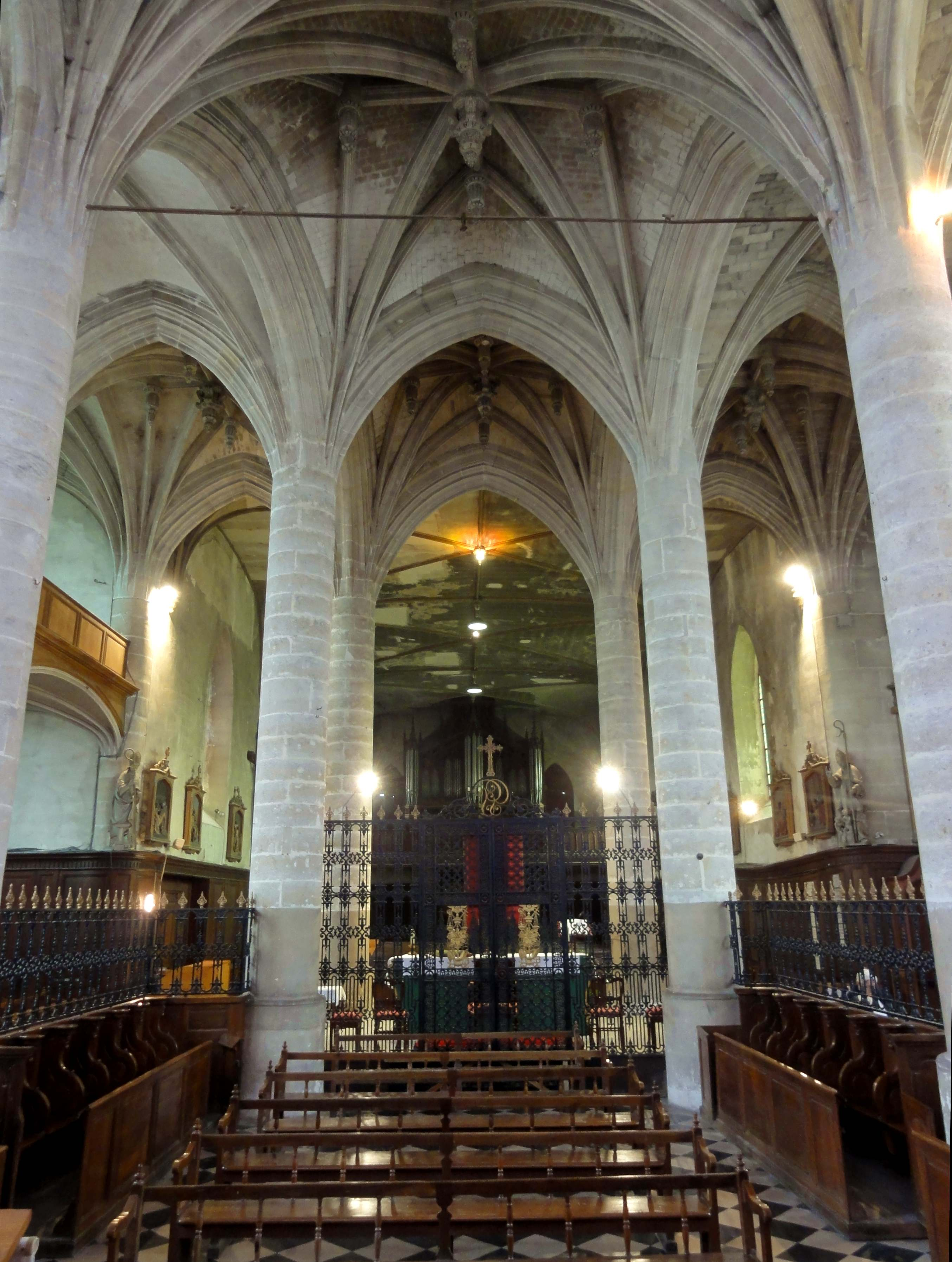
Vaisseau central, vue vers l'ouest.

Si la nef est sans intérêt architectural à l'intérieur, et d'un triste aspect en raison de la saleté des murs et de la dégradation du décor néo-gothique du plafond, les parties orientales sont d'une monumentalité remarquable, et dignes d'une grande église de ville. L'ensemble est parfaitement homogène. Certes l'architecte a fait appel à des dispositions différentes pour les supports des voûtes et pour les fenêtres, mais elles sont fonction des emplacements, et ne paraissent pas résulter d'une construction en plusieurs étapes. L'effondrement du clocher en 1581 n'a apparemment pas donné lieu à des remaniements, puisqu'il tomba sur la nef, et par ailleurs, les quatre piles de l'ancien clocher ne sont pas plus fortes que les autres : ce ne sont que les arcs-doubleaux qui sont renforcés. Le plan, qui commence par cinq vaisseaux parallèles, puis passe vers trois vaisseaux sans que la largeur intérieure ne diminue, n'a pas son pareil dans la région, d'autant plus que l'ensemble des douze travées est voûté à la même hauteur. C'est certes d'un effet plus favorable qu'un vaisseau central plus élevé, mais aveugle ; il n'empêche que la faiblesse de la construction est le déficit d'éclairage par la lumière naturelle, comme dans la plupart des églises à doubles collatéraux. En l'occurrence, l'on ne peut pas non plus compter sur l'éclairage indirect par la nef, qui est elle-même très sombre. Il est vrai que son remplacement était envisagé au XVIe siècle, comme le prouvent les arcades bouchées à l'ouest de la première travée de chacun des collatéraux (croisillons du transept).
Selon la tendance générale à la période gothique finissante, le maître d'œuvre a procédé à certaines simplifications par rapport aux partis habituels à l'apogée du style flamboyant, quelques décennies plus tôt. Les chefs-d'œuvre en la matière, qui peuvent servir de référence, sont bien sûr le transept de la cathédrale Saint-Pierre de Beauvais et le chœur de l'église Saint-Étienne de Beauvais. Ainsi, les piliers ondulés n'apparaissent plus qu'à la fin des doubleaux longitudinaux du vaisseau central, et au droit du mur méridional, entre la première et la deuxième travée. Les piliers libres sont monocylindriques, comme à Orrouy et Roberval. D'une manière atypique, les bases se résument à un tore aplati, et les socles ne sont pas octogonaux, mais également cylindriques. Au droit des murs et dans l'abside, les nervures sont reçues sur des culs-de-lampe, qui rompent la fluidité des lignes propre au style flamboyant pur, et conduisent à des murs plats en dessous. Ces culs-de-lampe sont sculptés de motifs de la Renaissance, dont notamment des oves et des dards, et comportent une section cannelée. Les clés de voûte pendantes, qui se rencontrent à chaque croisement des nervures, sont de la même facture. Les clés centrales sont flanquées de consoles, mais sinon, le vocabulaire ornemental est restreint, et manque tout à fait d'originalité. L'on ne trouve pas les clés en forme de temples antiques, ni de chérubins, figures de saints ou grotesques, et les symboles religieux sont eux aussi absents.
Hormis ces culs-de-lampe et clés de voûte, les fenêtres en plein cintre, qui dominent largement, annoncent la fin de la période gothique. Elles cohabitent avec des voûtes en arc brisé. Les ogives, liernes et tiercerons sont minces et saillants, et affectent encore une modénature prismatique, mais ont perdu leur acuité. C'est plus visible encore sur les doubleaux, autrement larges, qui affichent au milieu un boudin. Cependant, la complexité des profils des doubleaux est encore typiquement flamboyante. Complexes sont aussi les réseaux des voûtes, notamment dans la deuxième travée de chacun des collatéraux, qui sont délimitées par deux doubleaux avec un pilier central à l'ouest, et un seul doubleau à l'est. Cependant, toutes les autres voûtes ne fond que répéter le dessin à liernes et tiercerons conventionnel, sans déployer l'énorme variété que l'on découvre à Saint-Étienne de Beauvais et Pont-Sainte-Maxence. En résumé, ce sont malgré tout la richesse du profil des doubleaux et la filigranité du dessin des voûtes qui font l'attrait architectural du chœur de Bresles. En adoptant systématiquement des piliers ondulés, et des fenêtres en arc brisé avec des réseaux plus élaborés et plus variés, le maître d'œuvre aurait facilement pu en faire un chef-d'œuvre de l'art flamboyant.

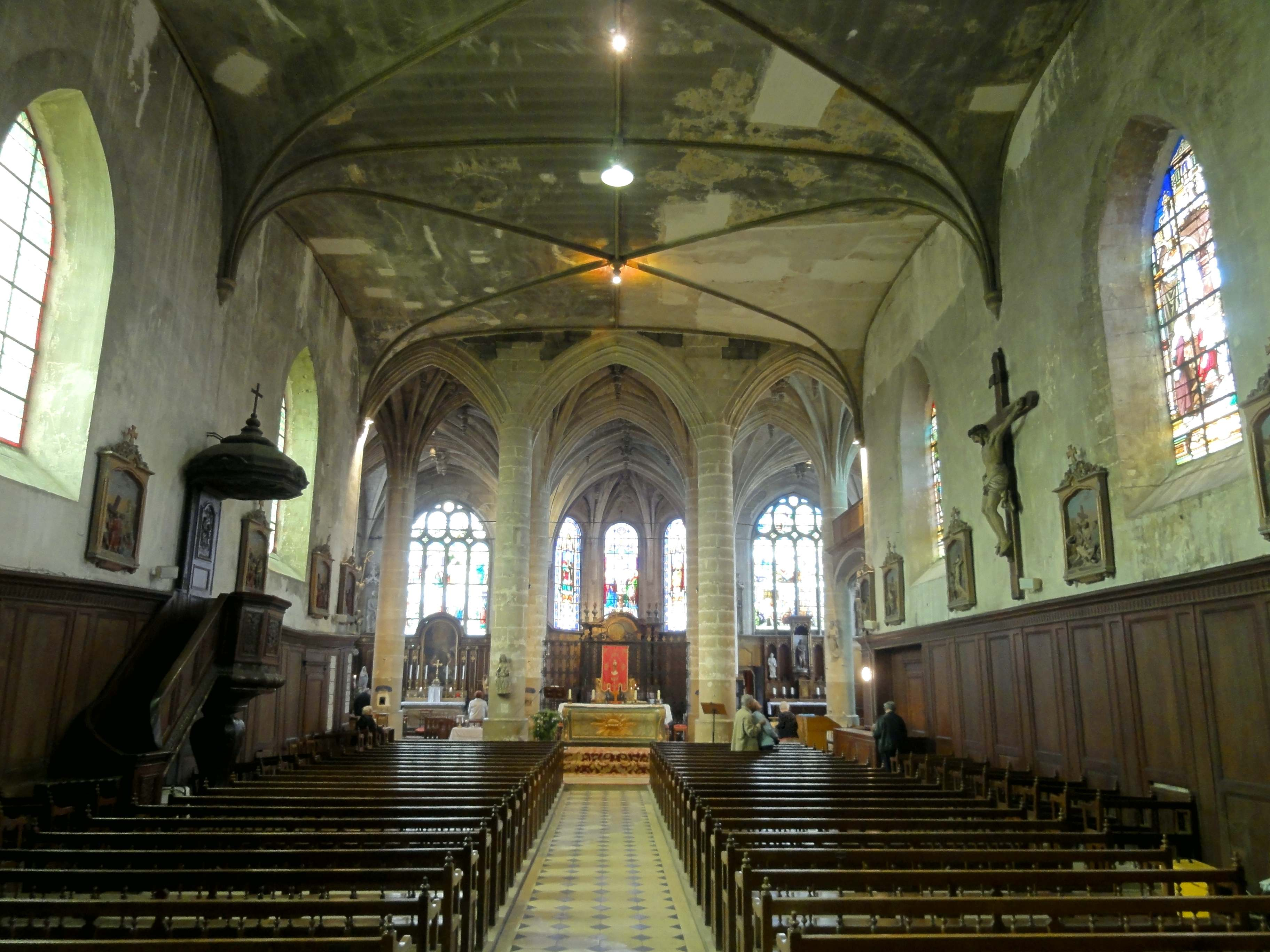
Nef, vue vers l'est.
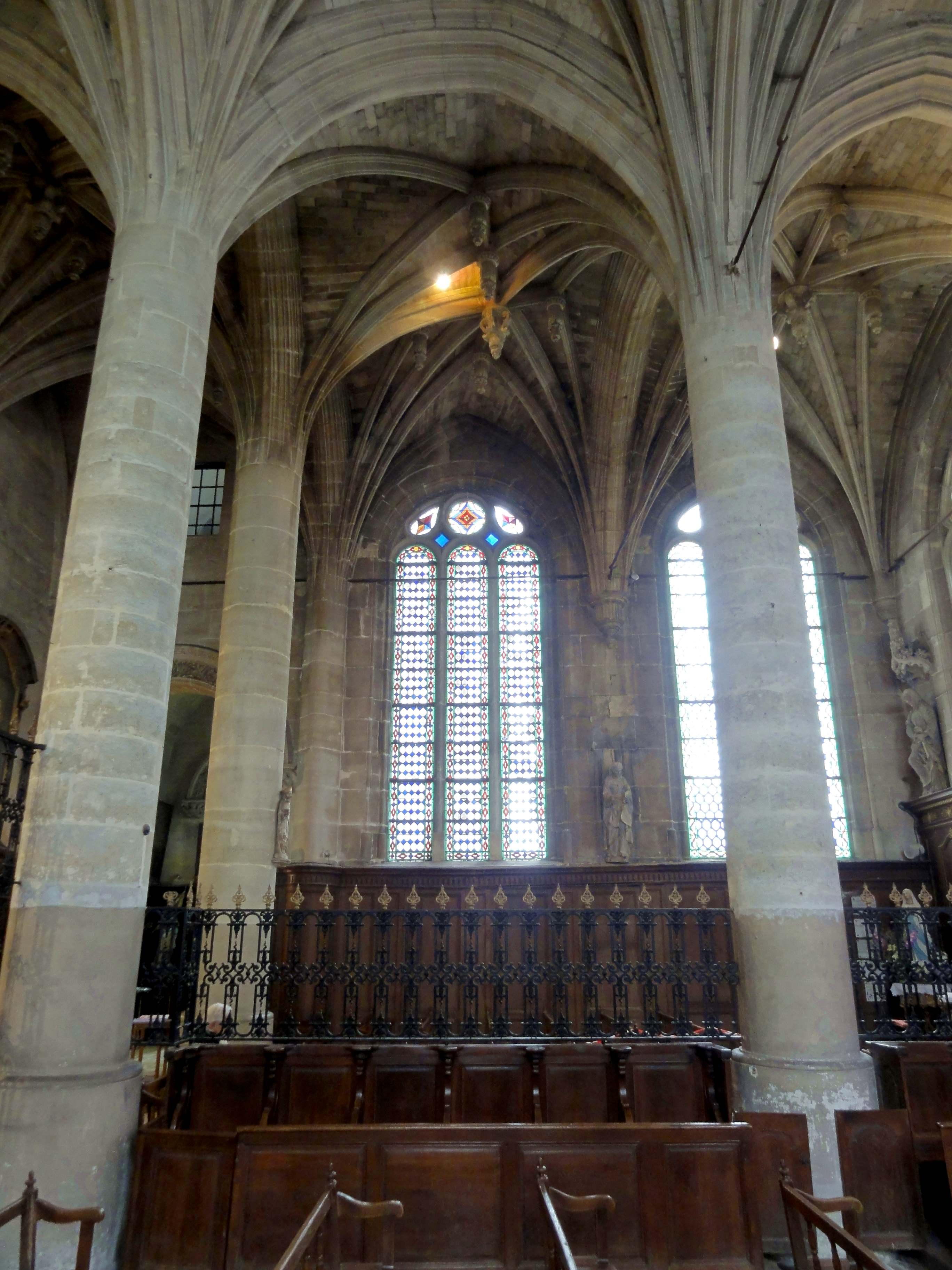
Vaisseau central, 2e travée, vue vers le nord.
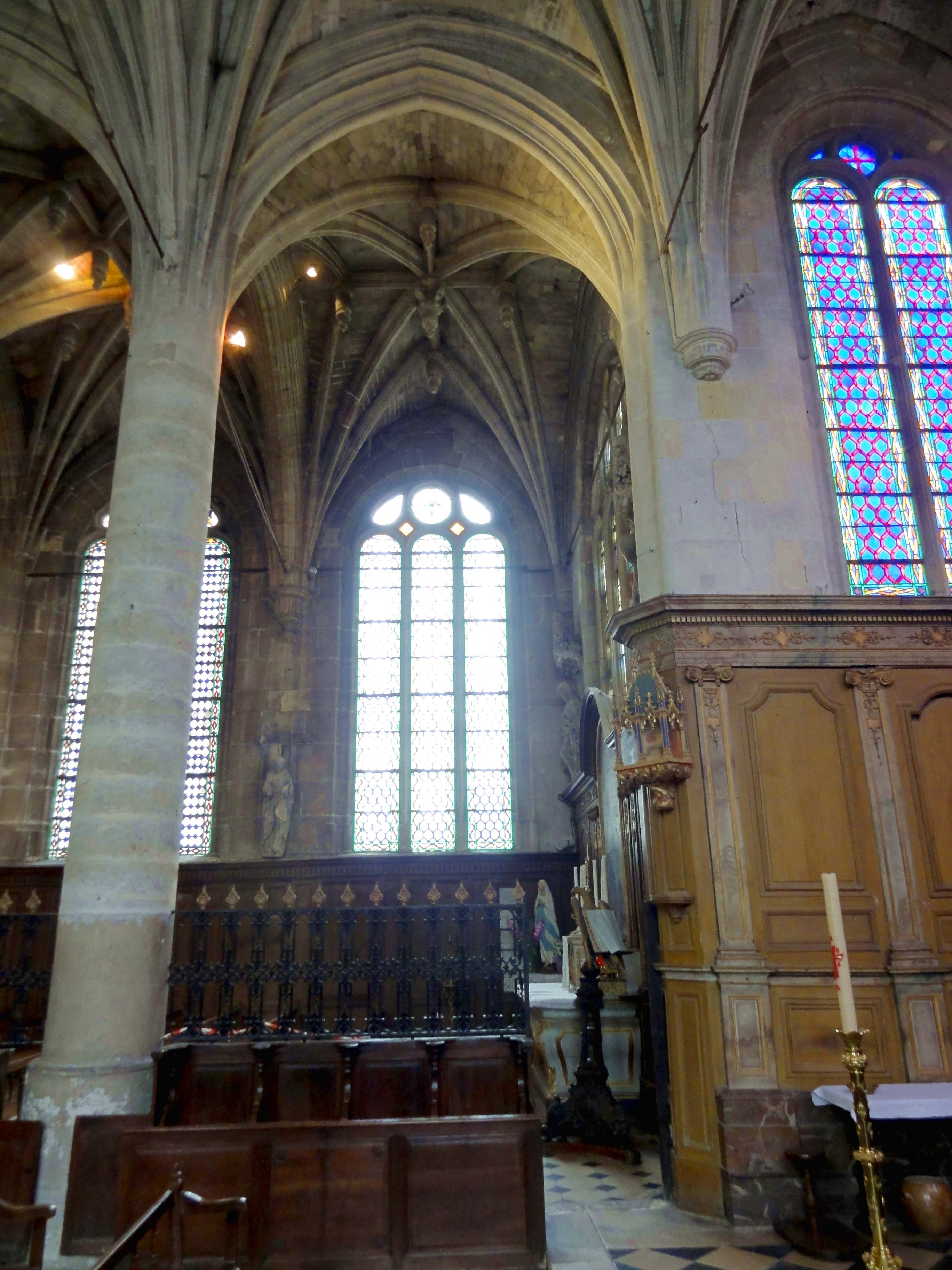
Vaisseau central, 3e travée, vue vers le nord.
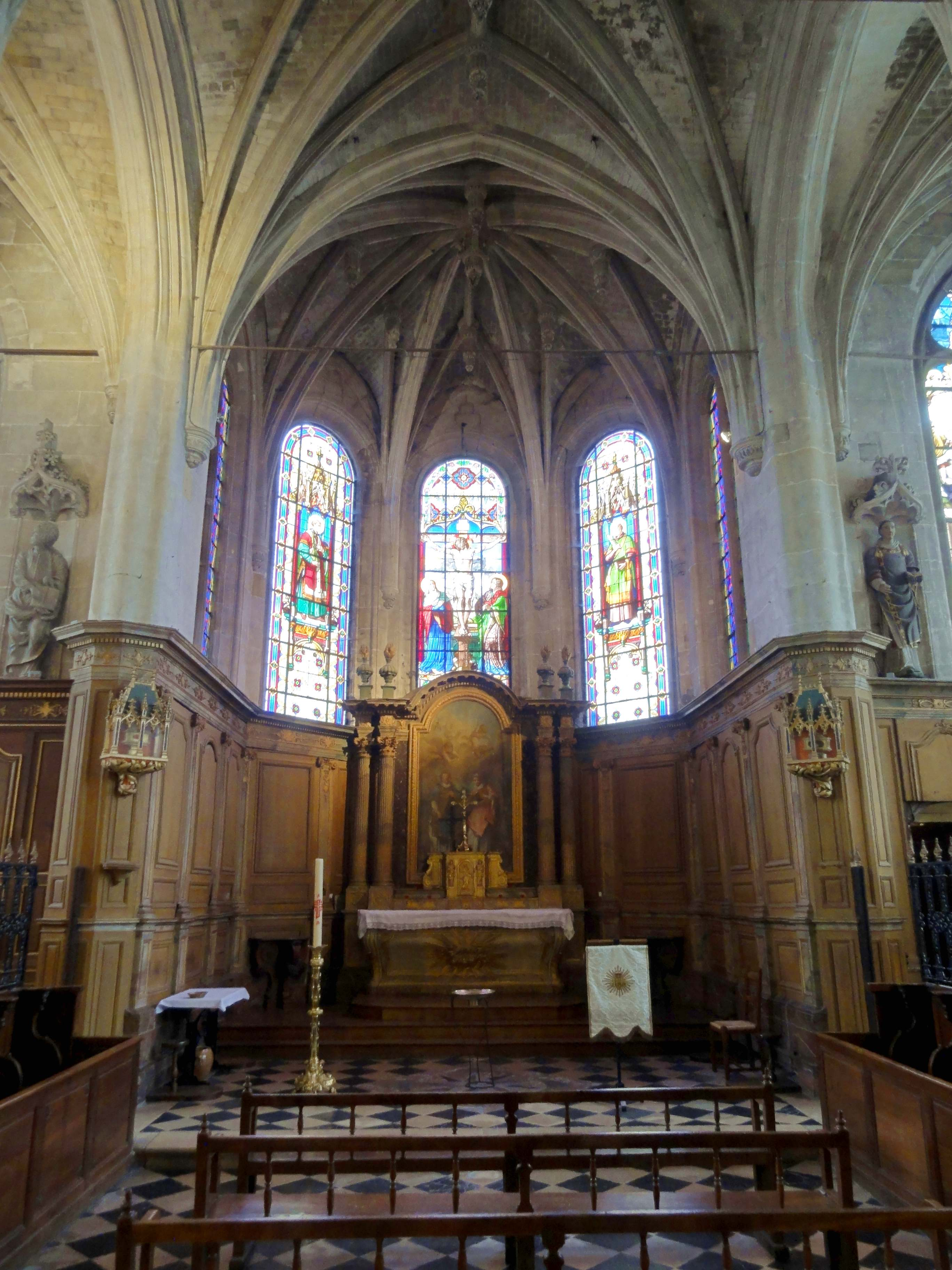
Vaisseau central, 3e travée, vue vers l'abside.
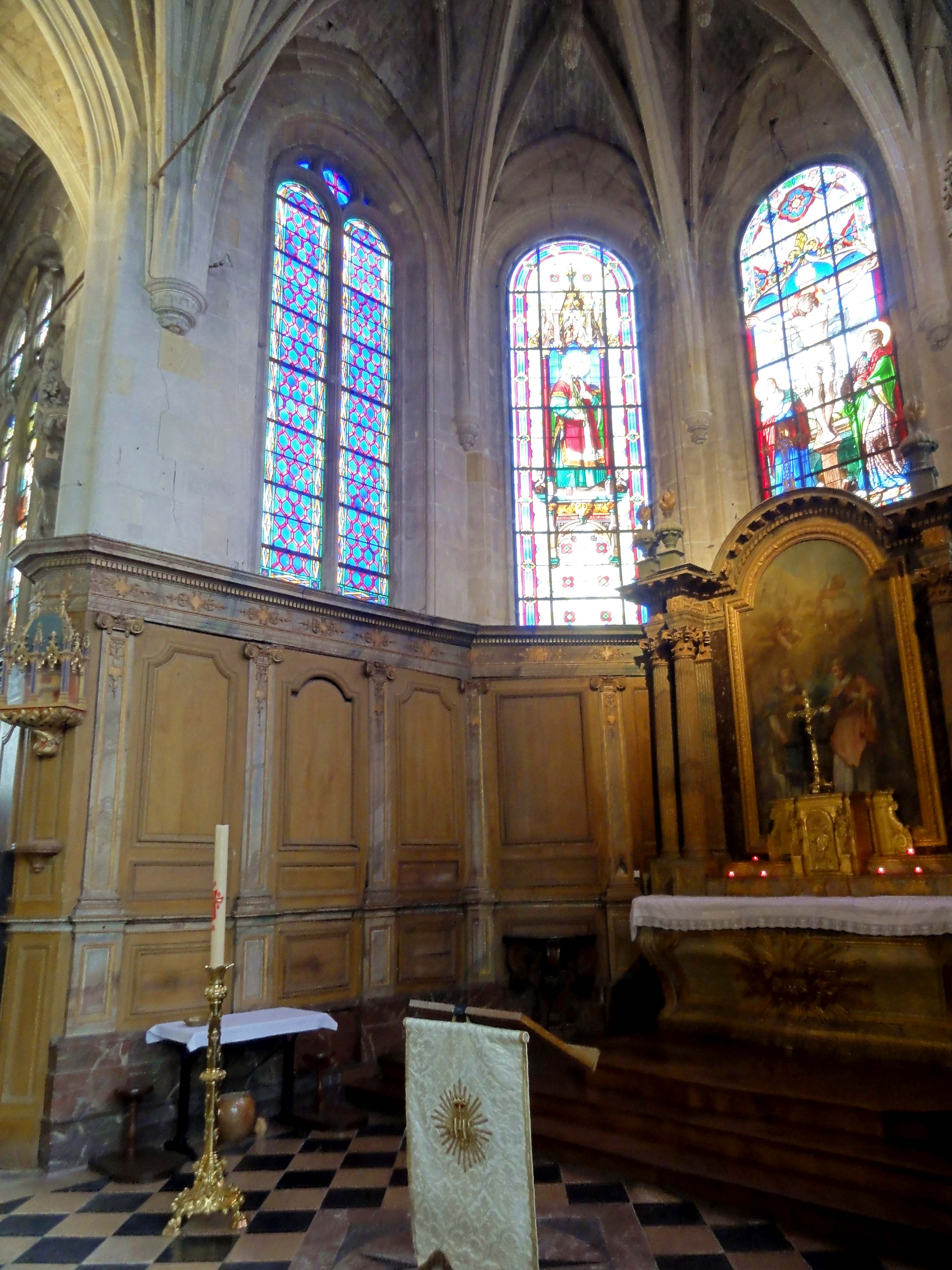
Abside, côté nord.
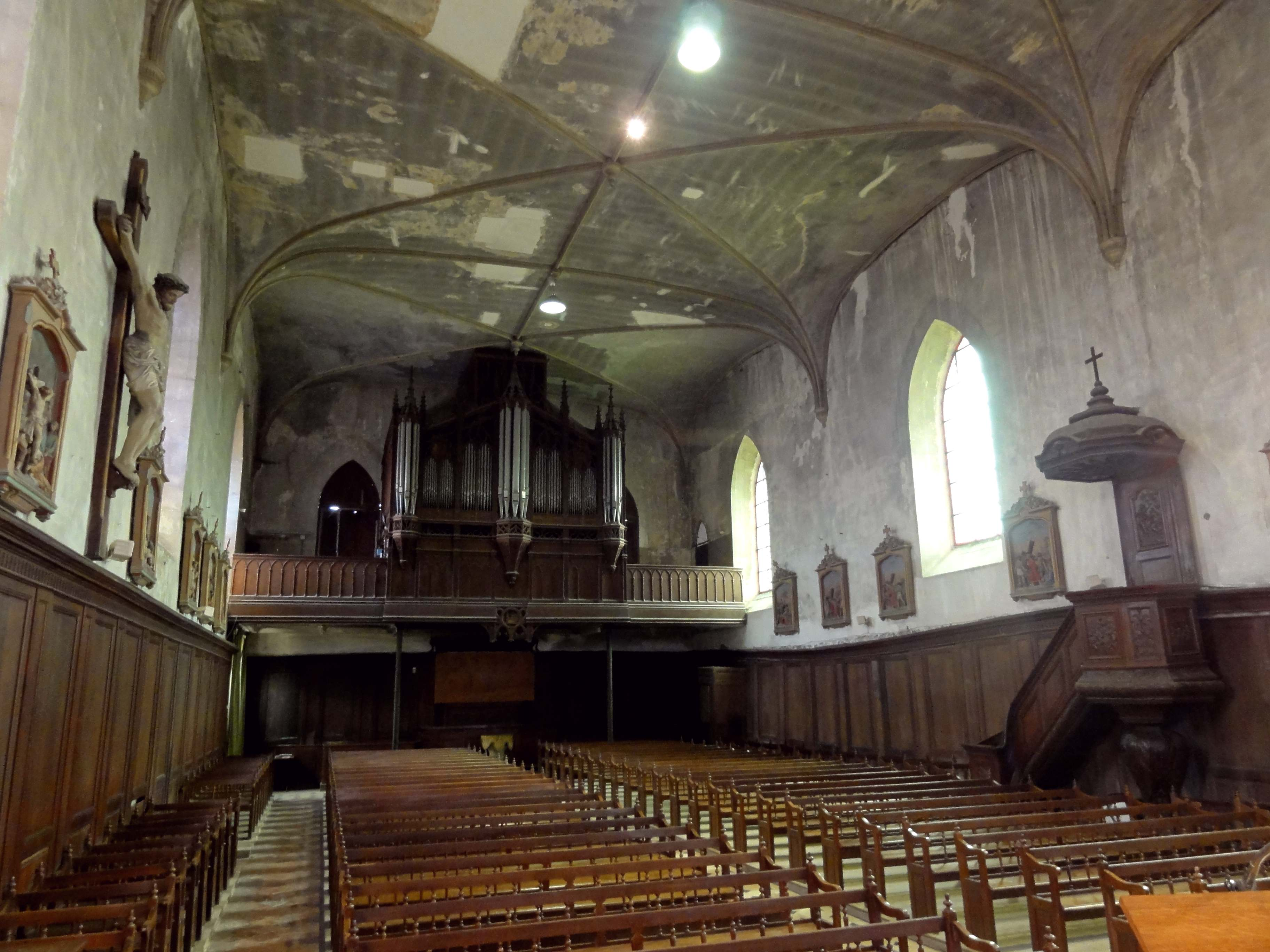
Nef, vue vers l'ouest.
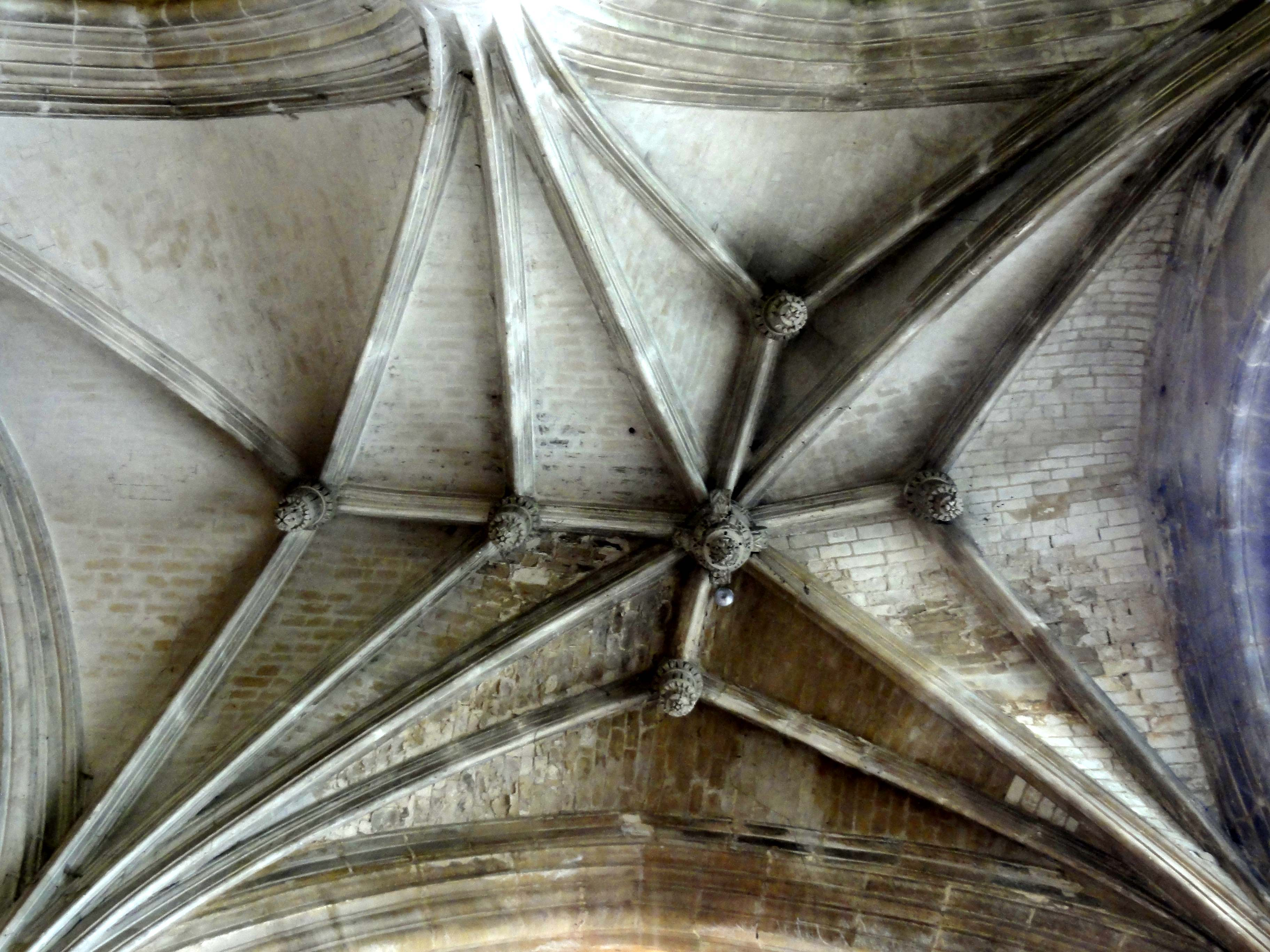
Collatéral sud, 2e travée, voûte.
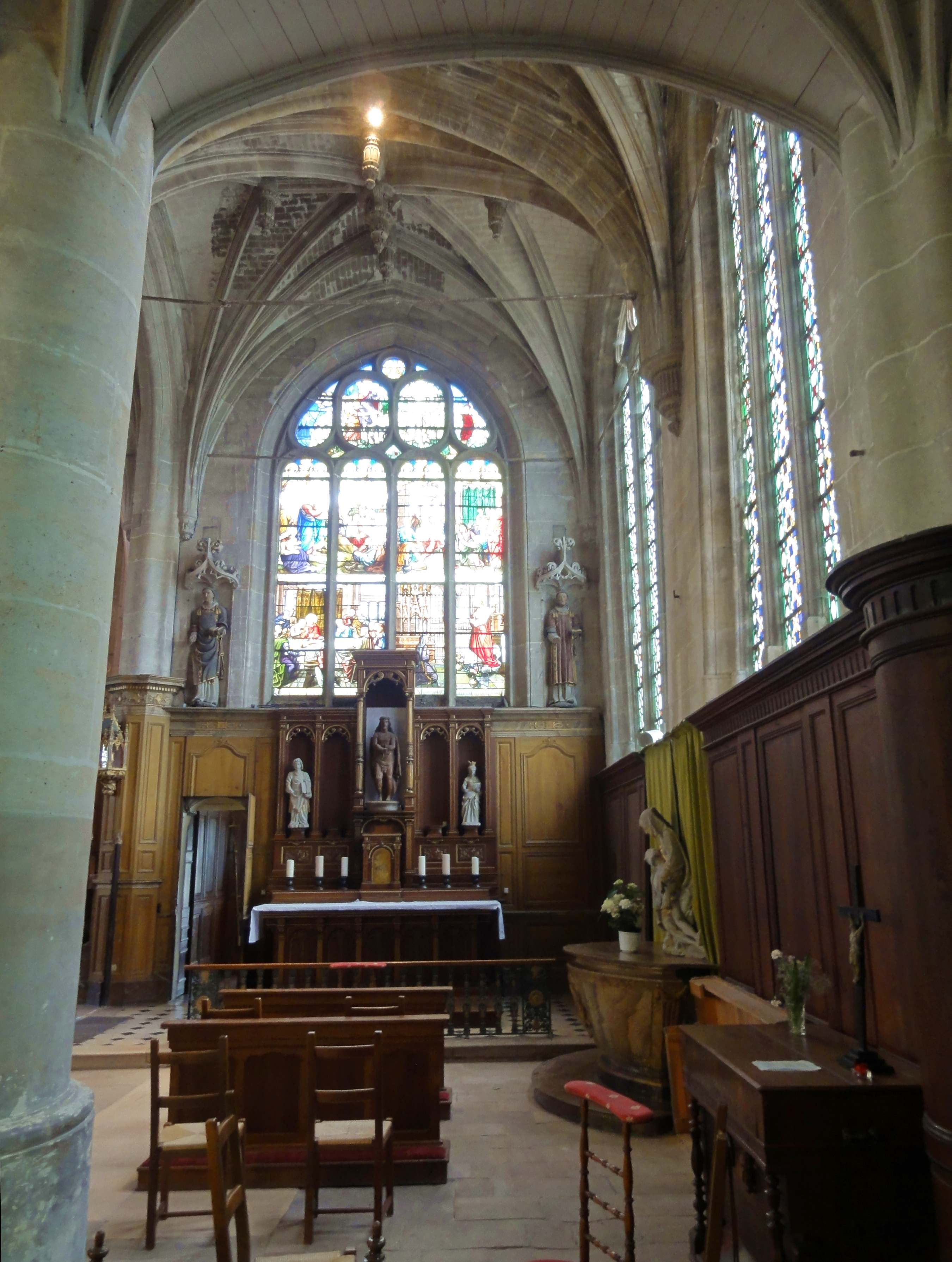
Collatéral sud, vue vers l'est.
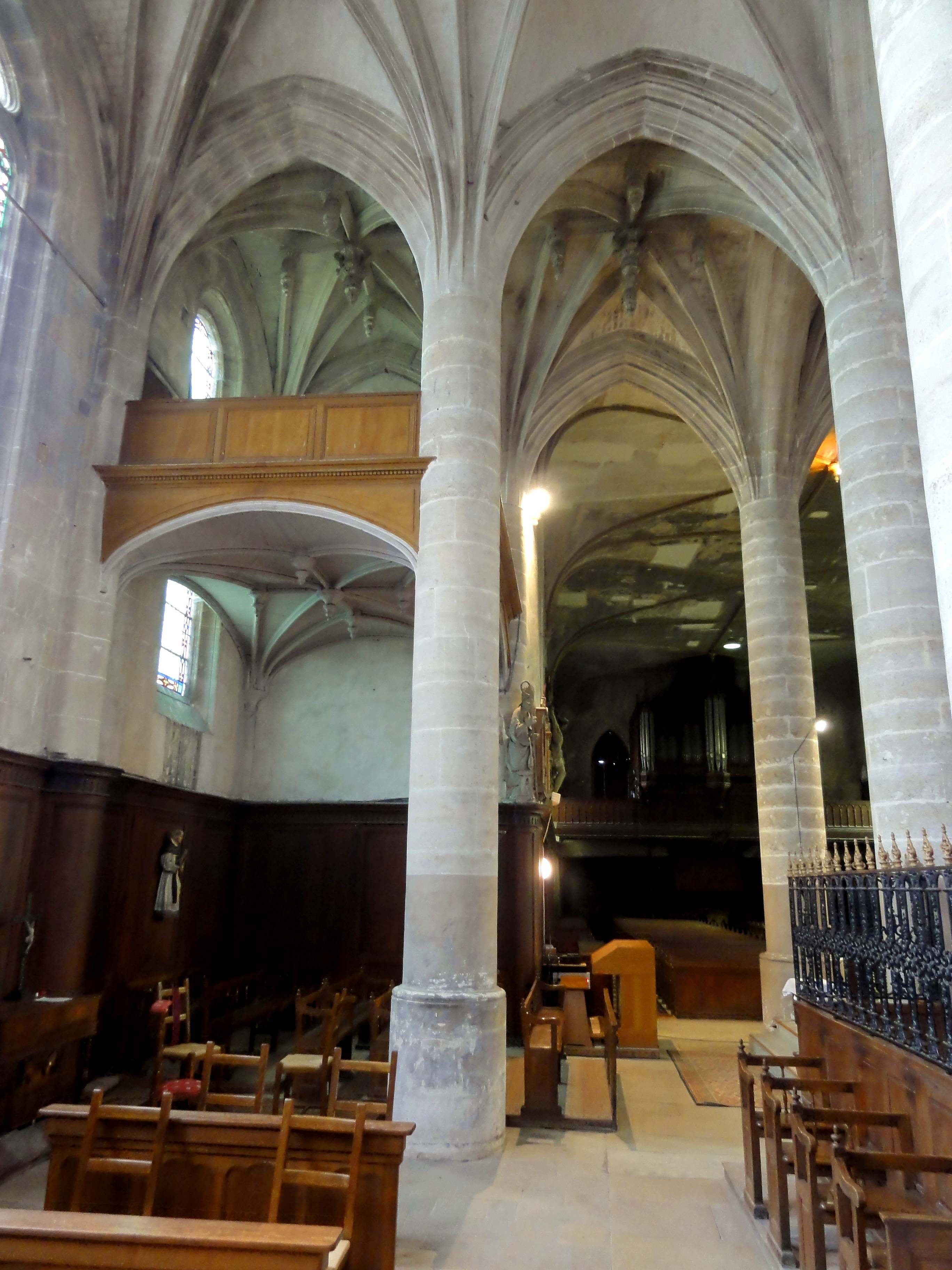
Collatéral sud, vue vers l'ouest.
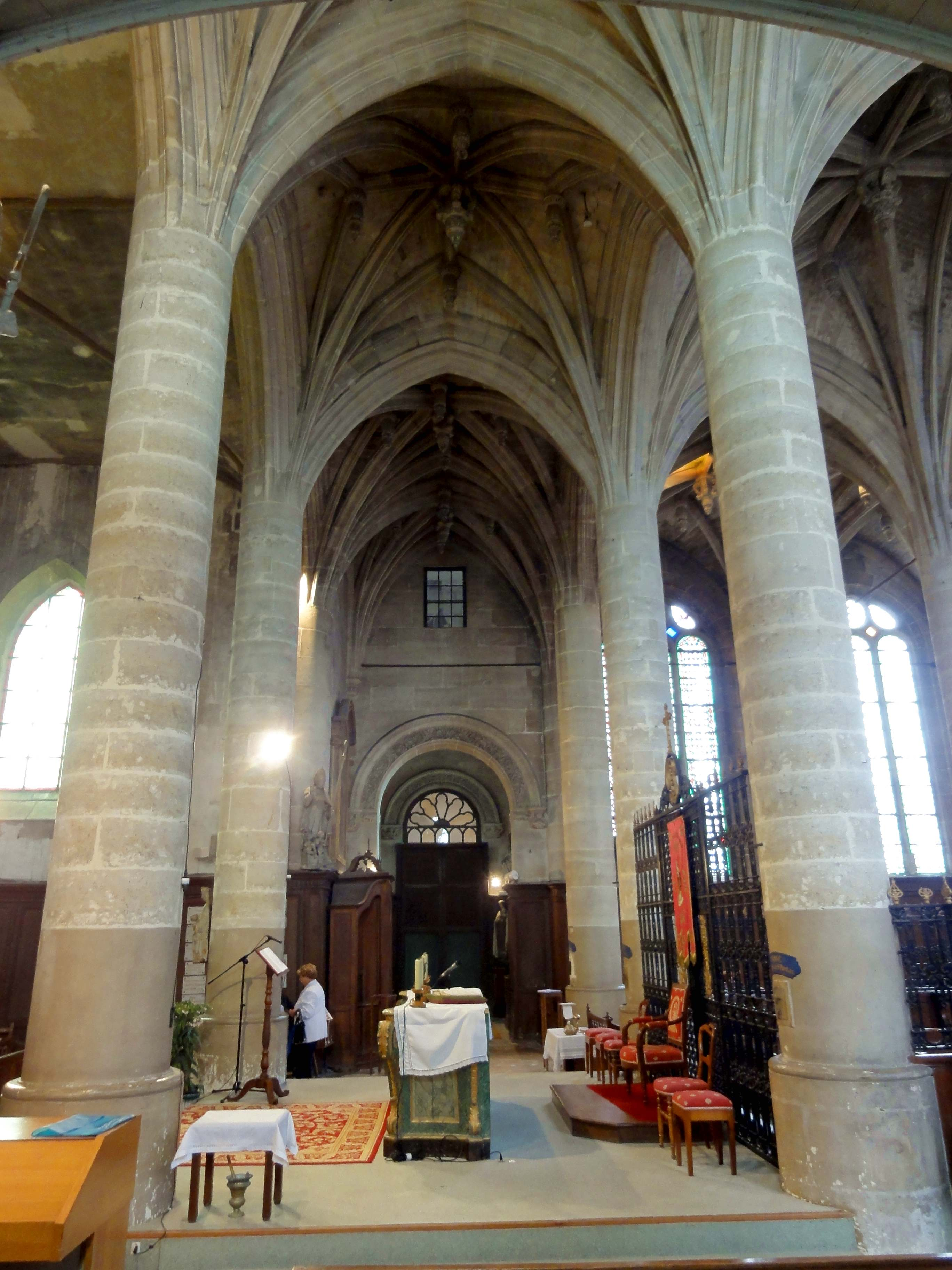
Transept, vue transversal sud-nord.
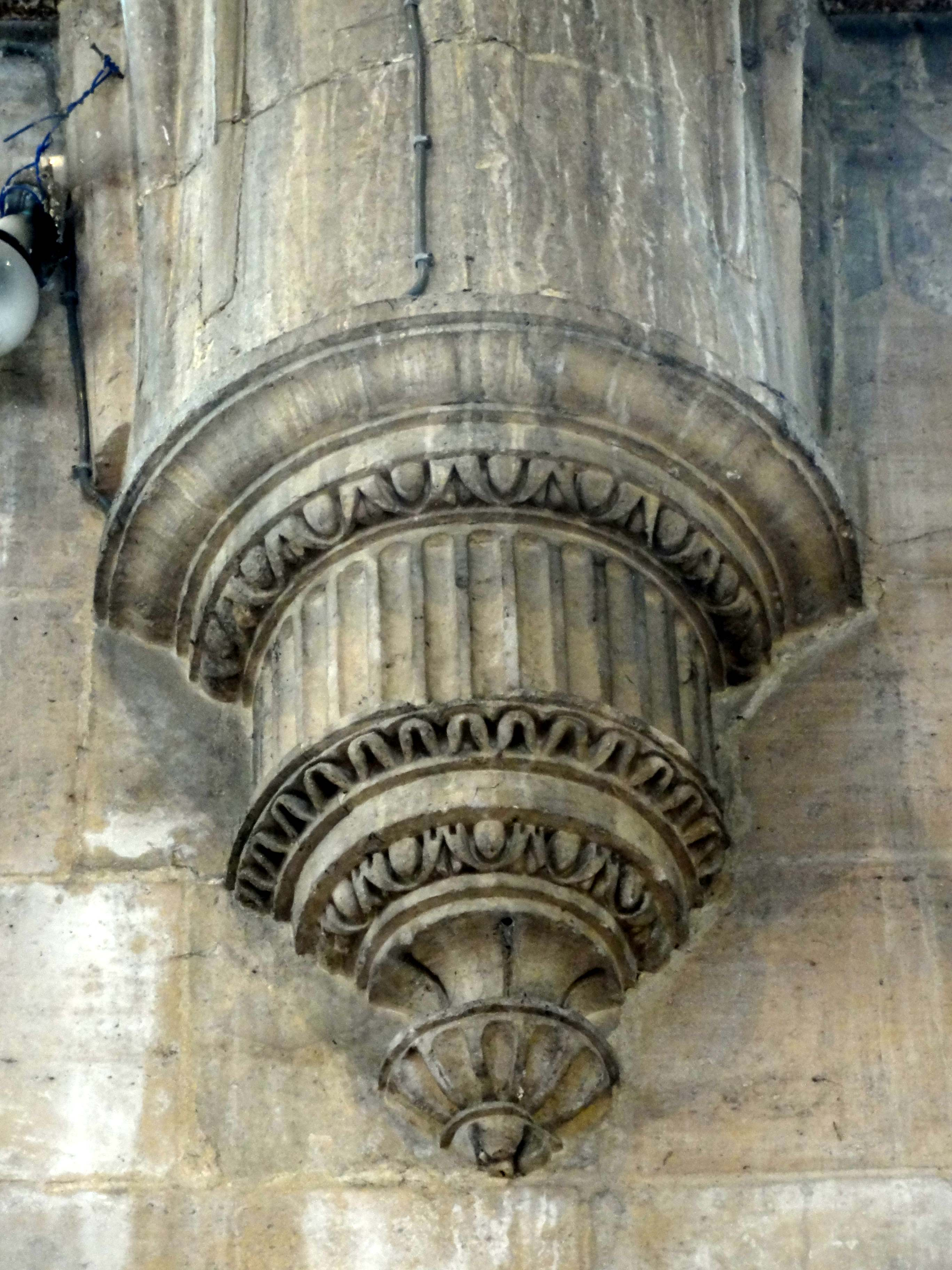
Collatéral sud, cul-de-lampe.
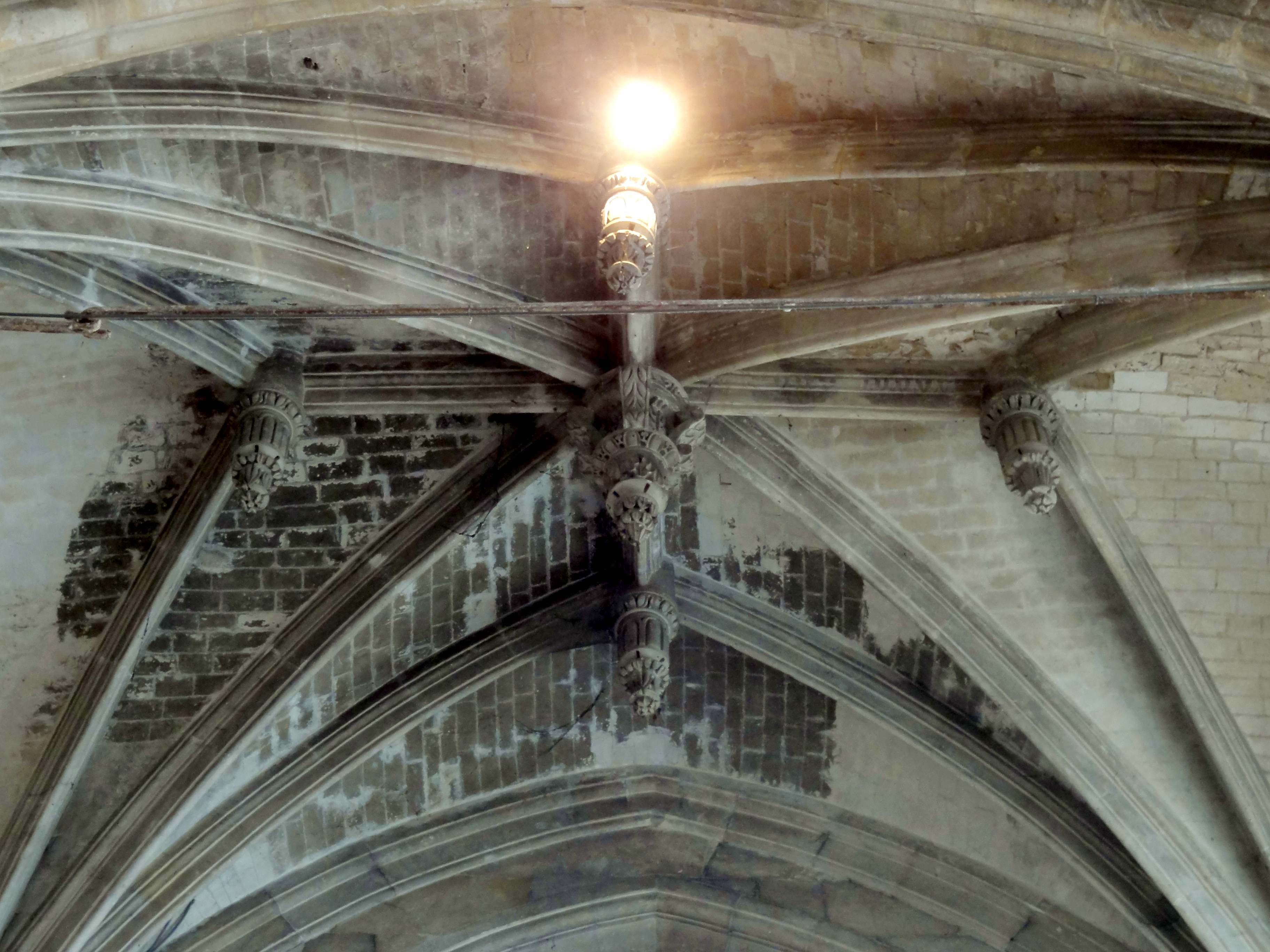
Collatéral sud, 3e travée, voûte.

## Mobilier

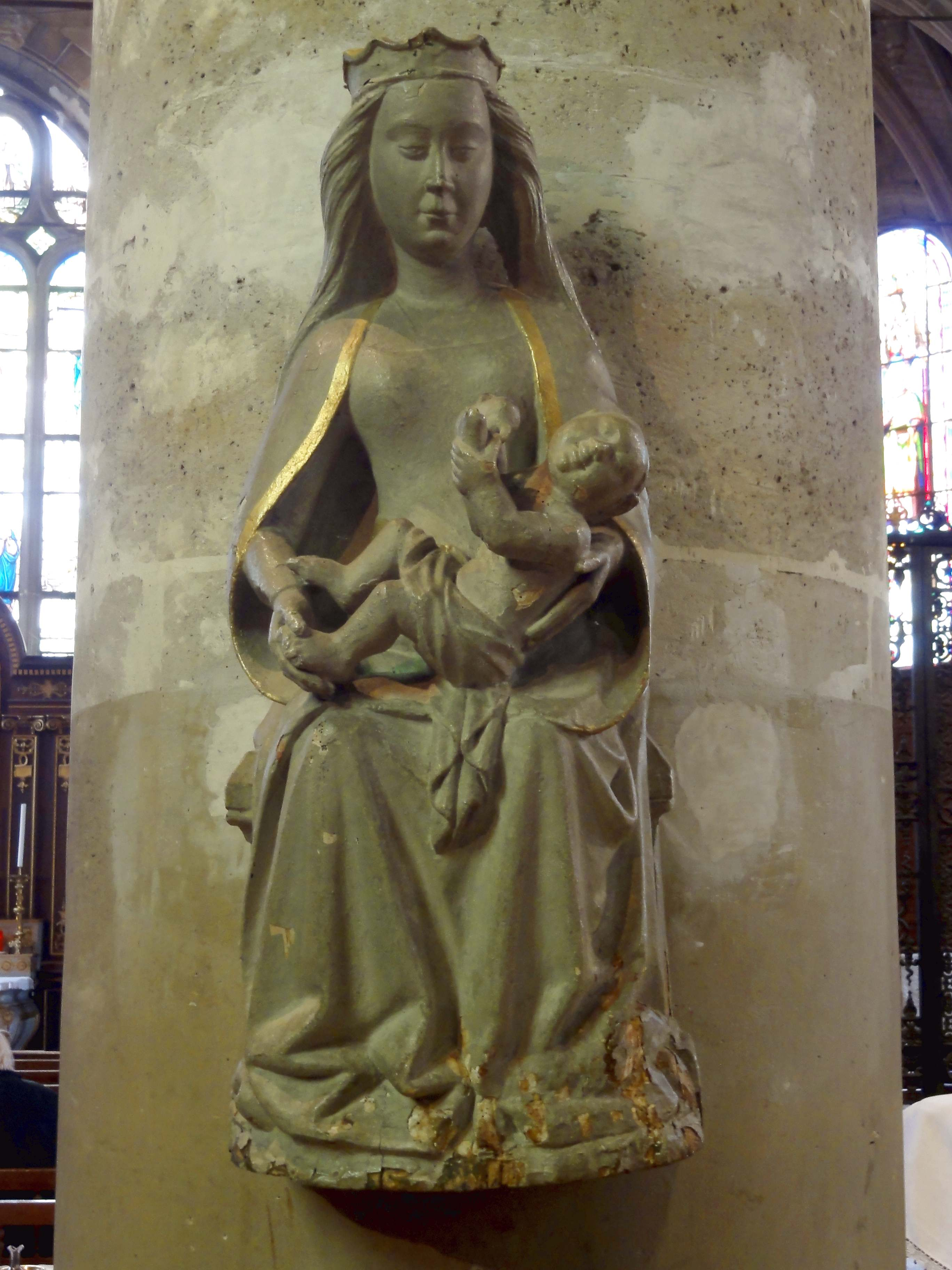
Vierge à l'Enfant.

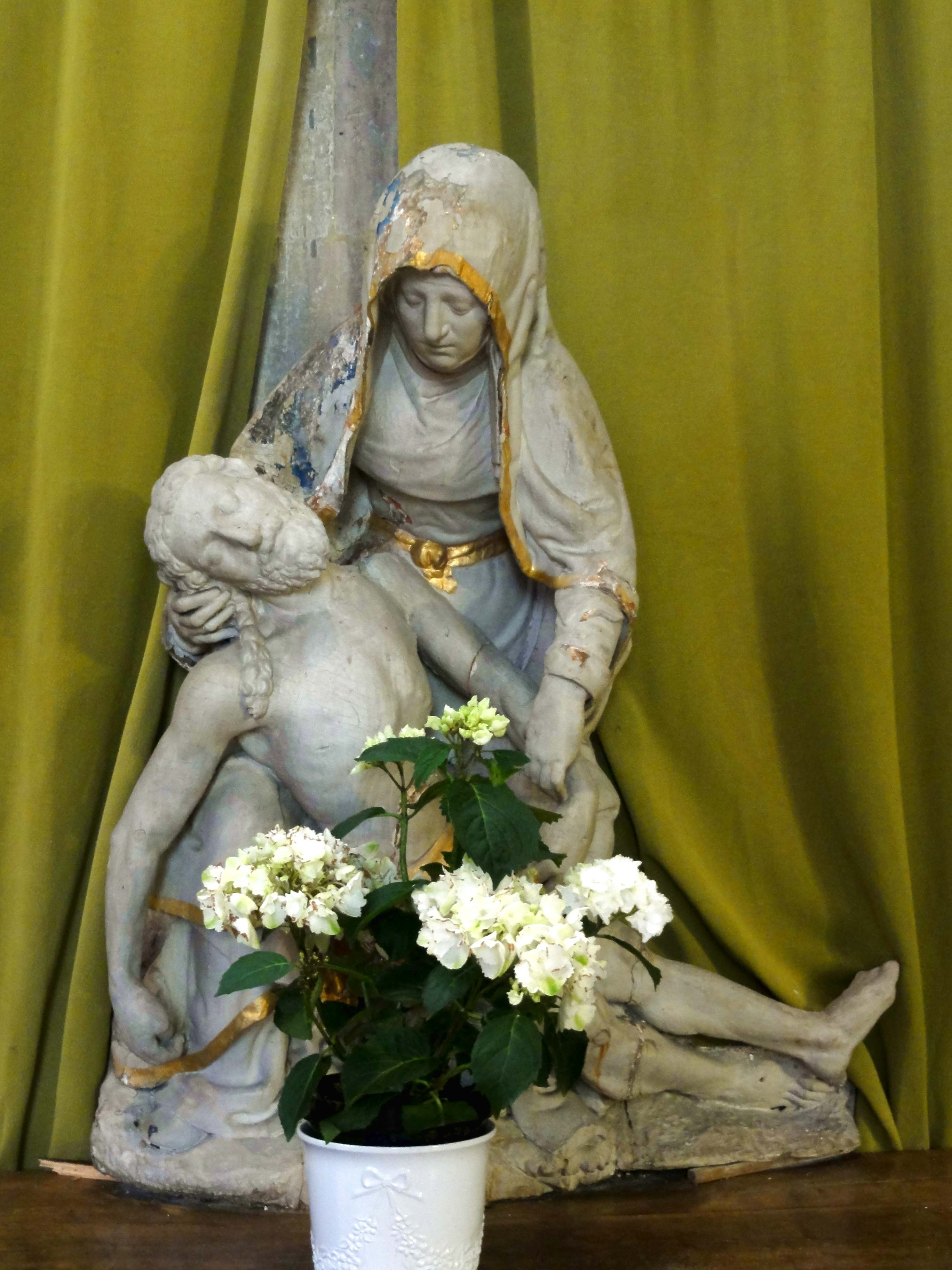
Vierge de Pitié.

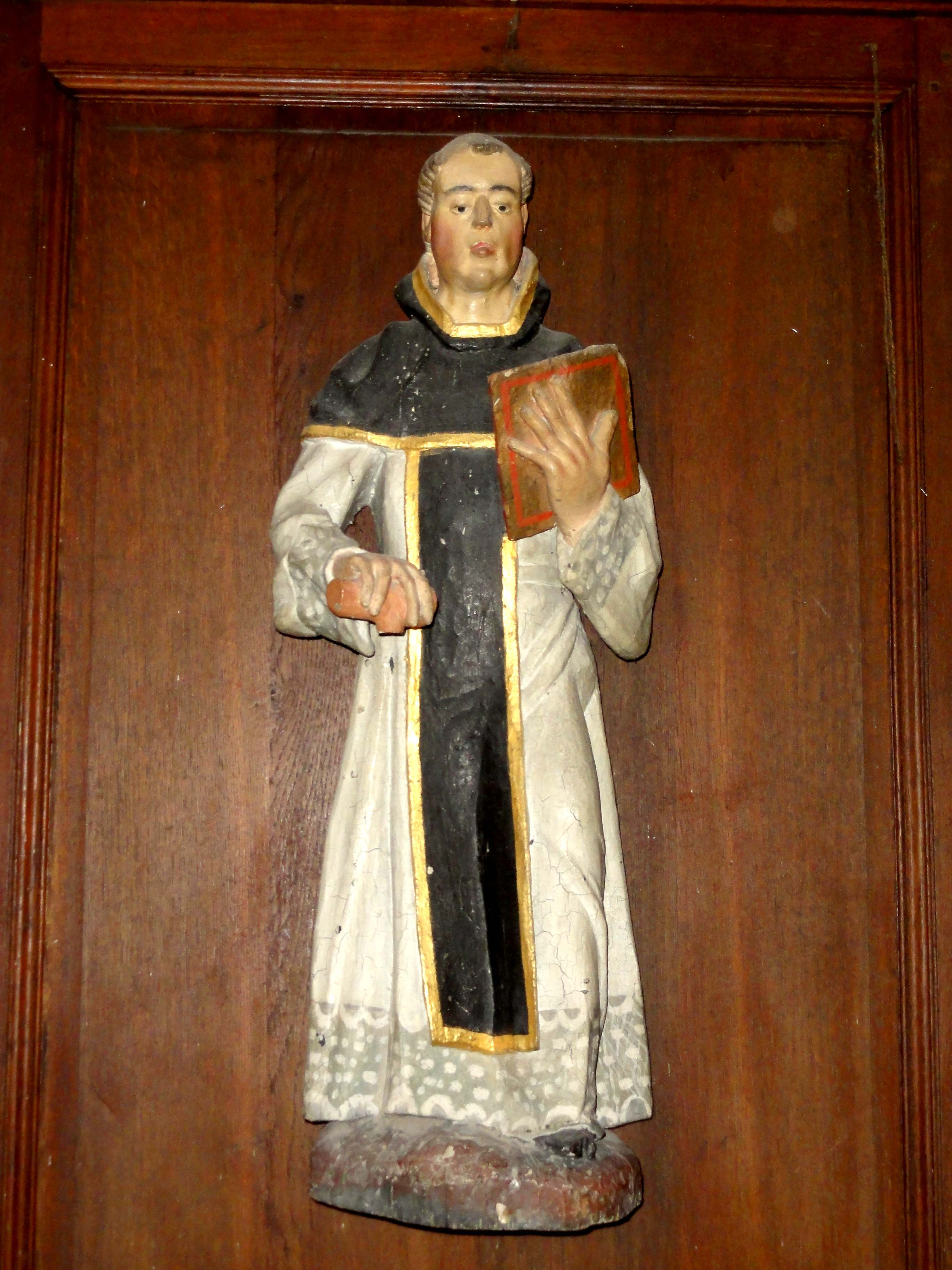
Saint Fiacre.

Parmi le mobilier de l'église, vingt-trois éléments sont inscrits ou classés monument historique au titre objet, dont dix statues ou groupes sculptés ; quatre tableaux ;  quatre verrières ; et de nombreux éléments du mobilier liturgique. S'y ajoutent deux tableaux volés en 1968, et un fauteuil également disparu. En outre, la croix en bas-relief du XIe siècle qui se profile sur le pignon occidental de la nef est également classée au titre objet depuis novembre 1912, bien qu'indissociable de la façade (voir ci-dessus le chapitre Extérieur).

### Statues
- La Vierge à l'Enfant assise, fixée contre un pilier à droite du vaisseau central, est sculptée en ronde-bosse dans un seul morceau de bois. Son intérieur est évidé. La statue mesure 82 cm de hauteur, et date du milieu du XVe siècle. Elle a été badigeonnée de blanc, et les bordures de ses vêtements et quelques détails ont été rehaussés par des dorures. Ce traitement ne peut cacher son mauvais état, et dénature complètement l'œuvre, sort partagé avec la plupart des statues de l'église, à l'exception de celles qui représentent les deux saints patrons de l'église et saint Fiacre (voir ci-dessous). La Vierge, couronnée, les cheveux ouverts, est vêtue d'une robe resserrée autour de la taille et cachant ses pieds, et d'un léger manteau jeté sur ses épaules. Elle se tient assise, et baisse son regard d'une expression très sérieuse, impassible, vers son Fils, qu'elle a posé sur ses genoux, et qu'elle maintient par ses deux bras. Couvert d'un simple drapé, Jésus tient fermement dans ses mains un oiseau, qui lui mordait la pouce (la tête de l'oiseau a disparu). Il tourne vers les fidèles son visage souriant, exprimant l'insouciance d'un nouveau-né, et cette représentation plein de naturel fait l'attrait de l'œuvre. Elle est classée en novembre 1912, et attend sa restauration depuis plus d'un siècle[10].
- L'église possède en outre une statuette en marbre de la Vierge à l'Enfant debout. Elle mesure 77 cm de hauteur, et date du troisième quart du XIVe siècle. La Vierge se tient debout, prenant une posture déhanchée. Elle est couronnée, et porte les cheveux ouverts, séparés sur son front par une raie centrale. Ses vêtements sont composés d'une robe et d'un manteau ramené en tablier. Dans sa main gauche, Marie tient un sceptre, et porte l'Enfant Jésus dans son bras droit, ce qui est assez rare. L'Enfant est habillée d'une tunique longue. Il lève la tête pour regarder sa Mère, et tient une pomme. L'œuvre, en mauvais état et d'une qualité assez moyenne, est classée depuis novembre 1912. Elle n'est actuellement pas exposée dans l'église[11] (sans illustration).
- Le groupe sculpté représentant la Vierge de Pitié, que l'on trouve devant le mur méridional, est en bois taillé. Elle mesure 112 cm de hauteur et 94 cm de largeur, et date de la première moitié du XVIe siècle. Cette sculpture a été défigurée de la même façon que la Vierge à l'Enfant. La peinture moderne s'écaille, et entraîne dans sa chute les traces de polychromie ancienne, avec une dominance de bleu et de rouge. Pourtant, la statue est remarquable pour avoir été taillée dans un seul bloc de bois, et pour son iconographie inhabituelle : la position particulière du corps, assis contre la jambe droite de sa Mère, se rencontre assez rarement. L'on note aussi le geste tendre de Marie soutenant son Fils, une main glissée sous son cou, et l'autre soutenant son bras gauche. Depuis le classement en novembre 1912, une restauration se fait toujours attendre[12].
- La statue de saint Fiacre, en bois polychrome, date du XVIe siècle. Le patron des jardiniers est vêtu d'une dalmatique blanche et d'une chape et d'une étoile noire, et porte un livre dans sa main gauche. La bêche qu'il tenait dans sa main droite a disparu. Cette œuvre représente la seule statue ancienne de l'église qui conserve sa polychromie. Elle a longtemps été conservé au presbytère, et est inscrite depuis août 1989[13].
- Les deux statues des saints Gervais et Protais, dans les niches à gauche et à droite de la baie au chevet du collatéral sud (n° 6), sont en bois polychrome. Elles sont de grandeur nature, et datent du XIXe siècle. Les œuvres ont été inscrites en juillet 1987[14].
- La statue d'une sainte non identifiée tenant un livre est en bois, mais paraît comme étant en pierre du fait du badigeon blanc qui la recouvrent. Les bordures des habits sont rehaussés par des dorures. La statue mesure 160 cm de hauteur, et pourrait dater du XVIIe siècle. Son intérieur est creux. Elle est classée depuis novembre 1912[15].
- La statue de saint Éloi en habit épiscopal, tenant une crosse et accompagné d'une enclume, semble être l'œuvre du même sculpteur que la sainte tenant un livre, et partage les mêmes caractéristiques. Bien que l'enclume soit l'attribut habituel de saint Éloi, la statue a été classée au titre de saint Gervais[16].
- La statue de saint Nicolas bénissant en habit épiscopal, tenant une crosse, et accompagné du baquet contenant les trois jeunes enfants qu'il a ressuscités, appartient à la même série. Elle mesure 165 cm de hauteur, et la crosse est rapportée. Sinon, elle appelle les mêmes remarques que la statue de la sainte tenant un livre[17].
- La statue d'une sainte couronnée non identifiée tenant un livre est d'une qualité nettement inférieure que la précédente, mais partage sinon les mêmes caractéristiques[18].
- La statue d'un saint non identifié tenant un livre, d'une facture tout aussi médiocre que la sainte ci-dessus, et logée dans une niche du même retable au chevet du collatéral sud, n'est, quant à elle, pas classée. En outre, la statue de saint Antoine le Grand, reconnaissable par sa barbe, sa bure de moine et les flammes léchant ses pieds, n'est pas non plus classée, bien qu'appartenant à la même série que la sainte tenant un livre, saint Éloi et saint Nicolas. Il manque le cochon qui accompagne habituellement saint Antoine. D'autres statues non protégées sont la Vierge de douleur et saint Jean dans les niches de part et d'autre de la fenêtre au chevet du collatéral nord (n° 5), provenant probablement d'une poutre de gloire, et le Christ de pitié en bois dans la niche centrale du retable au chevet du collatéral sud(sans illustration).

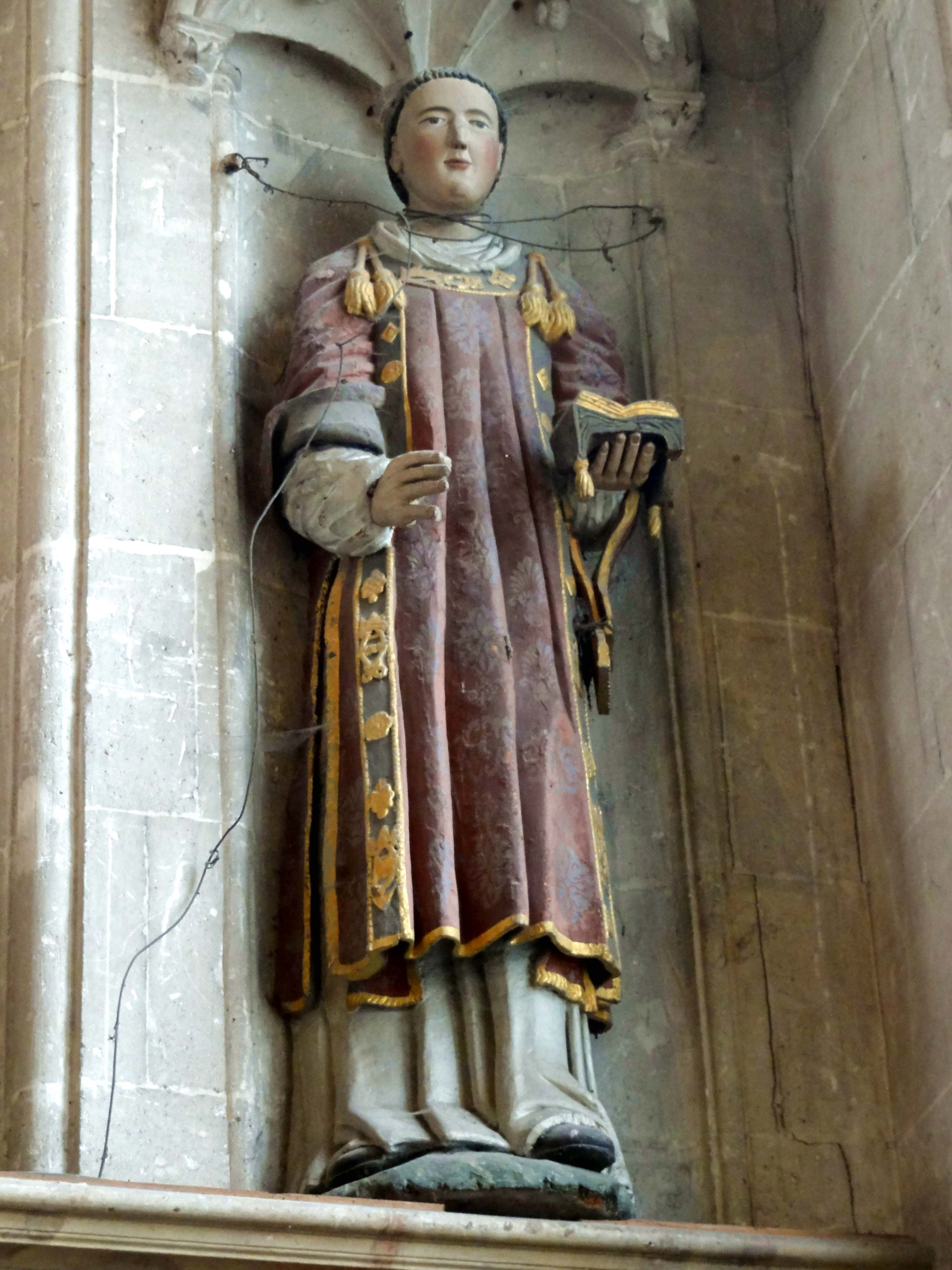
Saint Protais.
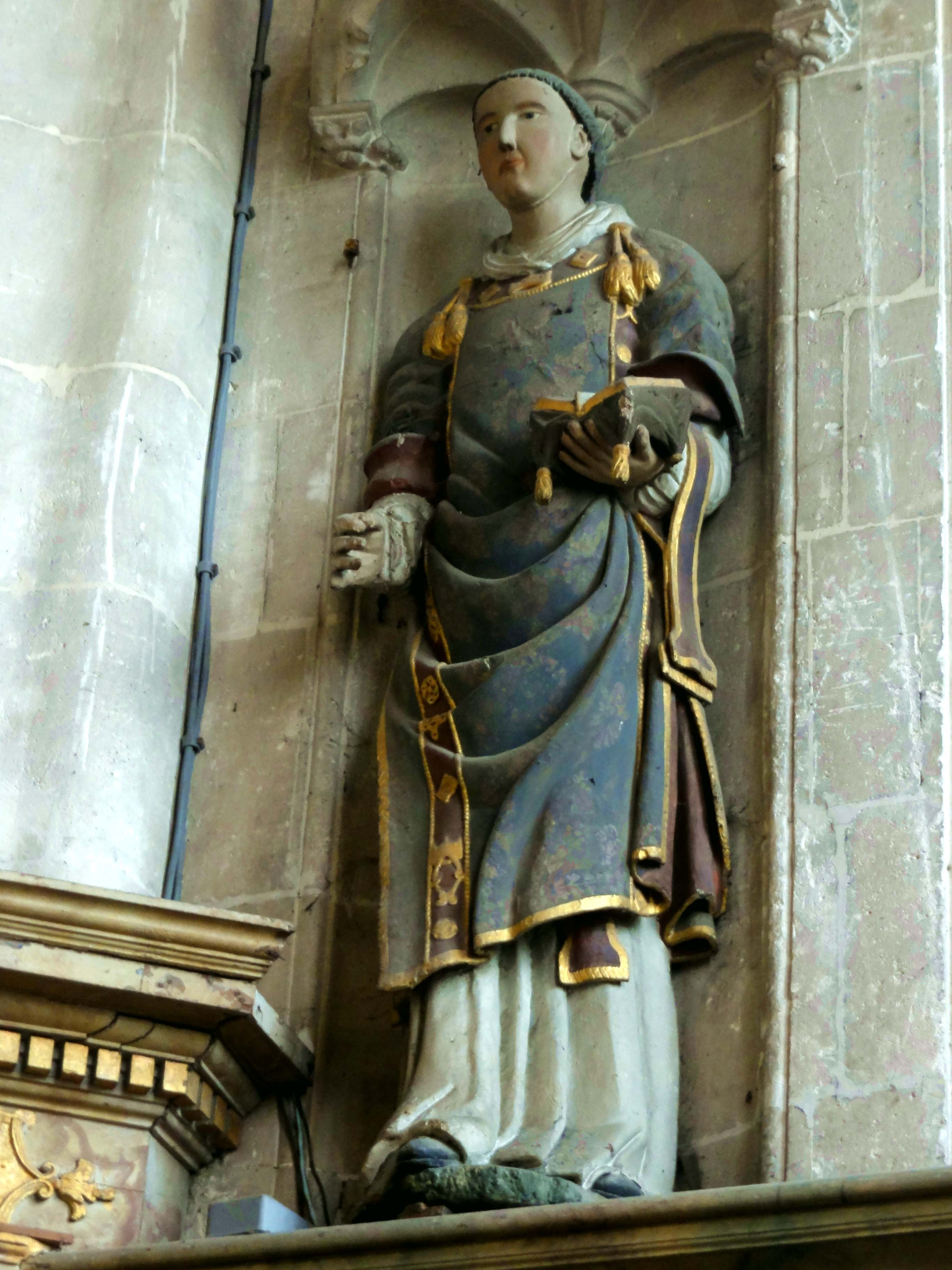
Saint Gervais.
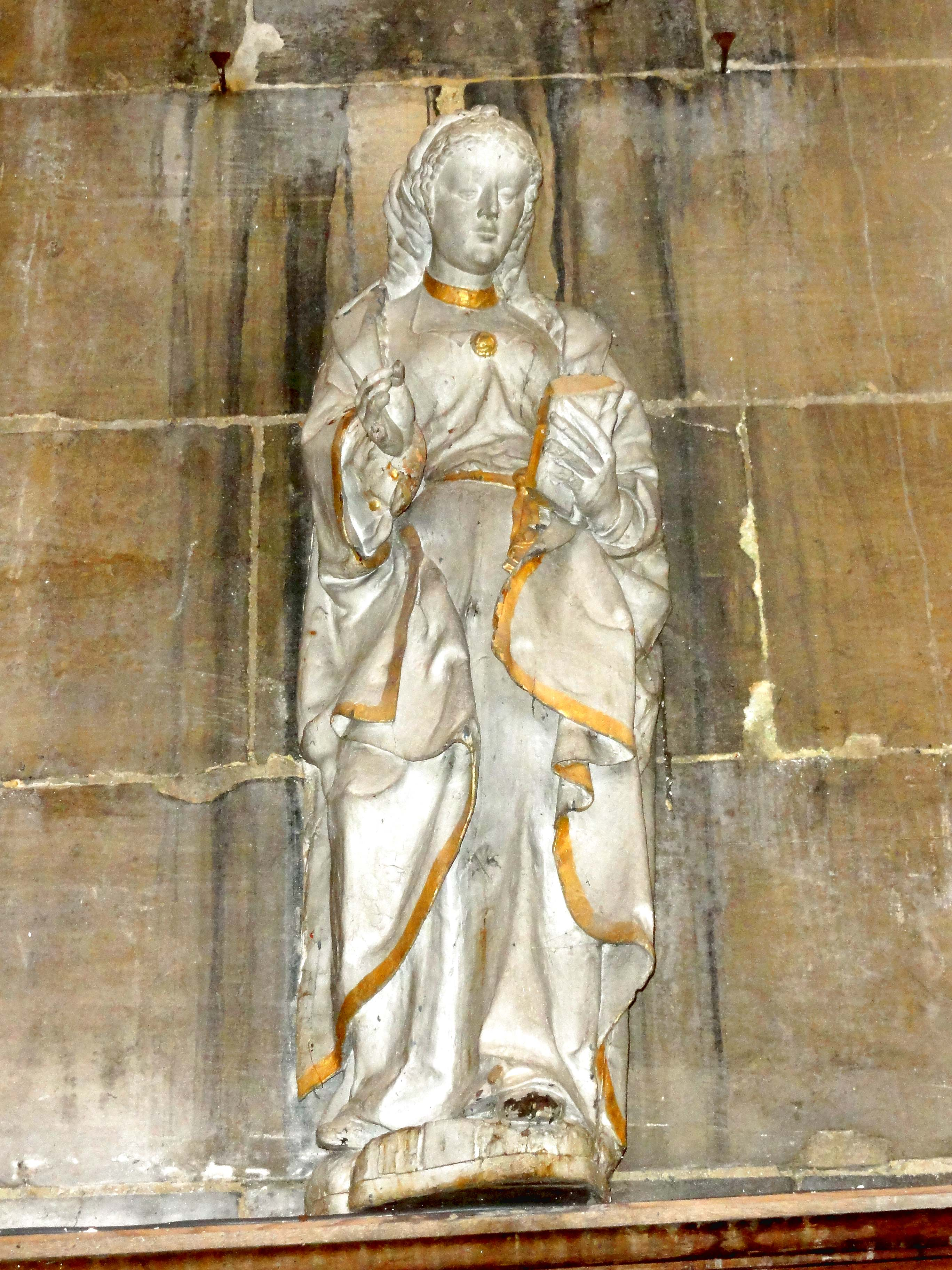
Sainte tenant un livre.
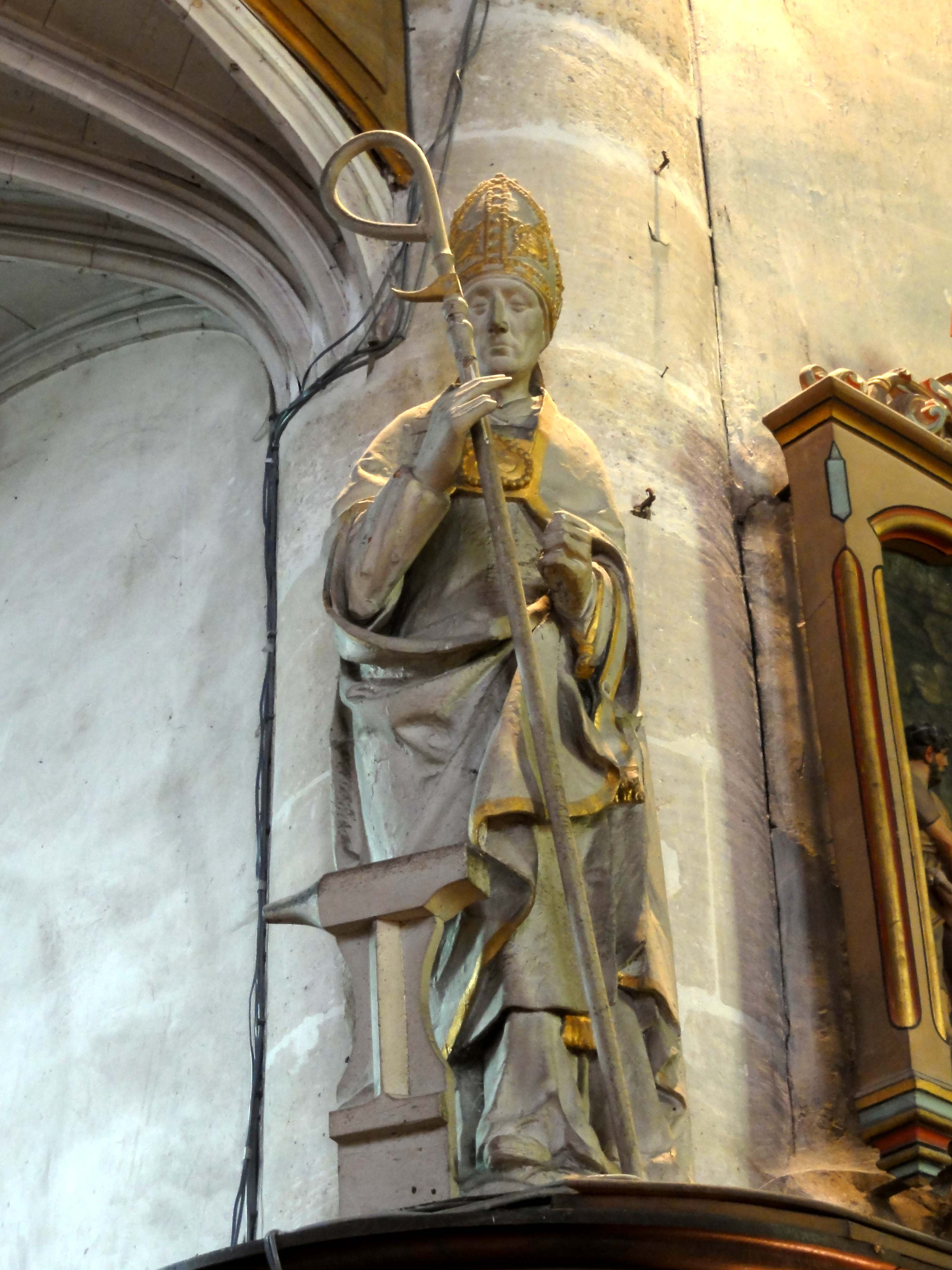
Saint Éloi.
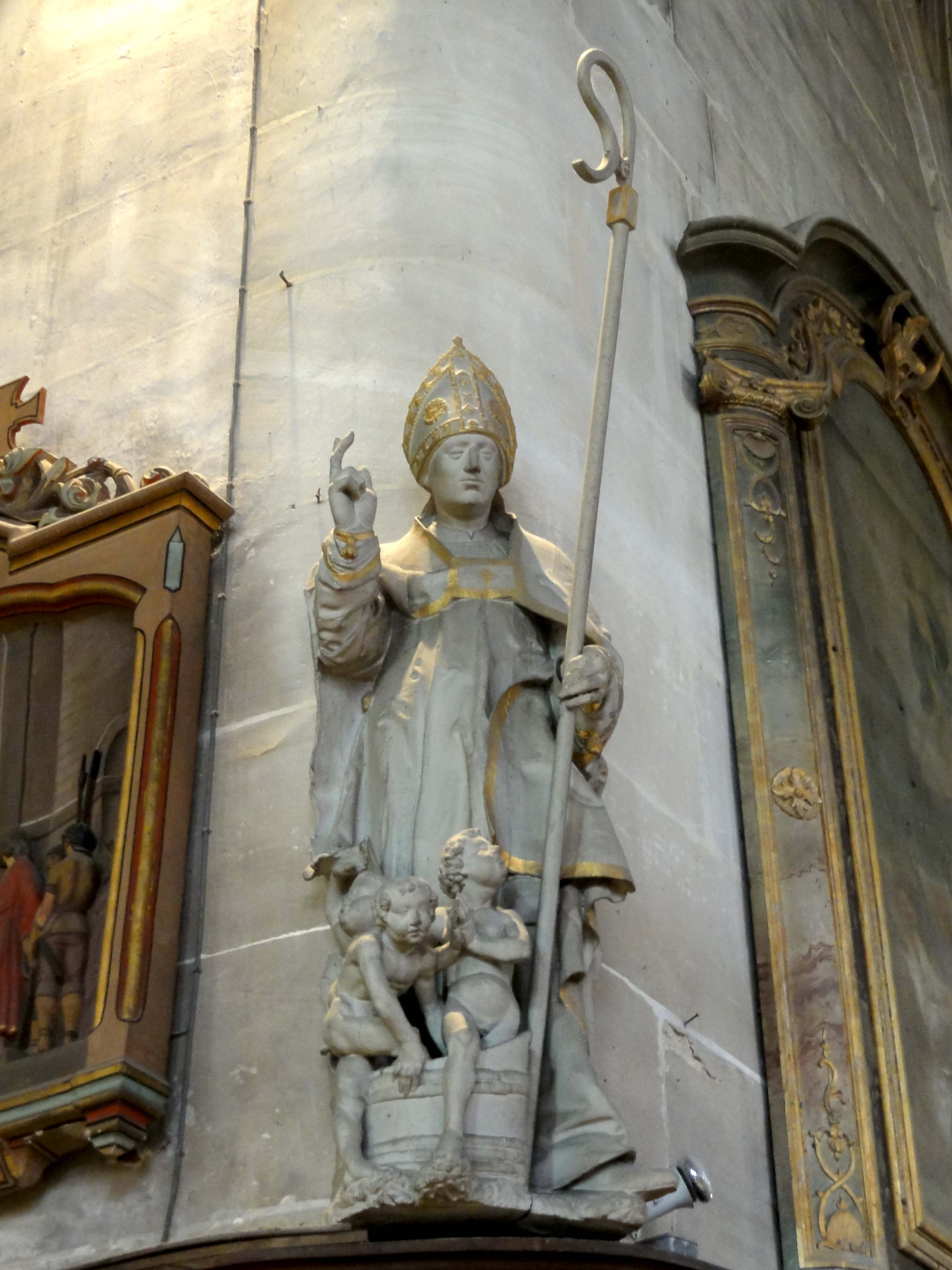
Saint Nicolas.
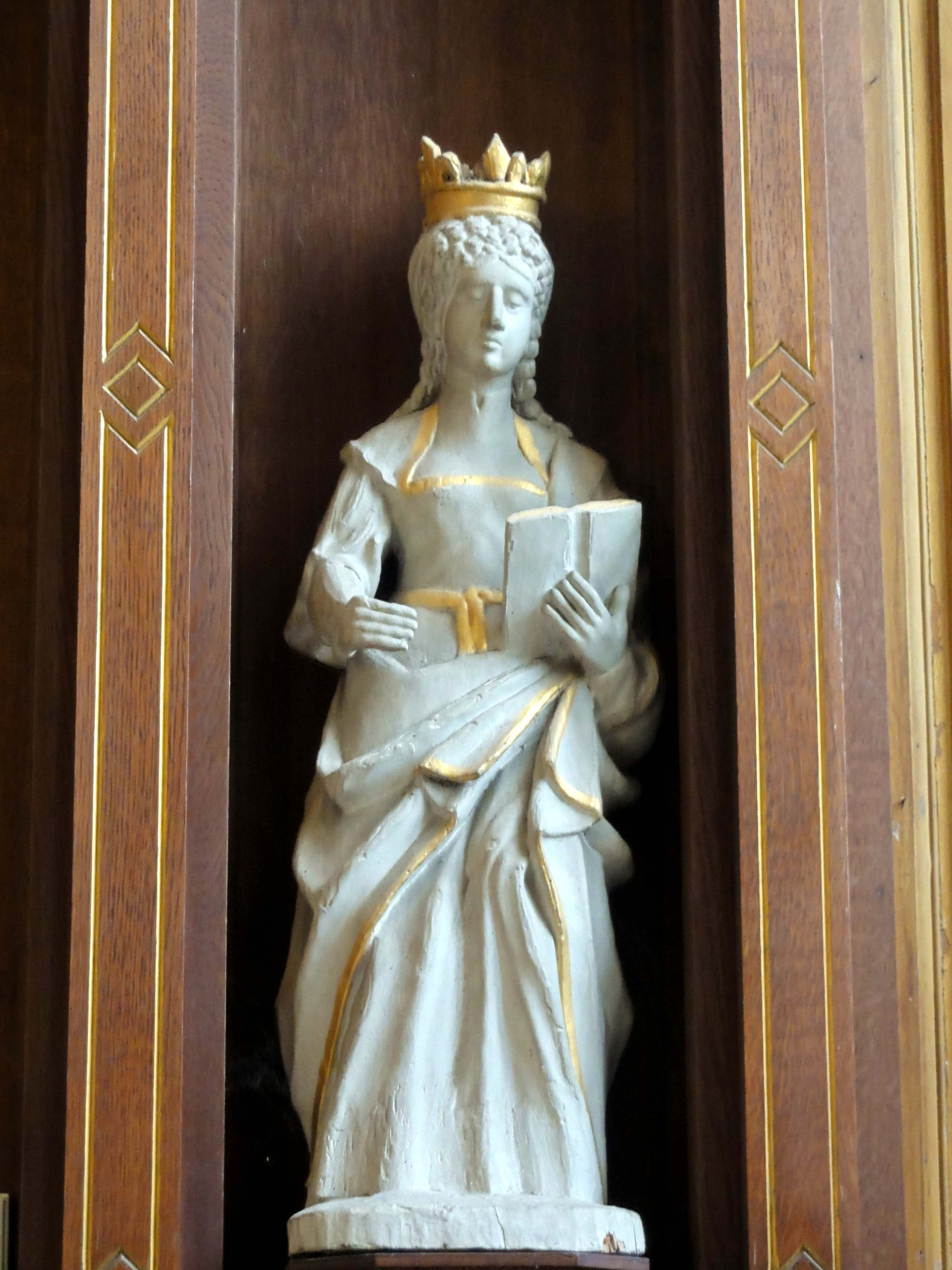
Sainte couronnée.

### Tableaux

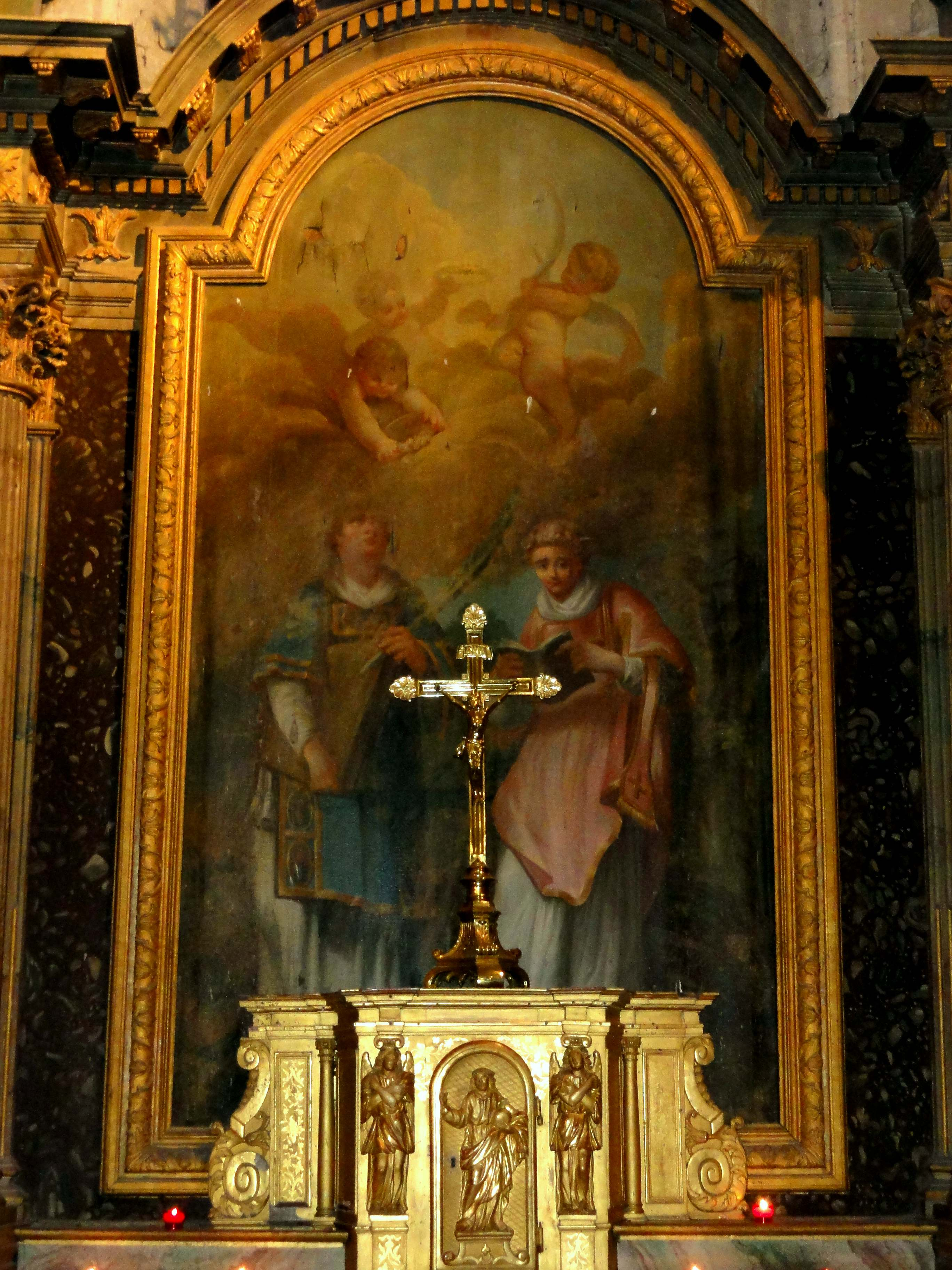
Saints Gervais et Protais.

- Le tableau du retable du collatéral nord représente l'Annonciation faite à Vierge par l'archange Gabriel. Il est peint à l'huile sur toile, et date de 1738. Le retable cintré est flanqué de deux pierres de pilastres ioniques, et agrémenté d'une corniche à denticules et de divers motifs décoratifs. L'ensemble est inscrit depuis juillet 1987[19].
- Le tableau du retable du maître-autel représente les deux saints patrons de l'église, les frères Gervais et Protais, en habits sacerdotaux, protégés par trois angelots voletant dans le ciel, dont l'un s'apprête à poser une couronne à l'un des deux, tandis que l'autre consulte un livre. Le tableau est peint à l'huile sur toile, et entouré d'un cadre doré en bois taillé. Il n'est pas encore inscrit ou classé à ce jour.
- Le tableau représentant un évêque, peut-être saint Augustin, lisant les Saintes Écritures, est peint à l'huile sur toile, et date du XVIIe siècle. Ses dimensions n'ont pas été prises. Son inscription est intervenue en juillet 1987[20].
- Le tableau représentant saint Fiacre est peint à l'huile sur toile, et date du XVIIe siècle. Ses dimensions n'ont pas été prises. Il a été inscrit au titre objet en juillet 1987[21].
- Le tableau représentant l'Ascension de Jésus-Christ, placé dans un cadre somptueux évoquant un retable, accroché au-dessus du confessionnal devant le mur occidental du collatéral nord, est peint à l'huile sur toile, et non encore protégé au titre des monuments historiques.
- Le tableau représentant la rencontre de deux évêques sous un grand arbre, devant une armée se rapprochant depuis l'arrière-plan à droite, est peint à l'huile sur toile, et ni inscrit ni classé à cette date.
- Le tableau très effacé représentant apparemment le baptême du Christ par saint Jean Baptiste, devant la silhouette d'une ville campée sur le flanc d'une colline, n'est lui non plus pas encore protégé.
- Le tableau représentant le Christ au jardin des Oliviers est peint à l'huile sur toile, et entouré d'un cadre en bois sculpté et doré. Sans son cadre, la toile mesure 79 cm de hauteur pour 64 cm de largeur, et date de la seconde moitié du XVIe siècle. Le cadre et la toile sont couverts de poussière, et la surface picturale est craquelée. L'emplacement ayant mis l'œuvre en péril, elle a été retirée. Le classement date de novembre 1912[22] (sans illustration).
- Le tableau représentant le portement de Croix ou la montée du Calvaire est peint à l'huile sur bois. Il mesure 102 cm de hauteur pour 74 cm de largeur, et date de la seconde moitié du XVIe siècle. L'œuvre a été volée en 1968, mais sa perte n'a été signalée qu'en 1970, et elle n'a pas encore été retrouvée. Le classement remonte à novembre 1912[23] (sans illustration).
- Le tableau représentant saint Jérôme méditant sur la mort est peint à l'huile sur bois. Il mesure 55 cm de hauteur pour 75 cm de largeur, et date de la seconde moitié du XVIe siècle. Cette œuvre a été volée en même temps, et est également classée depuis novembre 1912[24] (sans illustration).

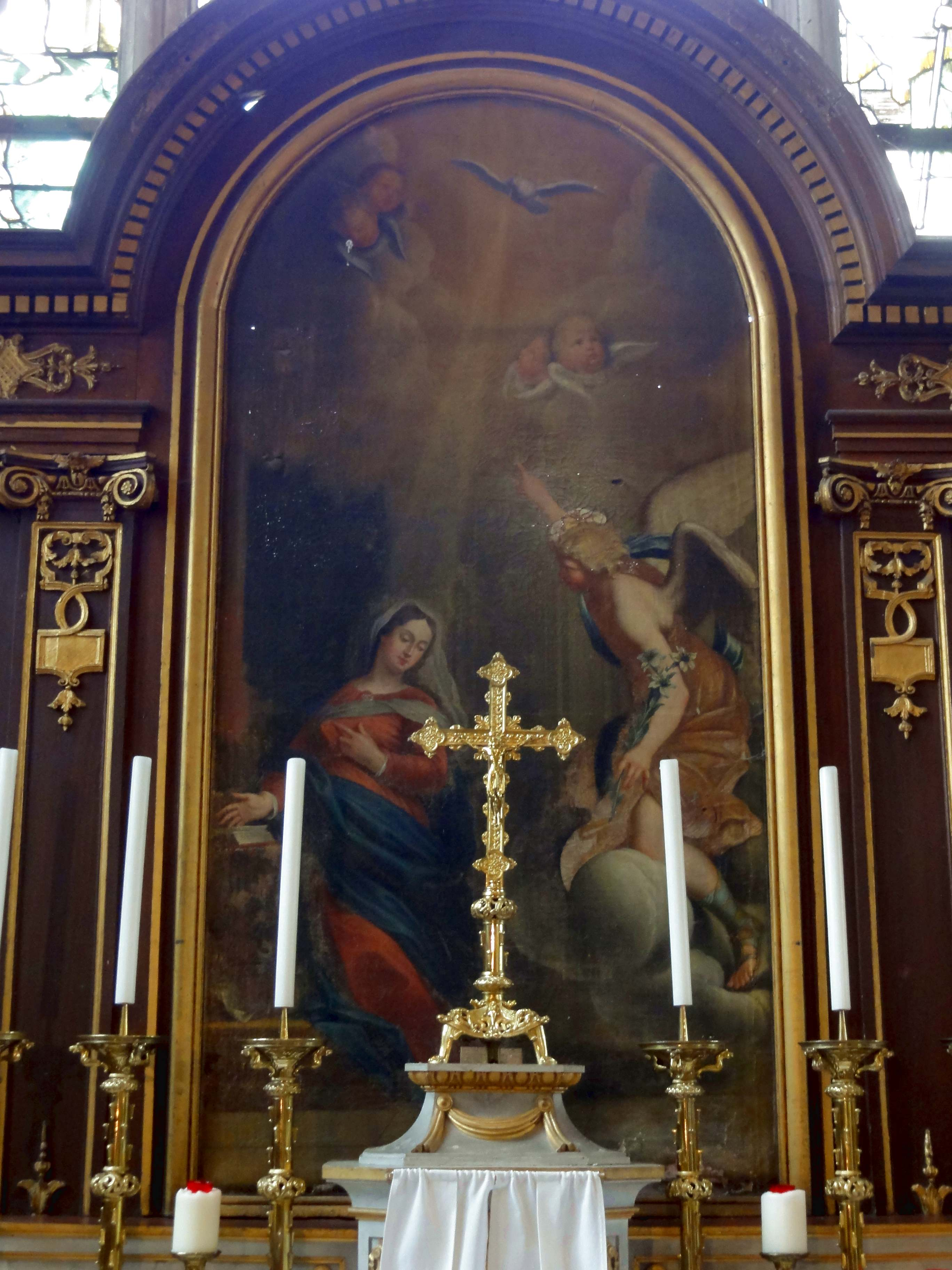
L'Annonciation.
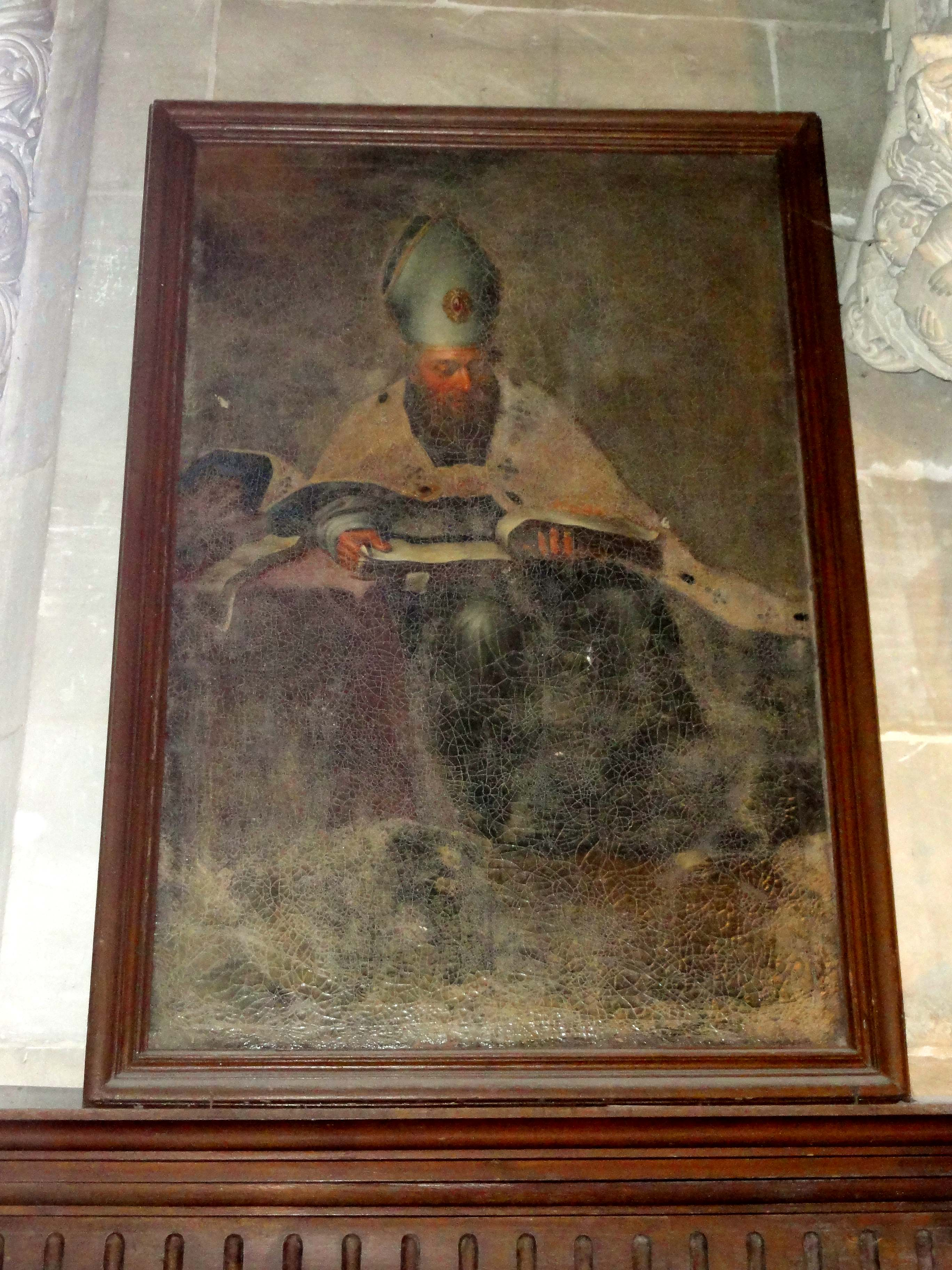
Saint Augustin.
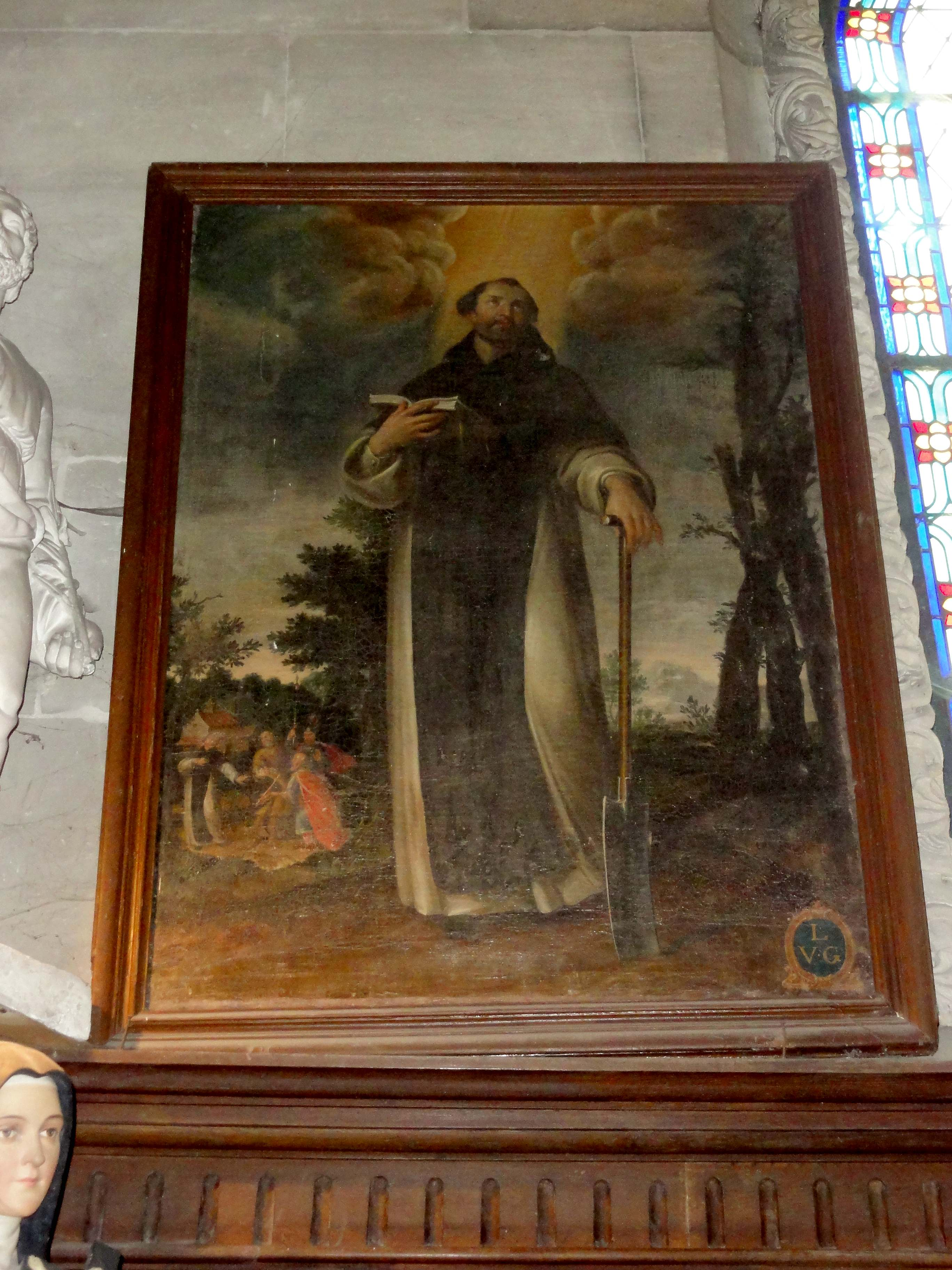
Saint Fiacre.
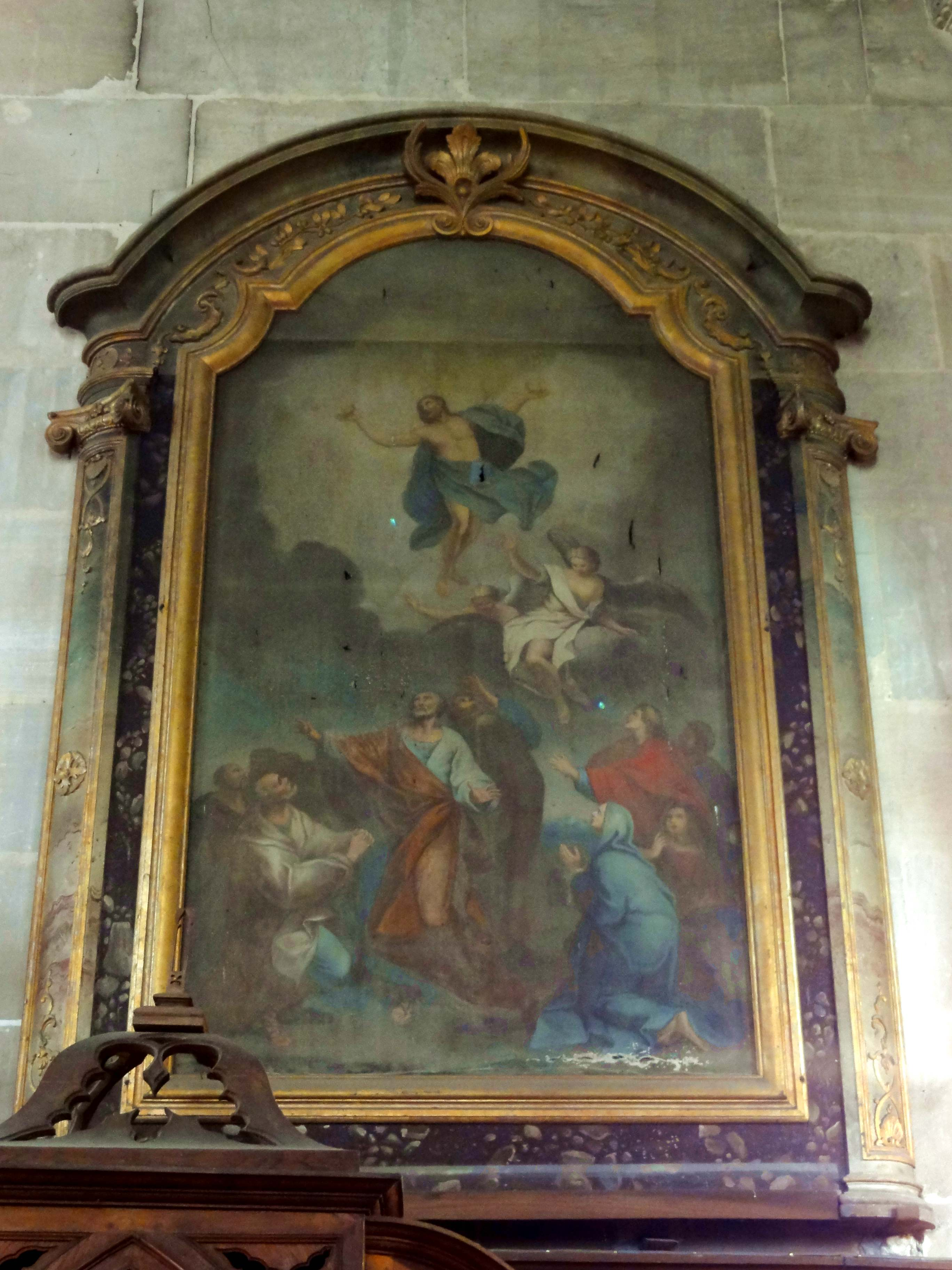
L'Ascension.
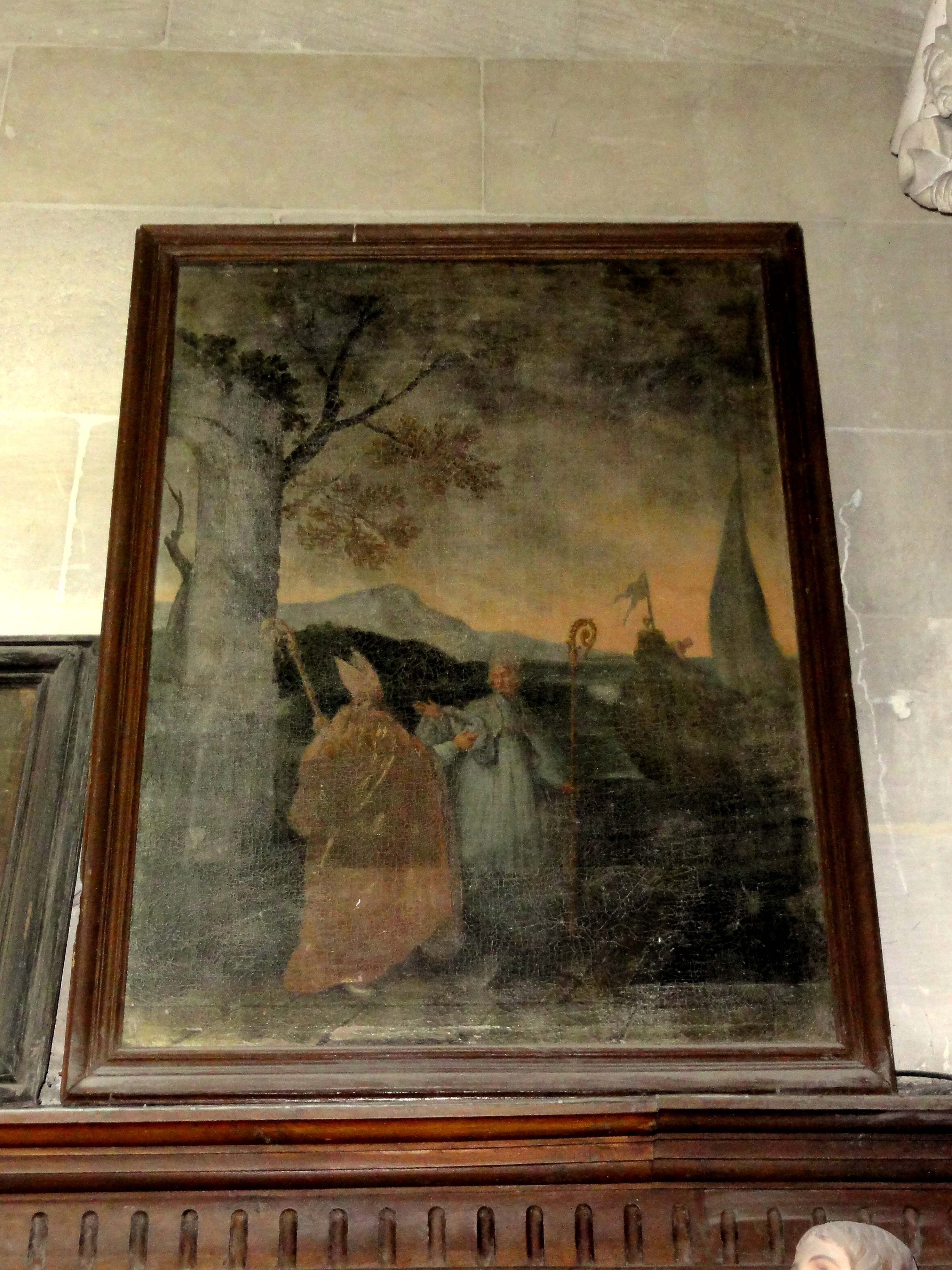
Deux évêques.
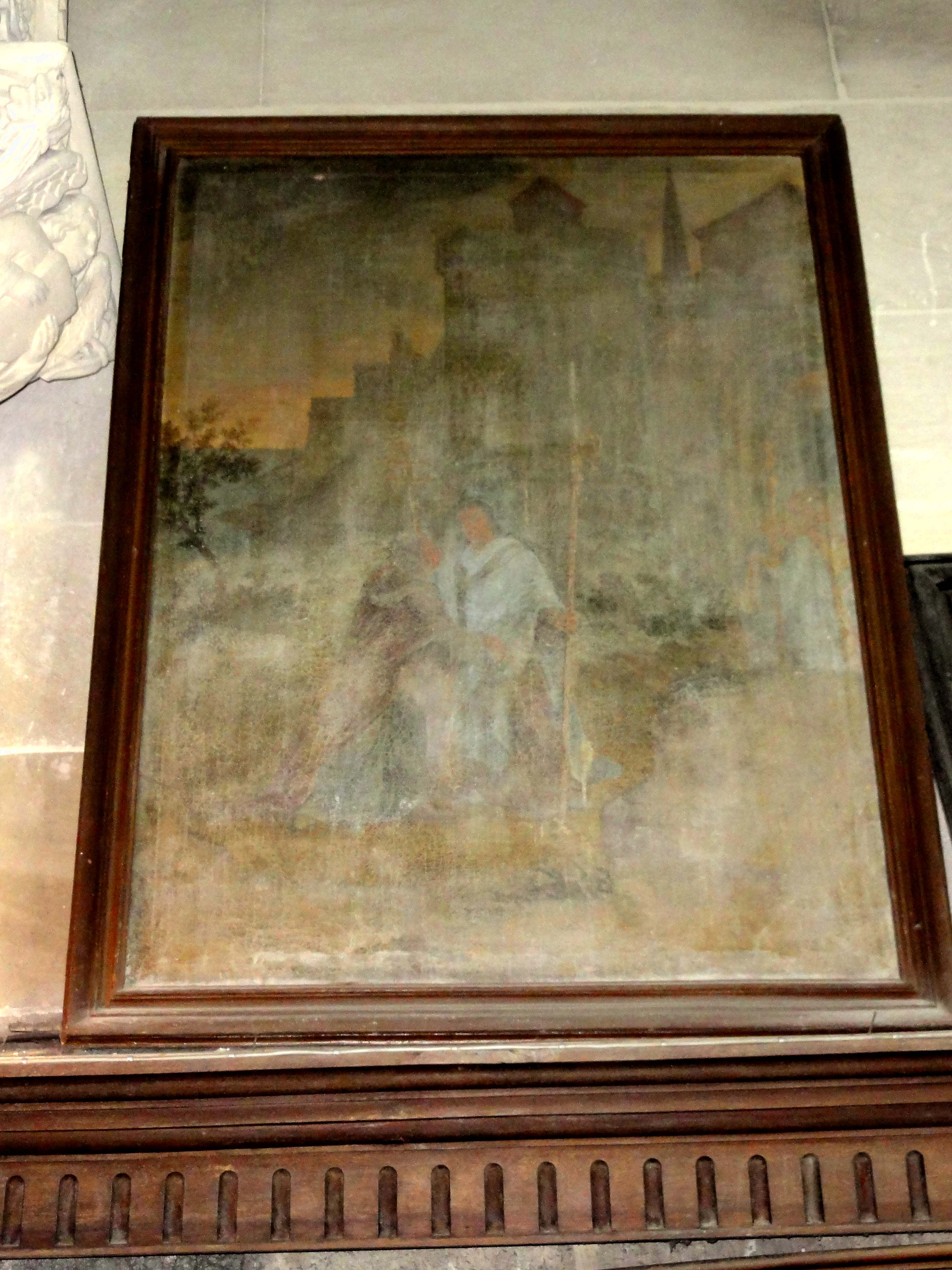
Baptême du Christ.

### Mobilier liturgique et divers

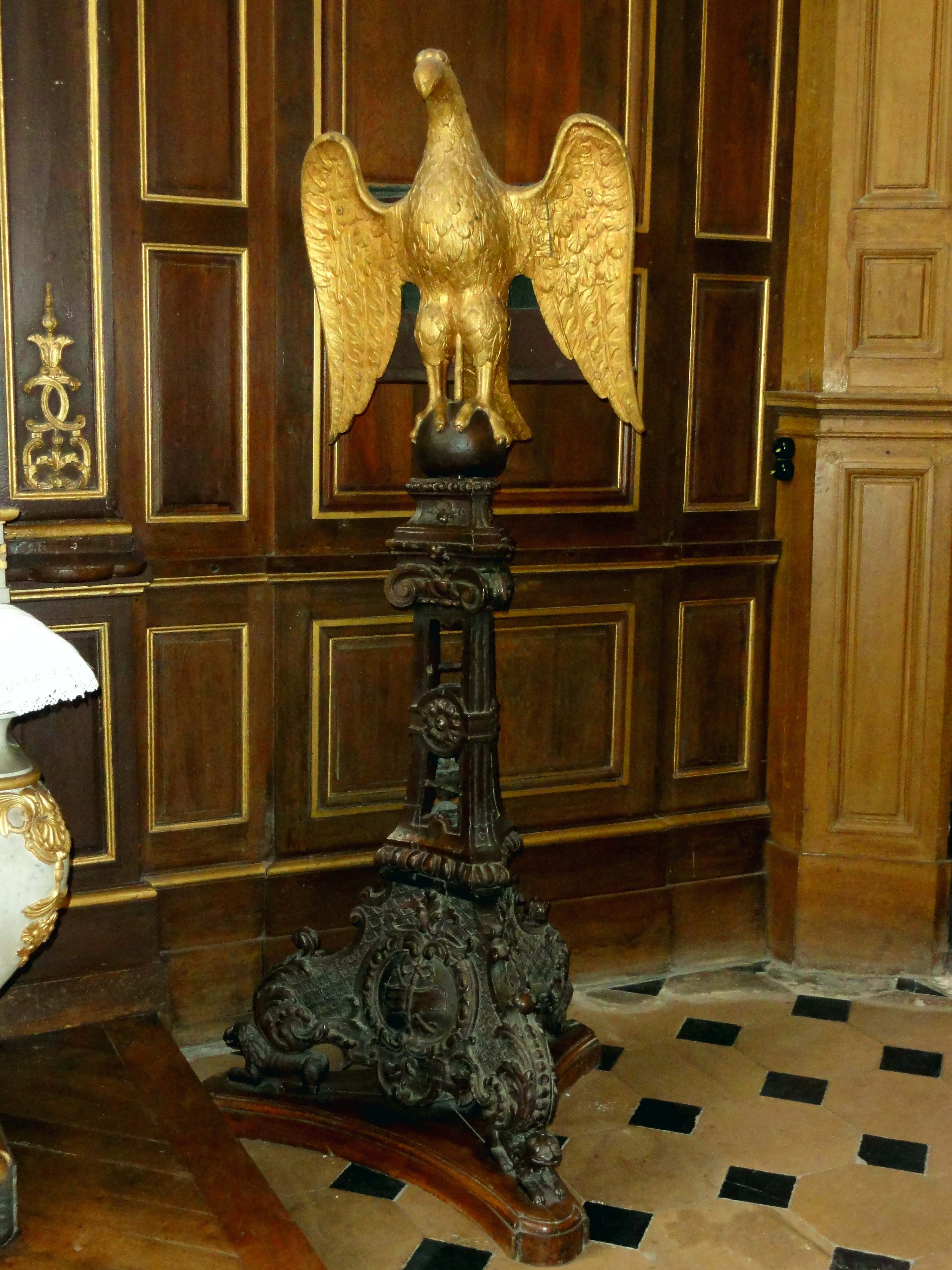
Aigle-lutrin.

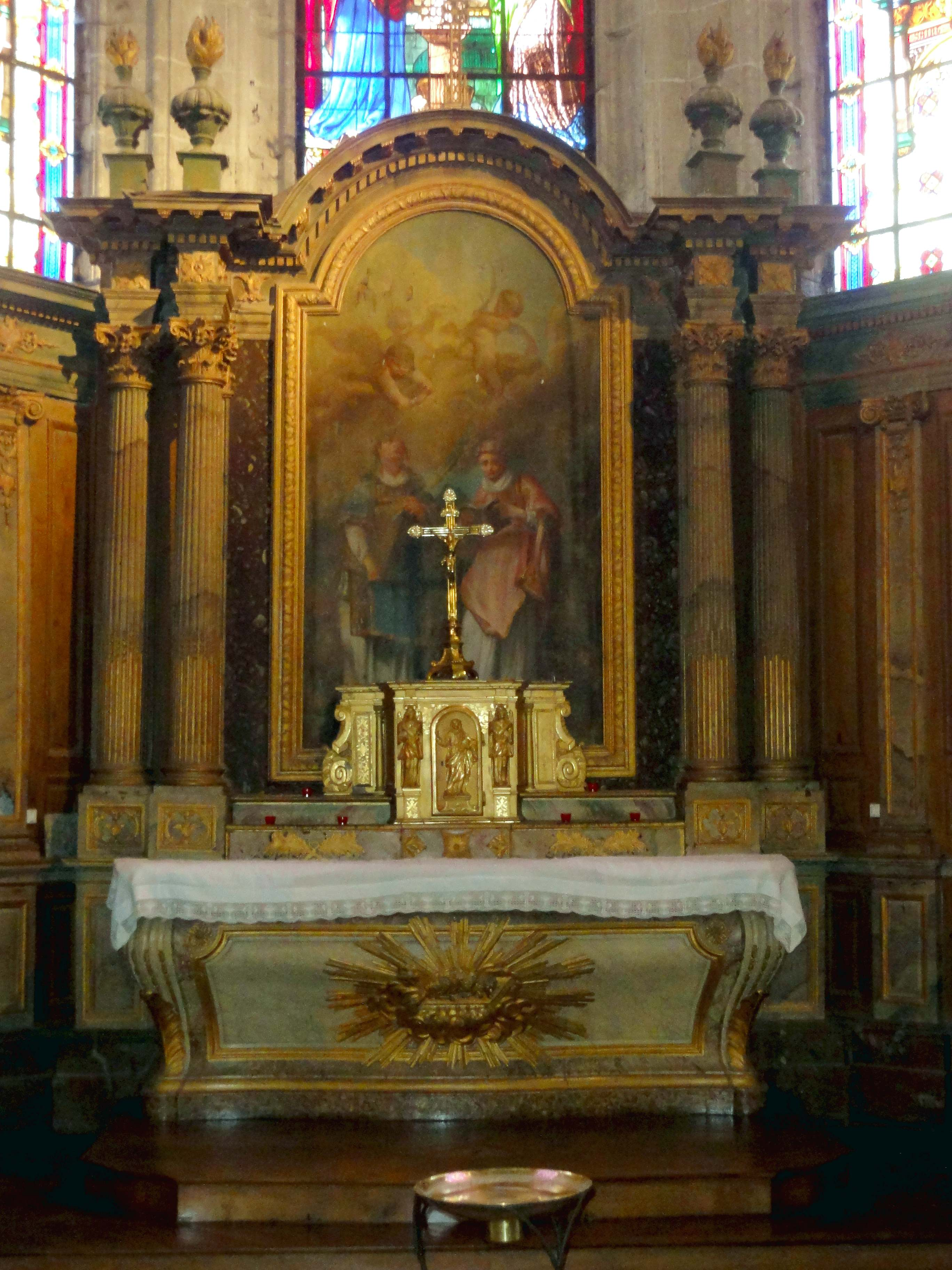
Maître-autel et retable.

- Le buffet de l'orgue de tribune, de style néo-gothique, date de la première moitié du XIXe siècle, et est inscrit depuis août 1989[25].
- La chaire à prêcher est de plan carré aux angles abattus, et date du XVIIIe siècle. Il est d'un style baroque tardif. L'habituel cul-de-lampe sous la cuve, habillée de feuilles d'acanthe, devient ici un pied posé par terre. La partie inférieure de la cuve et du garde-corps d'escalier est galbée, et sculpté de rinceaux. Le reste est formé par des panneaux de fenestrages, dont ceux de la portière et des pans de la cuve sont sculptés d'arrangements végétaux, ainsi que de deux motifs illustrant les Évangiles, en ce qui concerne la face frontale et la face orientale de la cuve : on y voit des bas-reliefs représentant respectivement Jésus parmi les docteurs et La pêche miraculeuse. Un troisième bas-relief plus étroit s'observe sur le dorsal ; il représente l'Apparition de Jésus à Marie-Madeleine. Comme souvent, la colombe du Saint-Esprit entourée de nuées et de rayons de lumière se profile sous l'abat-voix, qui est du reste muni d'un petit fronton cintré arborant une tête de chérubin, et coiffé d'un petit dôme sommée d'une croix. Cette chaire est classée depuis novembre 1912[26].
- La clôture de chœur en fonte, peinte en noir et partiellement dorée, date du XIXe siècle. Elle sépare la deuxième et la troisième travée du vaisseau central de la croisée du transept et des collatéraux, et comporte une grand porte à double vantail côté ouest, et deux autres portes près de l'entrée de l'abside. Cette grille est inscrite depuis juillet 1987[27].
- L'aigle-lutrin, en bois taillé et ciré, mesure 198 cm de hauteur, et 75 cm de largeur au niveau du pied. Il date du XVIIIe siècle. Le pied, posé sur trois lions couchés, est orné d'un riche décor sur chacune de ses faces : une harpe avec des rameaux et un ruban ; un instrument à vent, un triangle et un ruban ; et une flûte, une partition de musique et un ruban. Au-dessus, le support est constitué de trois montants réunis par une rose sculptée. À l'instar du pied, il est peint en noir. L'aigle aux ailes déployées qui sert de pupitre est doré. Il est monté sur une sphère, et regarde droit devant lui. L'œuvre est classée depuis novembre 1912[28].
- Les chevets des deux collatéraux et l'abside sont munis de boiseries de demi-revêtement, qui se composent de deux registres de panneaux de fenestrages séparés par des pilastres ioniques et d'un entablement avec corniche à denticules ; s'y ajoute un soubassement traité en faux-marbre rouge dans l'abside. La partie supérieure des pilastres et l'entablement, peints en faux-marbre gris, affichent des motifs décoratifs composés de cuirs découpés et de chutes végétales, qui sont rehaussés par des dorures. Le retable du collatéral nord forme partie de ces boiseries, mais ce n'est pas le cas des deux autres retables. Ces boiseries, qui devraient dater du XVIIIe siècle, ne sont pas encore protégées au titre des monuments historiques à ce jour.
- Le maître-autel, en forme de tombeau galbé, est en bois traité en faux-marbre en plusieurs teintes. Il arbore en son centre un bas-relief doré, qui représente l'Agnus Dei allongé sur le livre aux sept sceaux, le tout entouré de nuées et de rayons de lumière. Le petit tabernacle, en bois entièrement doré, prend la forme d'un édicule ionique, dont les ailes latérales se résument à un aileron baroque et une colonnette. L'effort décoratif se concentre sur la porte, qui affiche le Christ pantocrator en bas-relief, et les deux pilastres qui la cantonnent, précédés par des anges tenant lieu de cariatides. Le gradin d'autel est homogène avec les stylobates des deux paires de deux colonnes corinthiennes cannelées du retable. Les colonnettes ont pour vocation de mettre en valeur le tableau des saints Gervais et Protais, déjà signalé, et supportent des sections d'entablement, richement décorées, et surmontées de grands pots-à-feu. Cet ensemble remarquable du XVIIIe siècle n'est pas encore inscrit ou classé.
- Le petit autel semi-circulaire en bois peint en faux marbre, sur lequel est posée la Pietà déjà évoquée, dans le collatéral sud, n'est pas encore daté, et ses dimensions n'ont pas été prises. Il arbore en son centre une petite gloire, soit des nuées et des rayons de lumière entourant un triangle symbolisant la sainte Trinité, sur lequel sont gravées les quatre lettres hébreux qui forment le tétragramme (YHWH). Cet autel est inscrit depuis juillet 1987[29].
- Un fauteuil en bois sculpté avec garniture en tapisserie brodée, datant du XVIIIe siècle, a disparu à une date indéterminée. Il était classé depuis novembre 1912[30] (sans illustration).

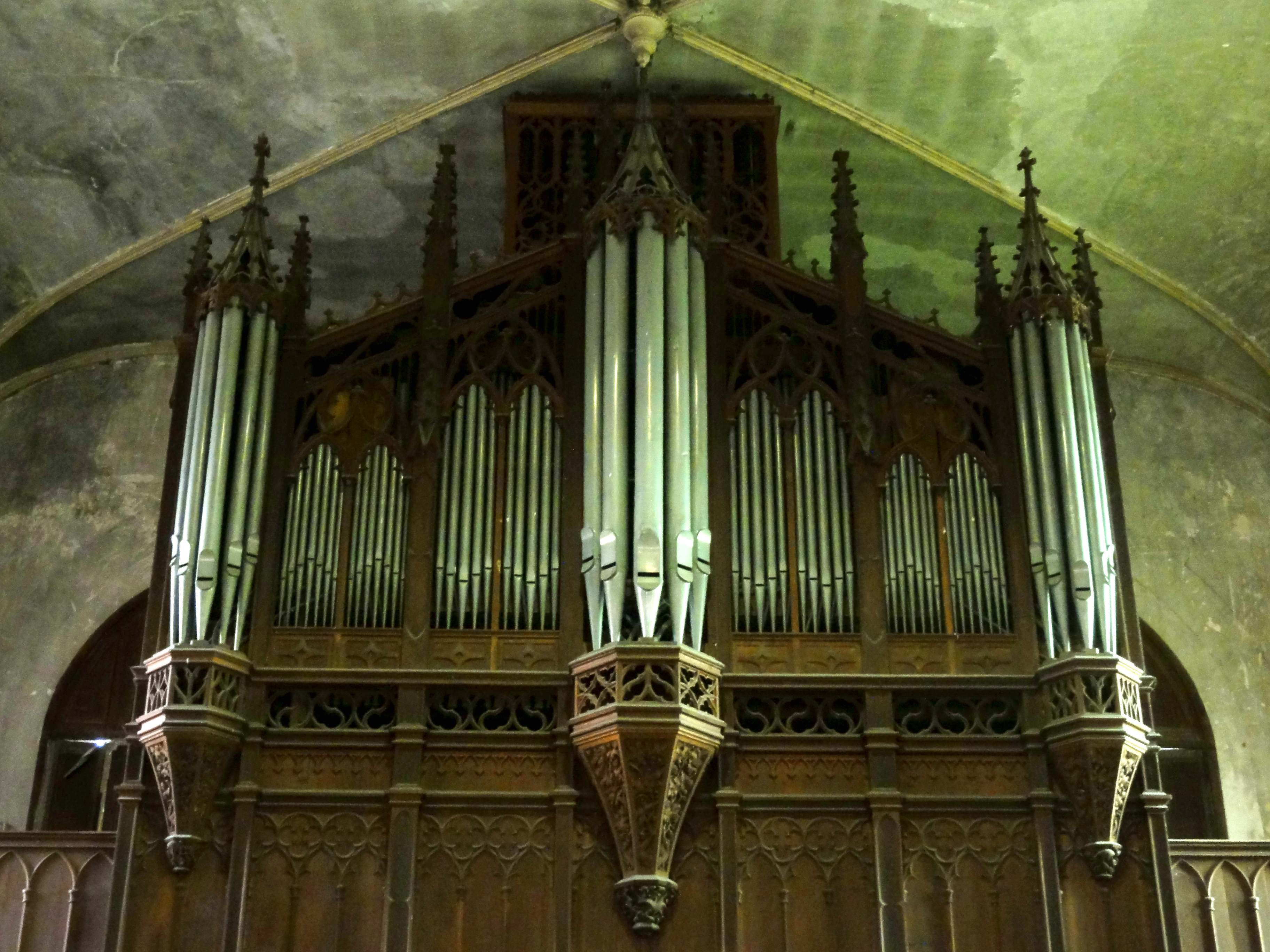
Buffet d'orgue.
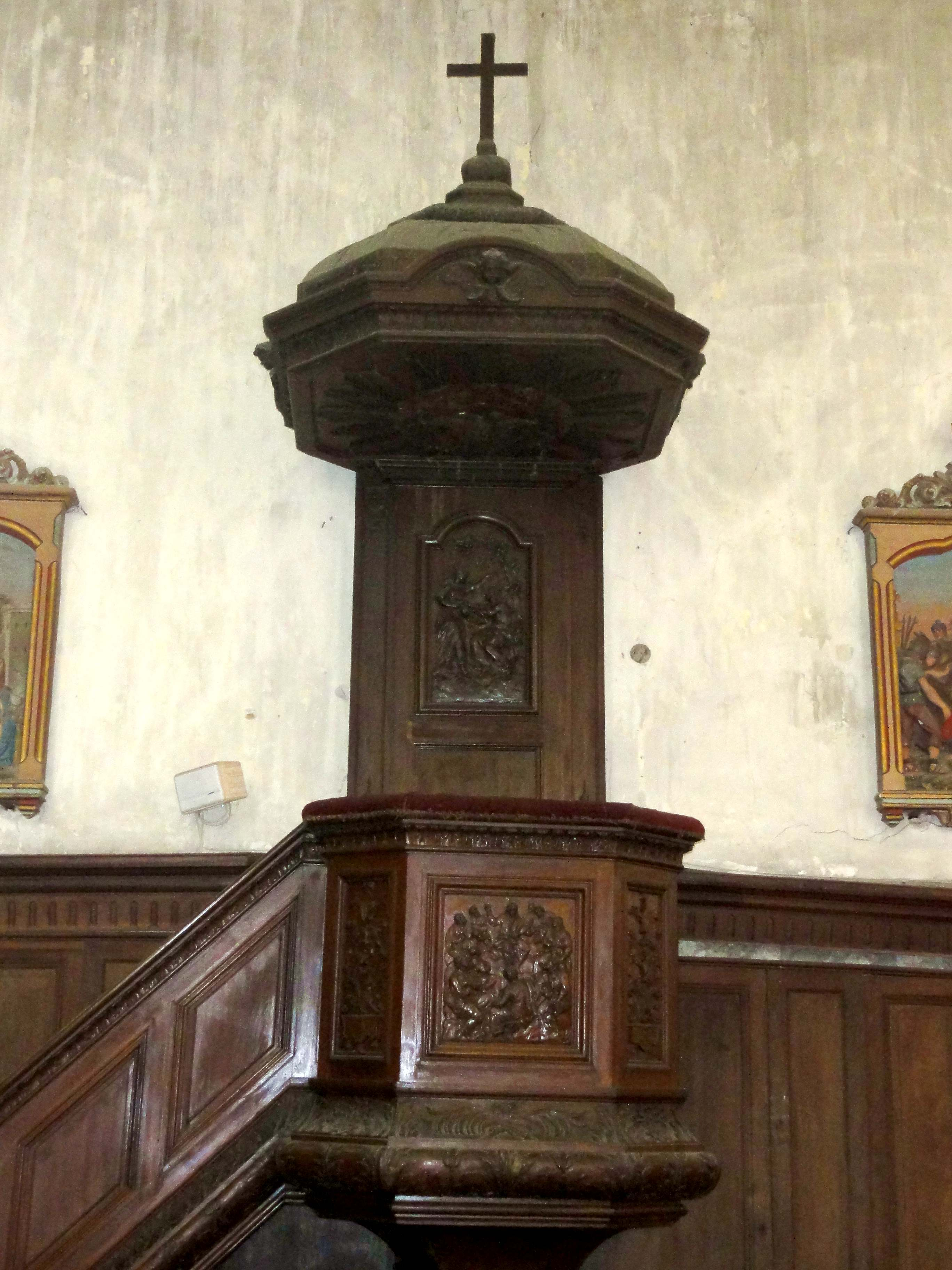
Chaire à prêcher.
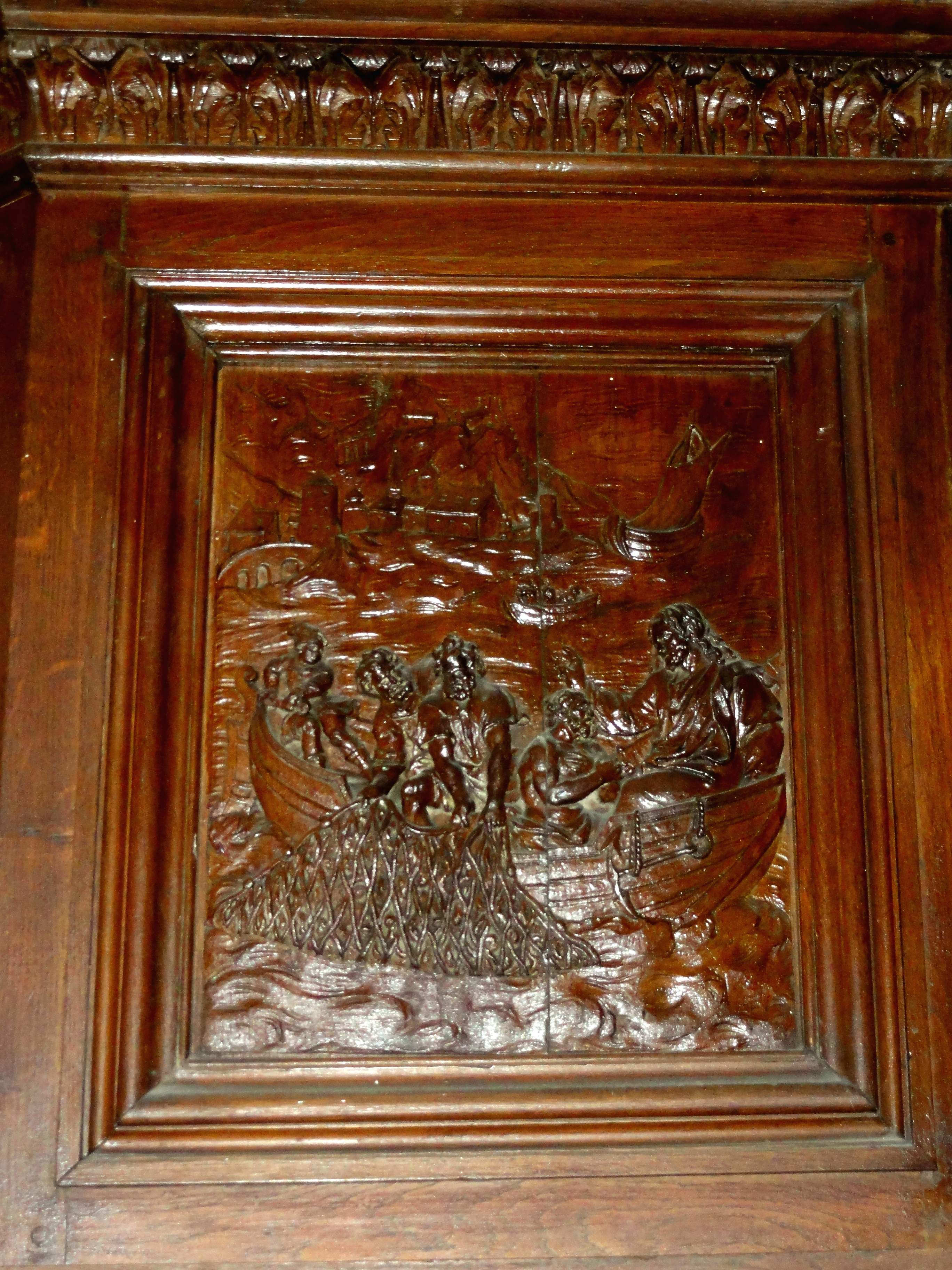
Chaire, bas-relief - La pêche miraculeuse.
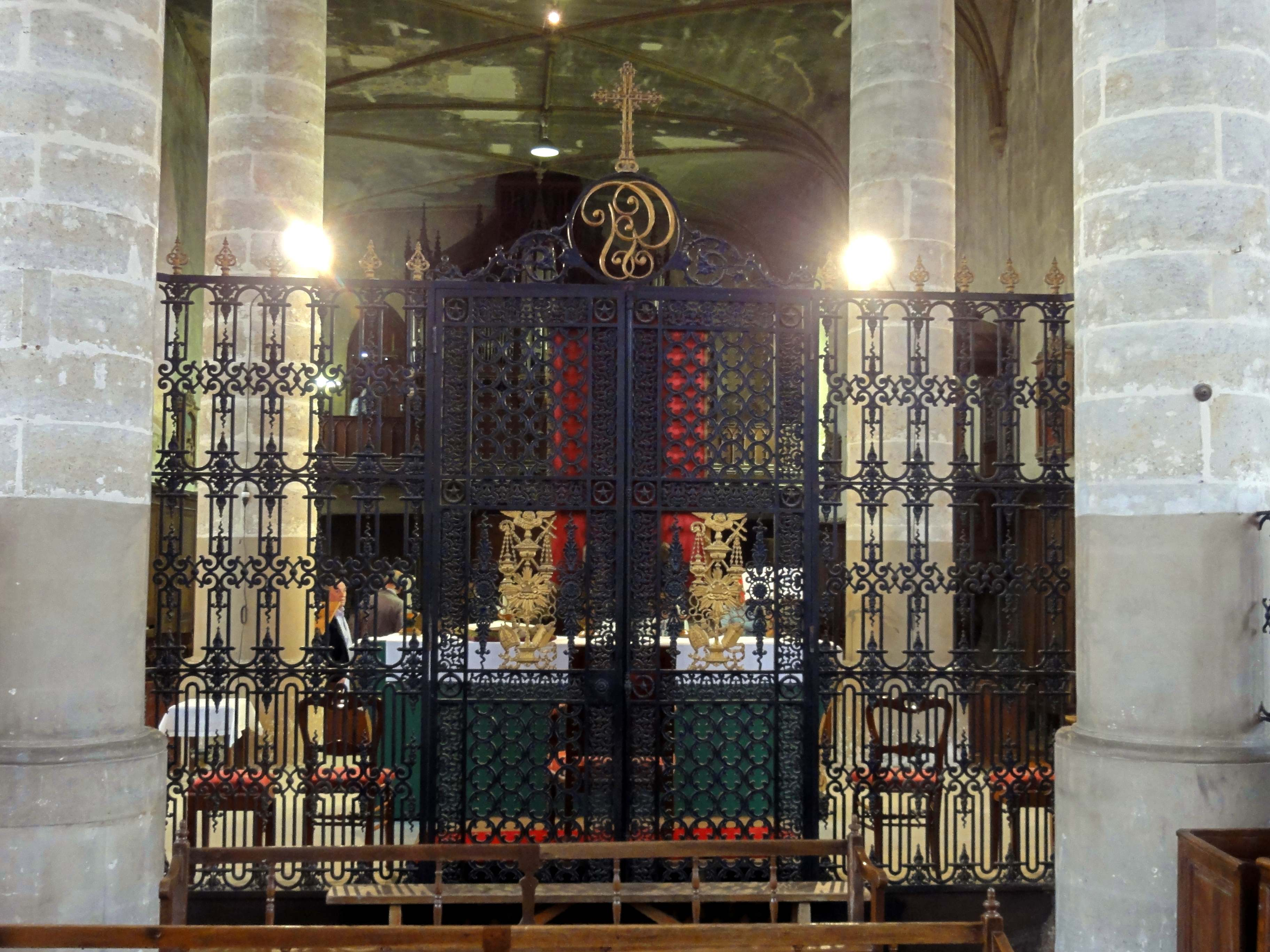
Clôture du chœur, vantaux vers la nef.
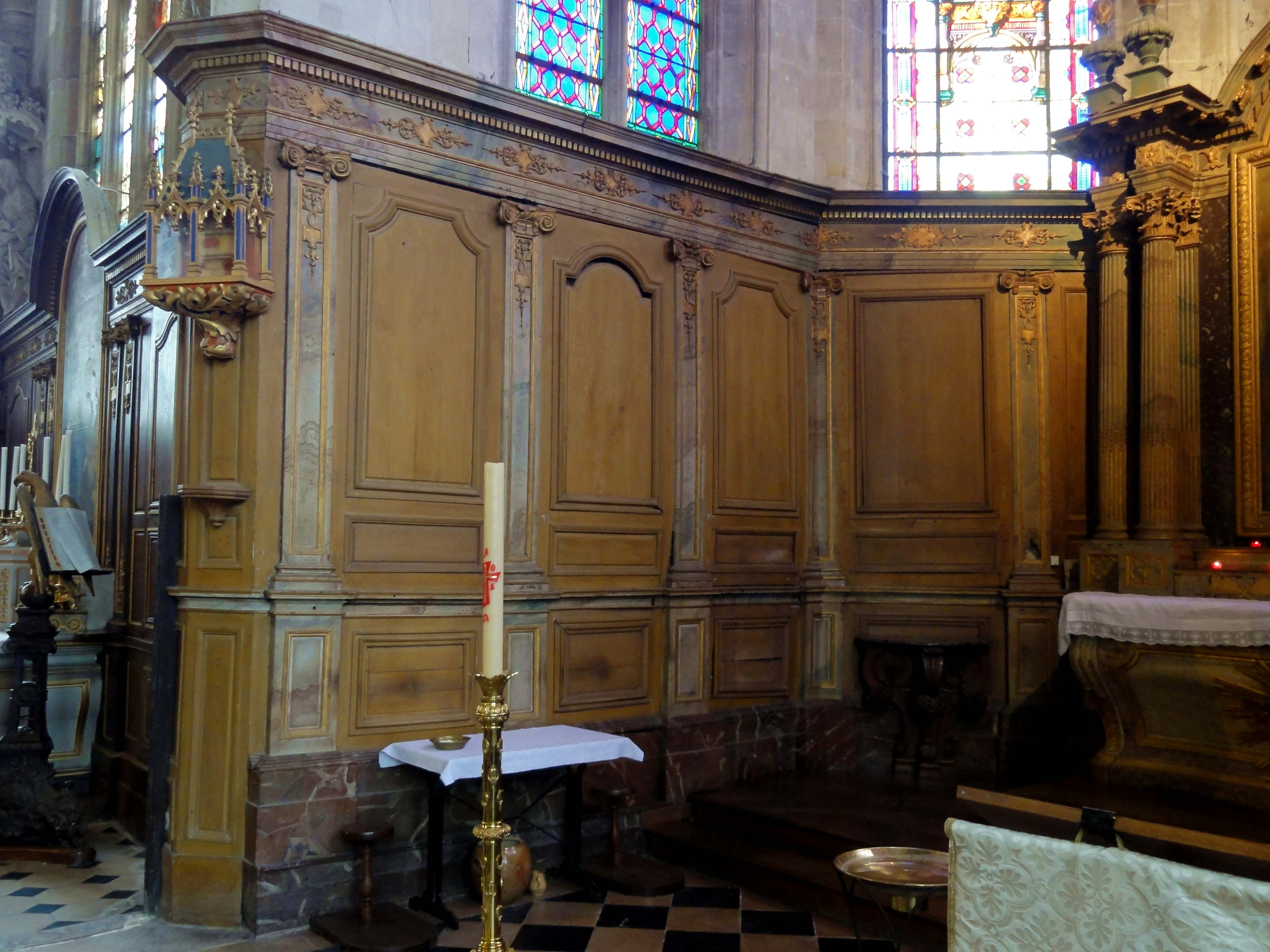
Boiseries de l'abside.
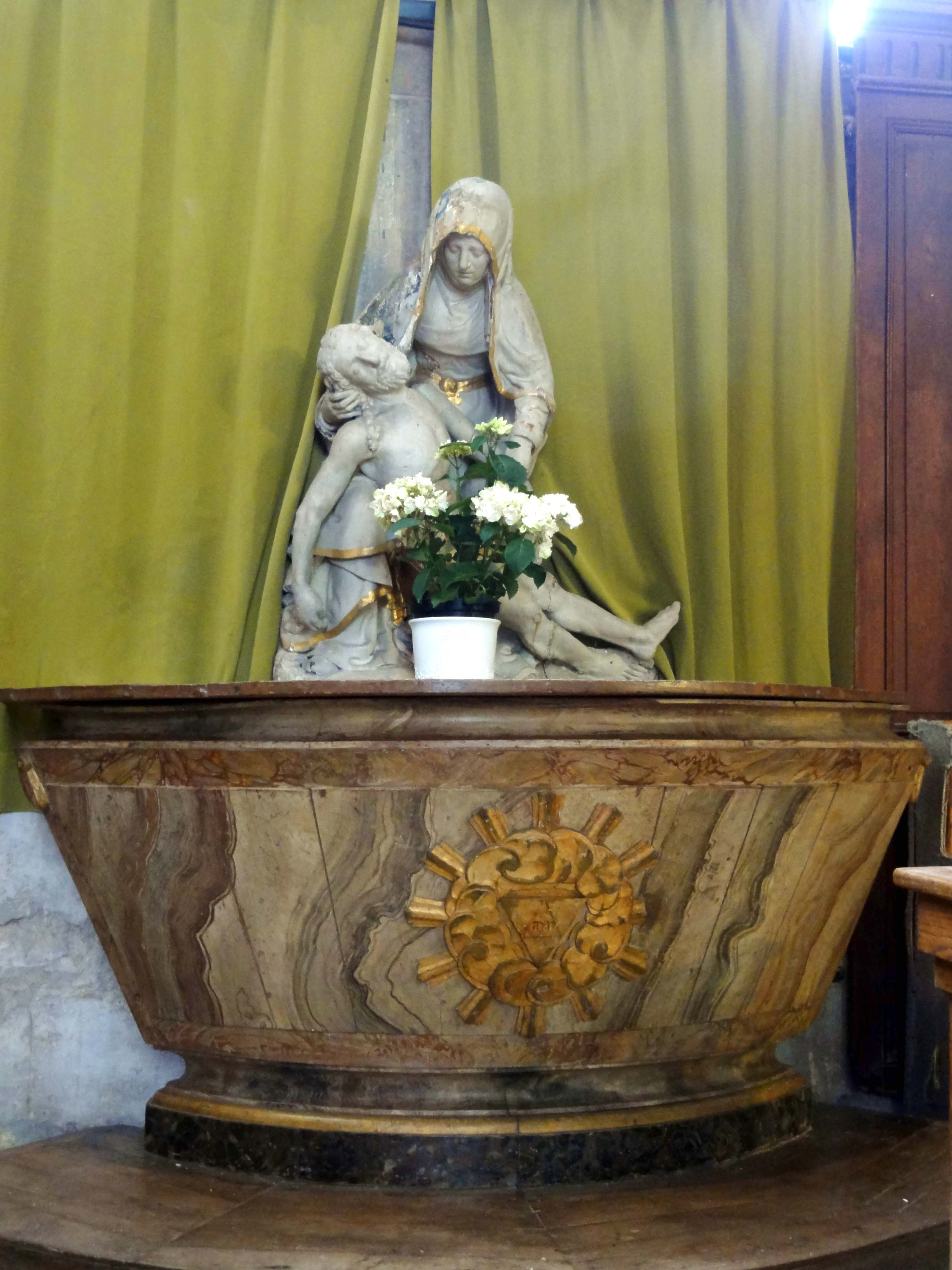
Autel semi-circulaire.

### Vitraux

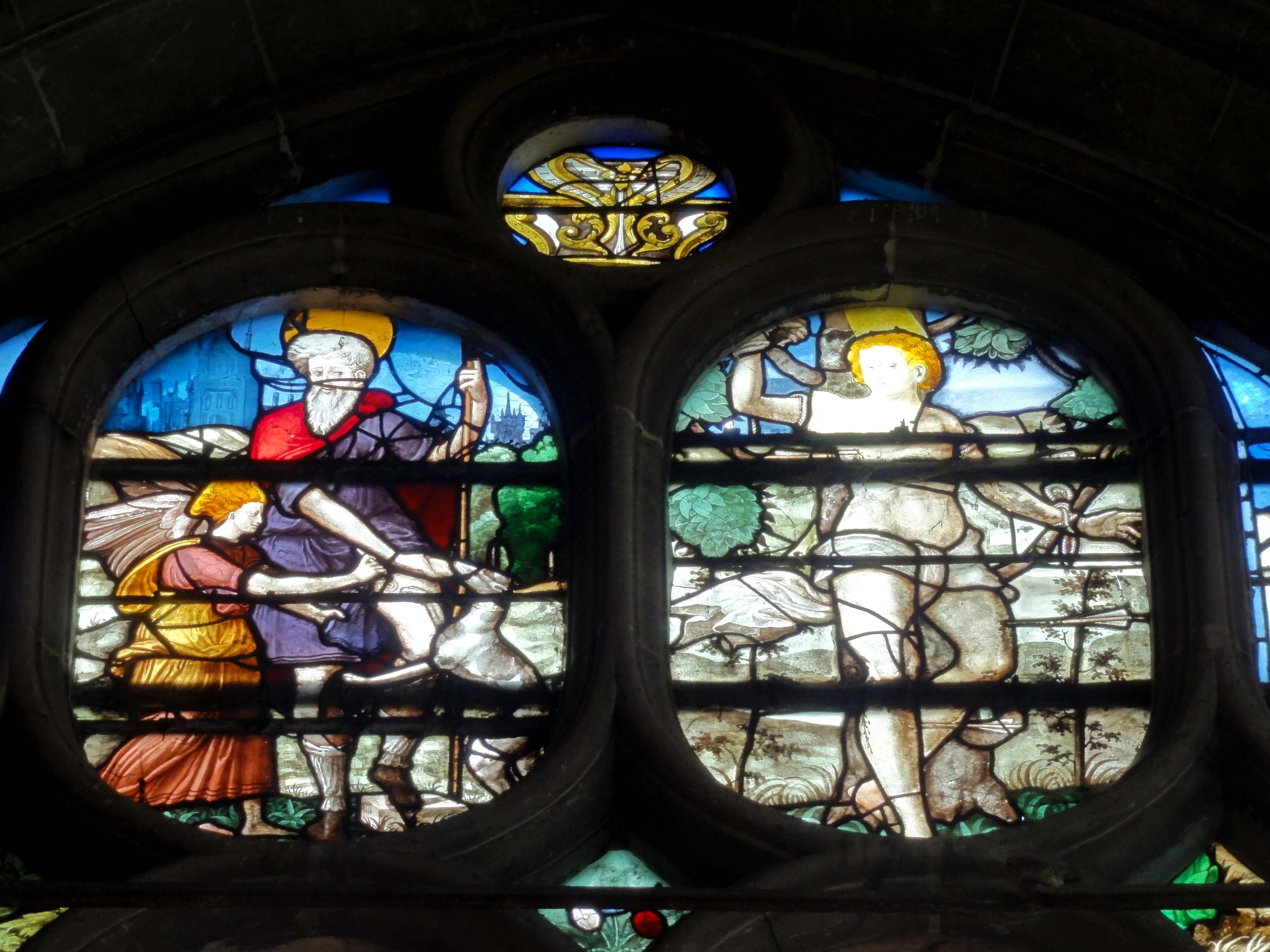
Verrière au chevet du collatéral sud (n° 6) - saint Roch et saint Sébastien.

- Les trois vitraux du chevet de l'abside représentent le Christ en croix entre la Vierge de douleur et saint Jean, ainsi que les deux saint patrons de l'église en pied, au milieu d'un décor architecturé néo-gothique. La partie supérieure du vitrail d'axe (n° 0) et le pourtour des deux autres vitraux (n° 1 et n° 2) sont couverts de motifs décoratifs et de grisailles. Cet ensemble homogène a été confectionné en 1875 par l'atelier Roussel, à Beauvais, et est inscrit depuis juillet 1987[31].
- La grande verrière au chevet du collatéral sud (n° 6) représente quatre scènes sur deux registres, ce qui implique que chaque scène s'étend sur deux lancettes. Leur légende est fournie en bas. Ce sont la Multiplication des pains ; le Lavement des pieds, la Sainte Cène, et l'apparition du Sacré-Cœur de Jésus à sœur Marguerite-Marie Alacoque à Paray-le-Monial en juin 1675. Ces panneaux sont modernes. Dans les deux grands oculi du tympan, les représentations de Roch de Montpellier accompagné d'un ange et de saint Sébastien attaché nu contre un tronc d'arbre datent en revanche du XVIe siècle, mais ont été restaurés. C'est aussi le cas de la figure sur la mouchette de droite, qui constitue apparemment un fragment sorti du contexte, et des motifs décoratifs et végétaux dans les écoinçons ajourés. Apparemment, seuls les vitraux du tympan sont concernés par l'arrêté de classement de novembre 1912[32].
- La verrière au chevet du collatéral nord (n° 5) représente également quatre scènes sur deux registres. Ce sont ici les Noces de Cana ; la mort de la Vierge Marie ; la Présentation de Marie au Temple ; et la Présentation de Jésus au Temple. Dans les vitraux du tympan, l'on voit en outre la remise du Rosaire à saint Dominique par la Vierge à l'Enfant ; et l'apparition de la Vierge à l'Enfant à saint Bruno (?). Les vitraux sont de style néo-Renaissance, avec une prédominance de tons grisâtres et brunâtres fréquente à la fin du XIXe siècle. Selon les inscriptions à trois différents endroits, la verrière a été confectionnée en 1897 par Lucien Koch, Beauvais, et a été offerte par Mlle Clarisse Pommereau.
- Trois autres vitraux figurés avec un encadrement architecturé néo-Renaissance existent au sud de la nef. Ils représentent « sainte Cécile chantant au son des orgues », accompagnée de saint Augustin et de sainte Marie-Madeleine et de deux autres personnages ; l'« Éducation de la Sainte Vierge » par sainte Anne ; et le « Travail à Nazareth », où l'on voit saint Joseph travaillant devant son atelier de charpentier aidé par Jésus adolescent, tandis que Marie remplit une cruche d'eau à la fontaine. Si les deux derniers motifs manquent rarement dans les églises équipées de vitraux du XIXe siècle, le premier est assez original.

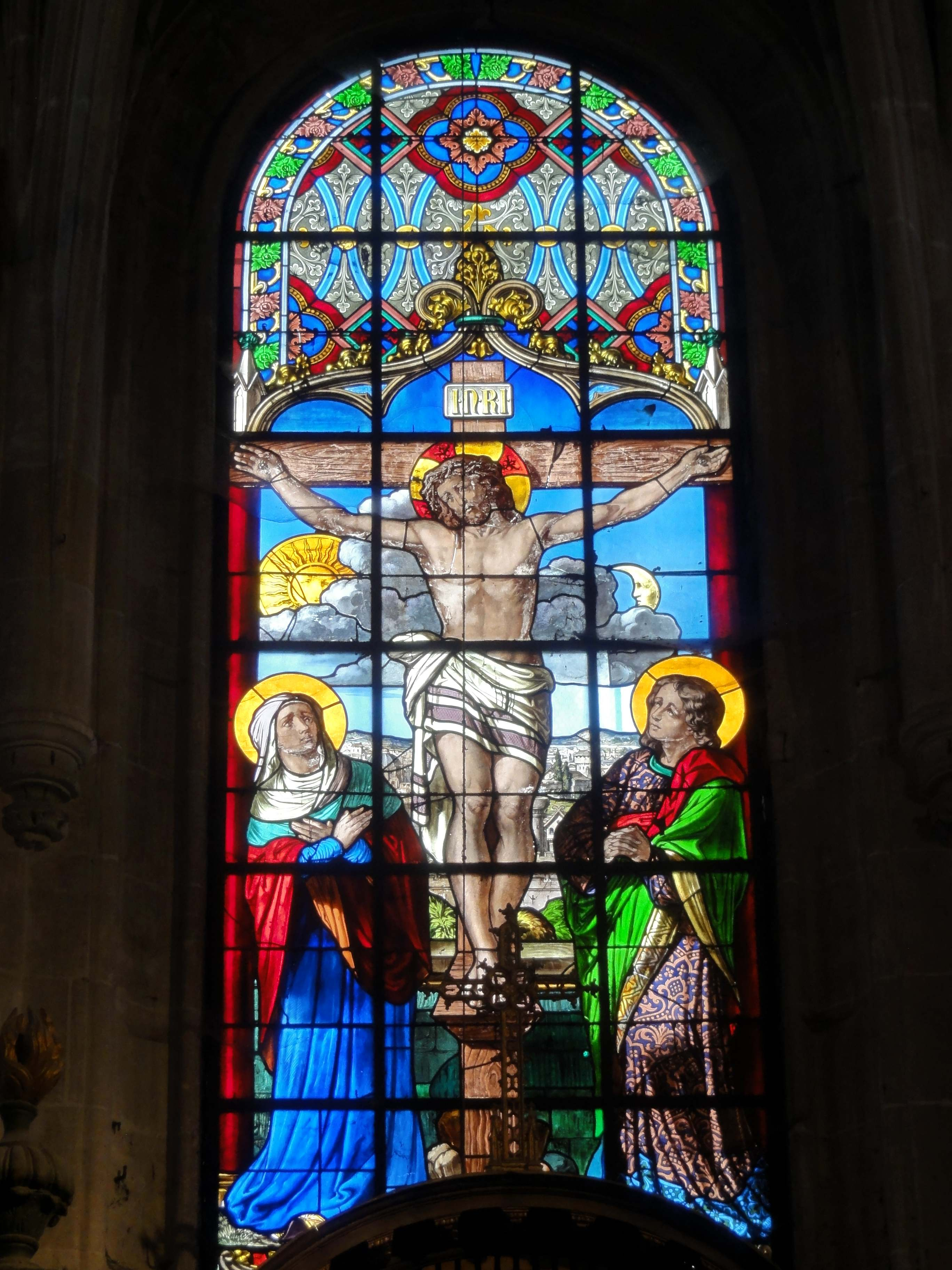
Verrière d'axe - Christ en croix.
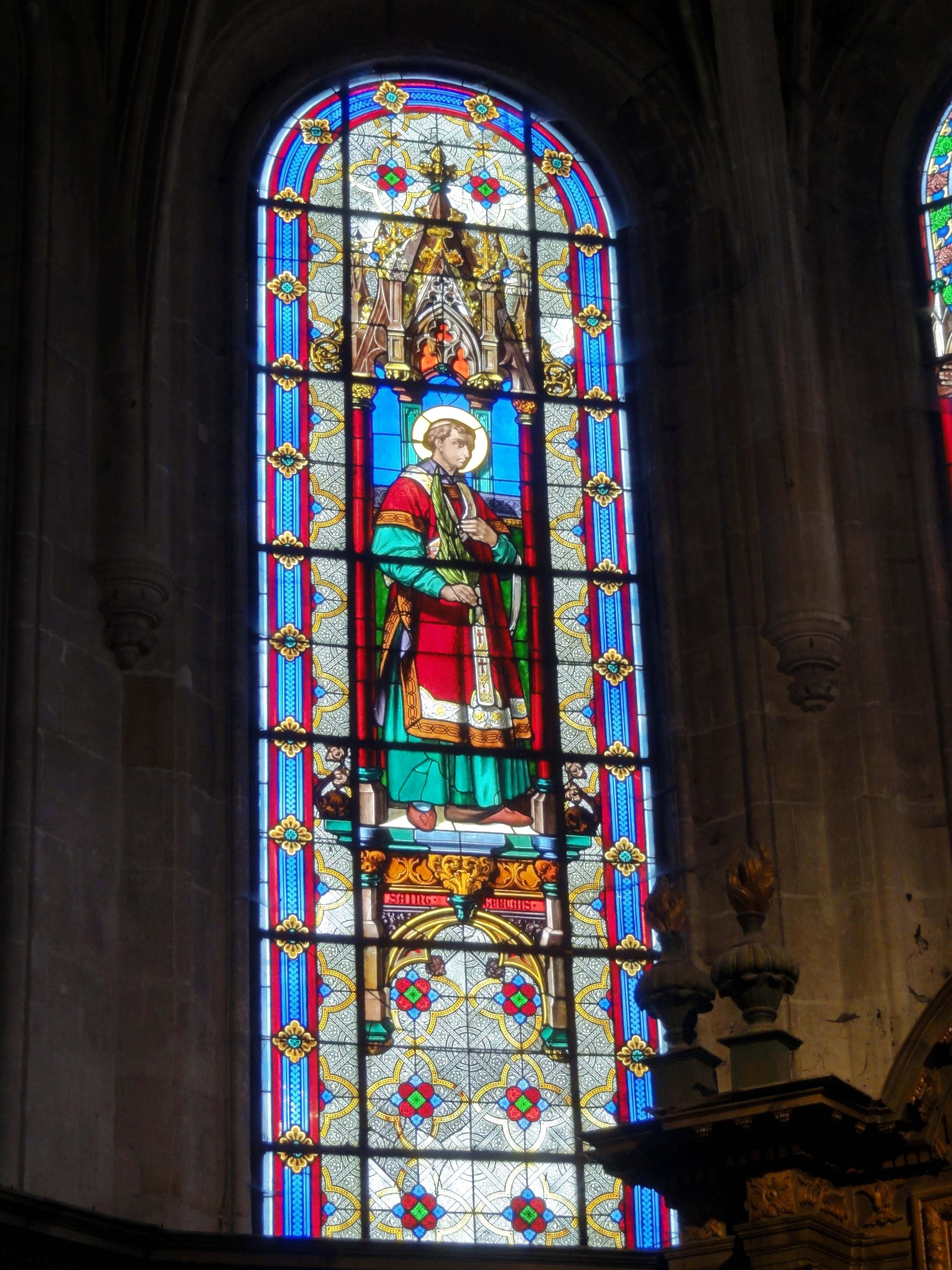
Verrière à gauche de l'abside - saint Gervais.
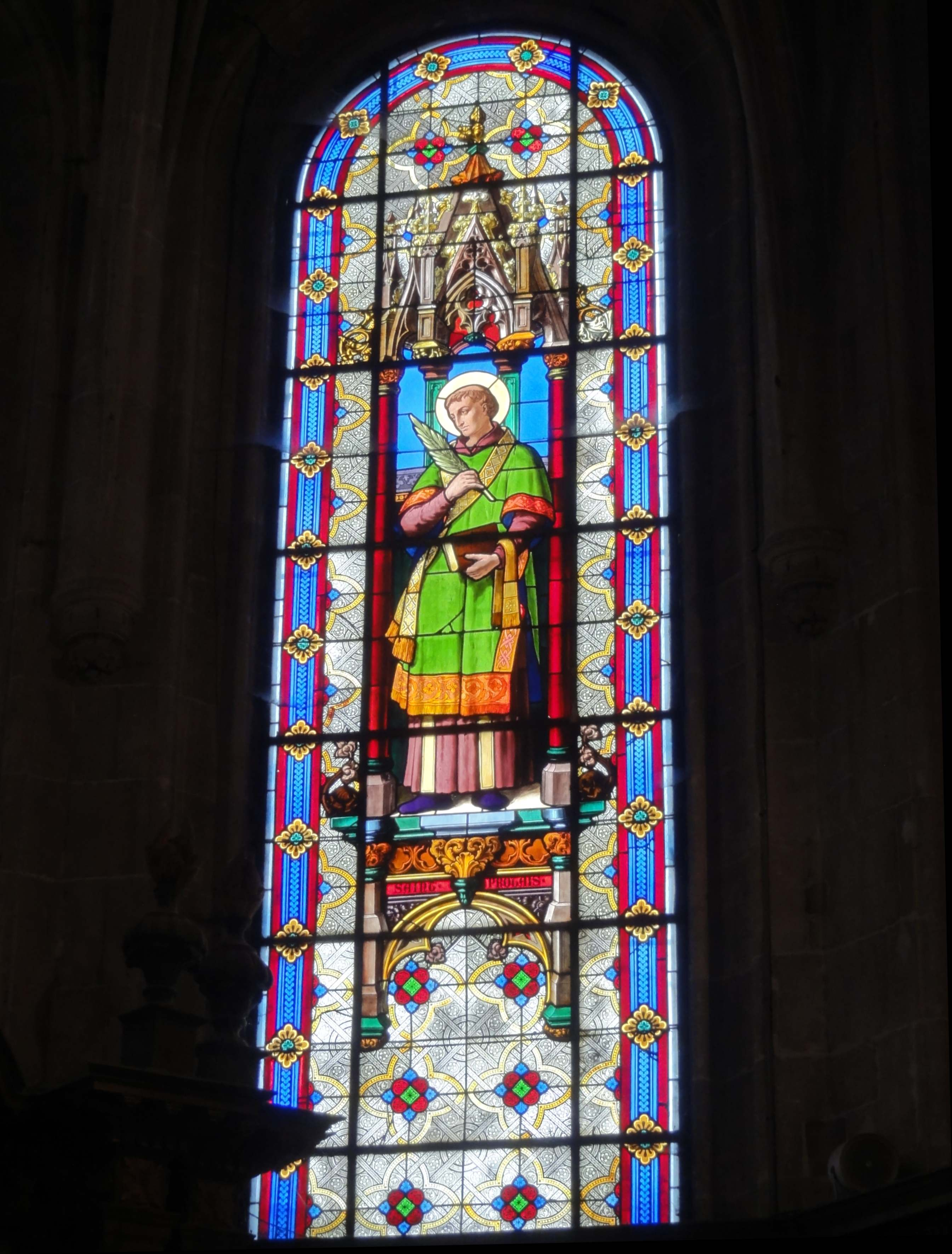
Verrière à droite de l'abside - saint Protais.
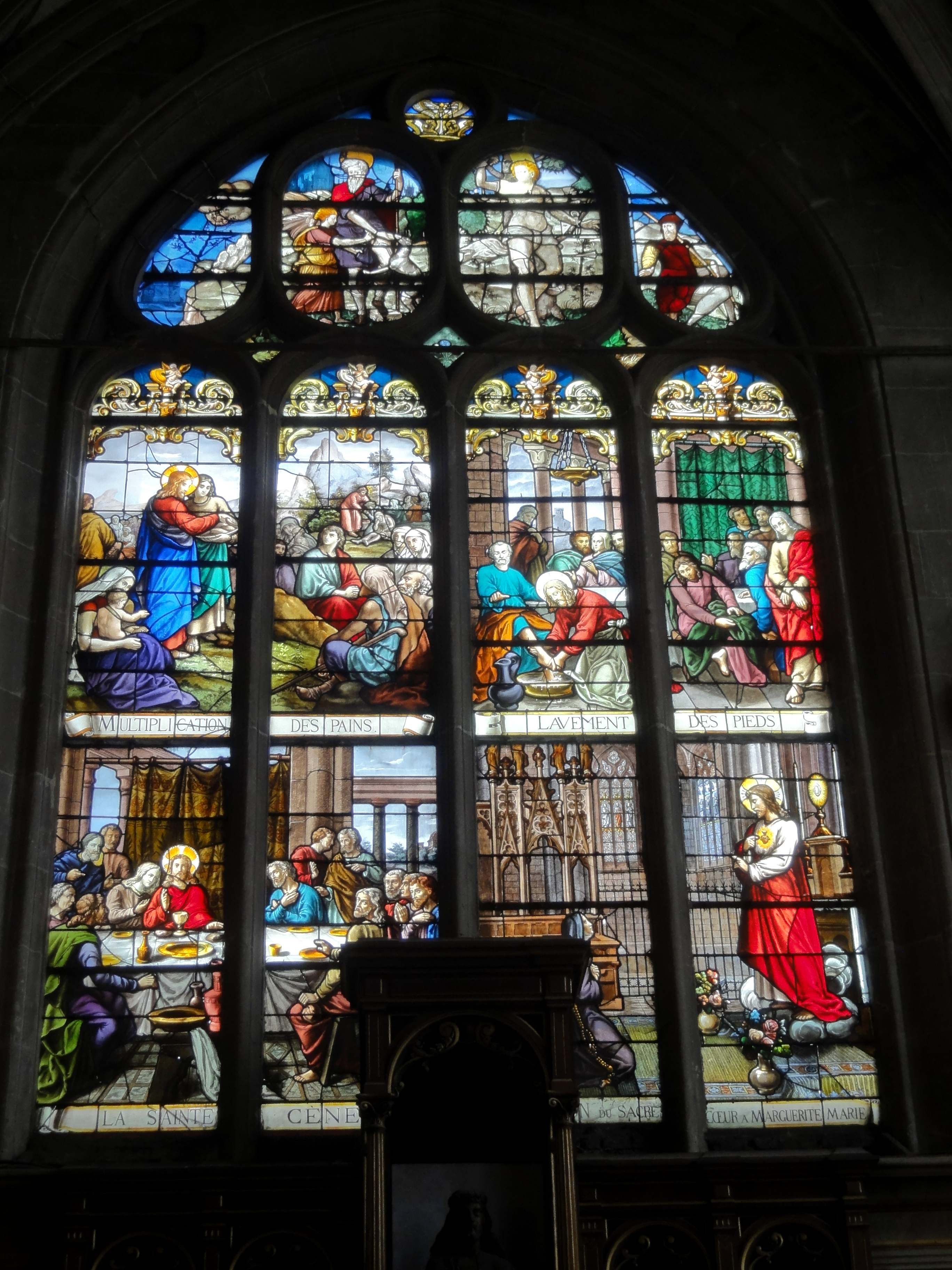
Verrière au chevet du collatéral sud.
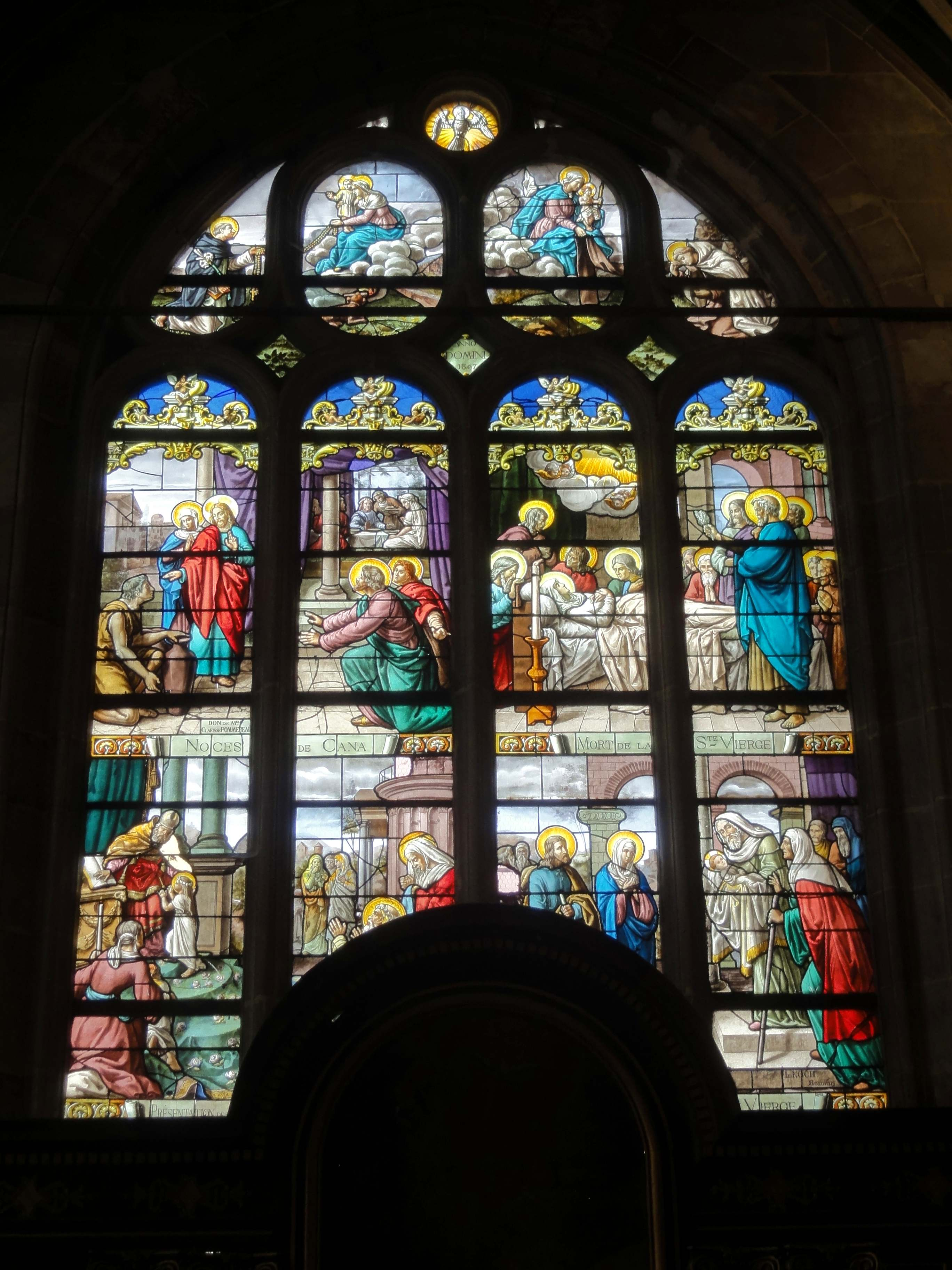
Verrière au chevet du collatéral nord.
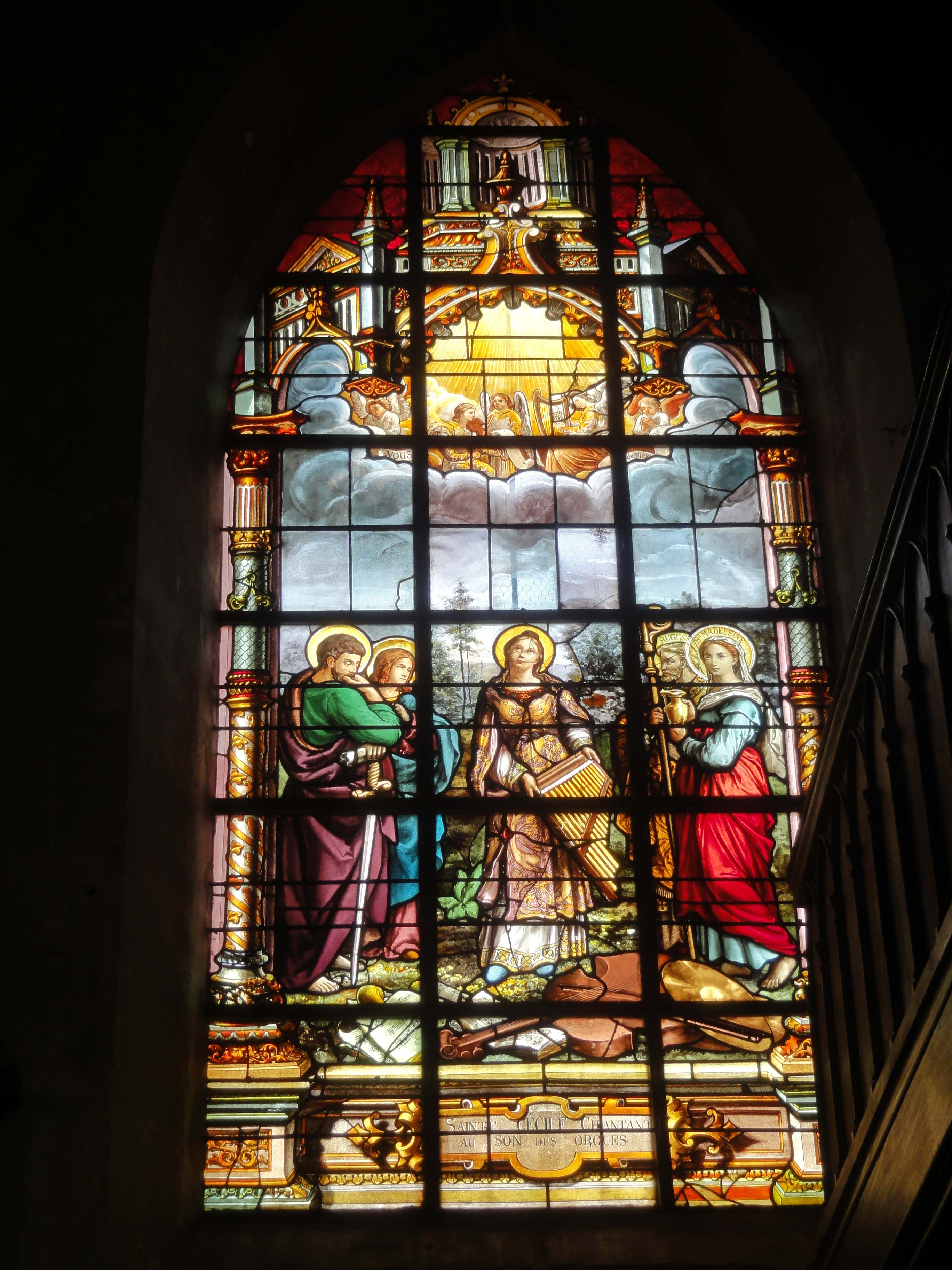
Sainte Cécile chantante au son de l'orgue.